# Gorzów Wielkopolski
Gorzów Wielkopolski (niem. Landsberg an der Warthe) – miasto na prawach powiatu w zachodniej Polsce. Siedziba wojewody lubuskiego wraz z zespoloną administracją rządową na terenie województwa lubuskiego oraz powiatu gorzowskiego. Drugie co do wielkości miasto w województwie. Pod względem geograficznym, północna część miasta położona jest na Równinie Gorzowskiej będącej mezoregionem makroregionu Pojezierze Południowopomorskie, a południowa w Kotlinie Gorzowskiej będącej mezoregionem makroregionu Pradolina Toruńsko-Eberswaldzka. Miasto leży nad Wartą u ujścia Kłodawki i jej dopływem Srebrną, na wysokości od 19 do 105 m n.p.m. Z miastem graniczy Gorzowski Park Krajobrazowy.
W średniowieczu część ziemi santockiej w Wielkopolsce do 1252. W późniejszym okresie do 1945 roku miasto związane było z niemiecką Brandenburgią, a po II wojnie światowej znalazło się w granicach Polski.
Gorzów Wielkopolski jest rdzeniem Miejskiego Obszaru Funkcjonalnego (MOF), w skład którego wchodzą otaczające go gminy: Bogdaniec, Deszczno, Kłodawa, Santok, Lubiszyn oraz Strzelce Krajeńskie. Wraz z 24 gminami i 5 powiatami województwa lubuskiego oraz 4 gminami i 1 powiatem województwa zachodniopomorskiego tworzy Aglomerację Gorzowską zamieszkałą przez ponad 400 tys. mieszkańców.

## Geografia

### Położenie

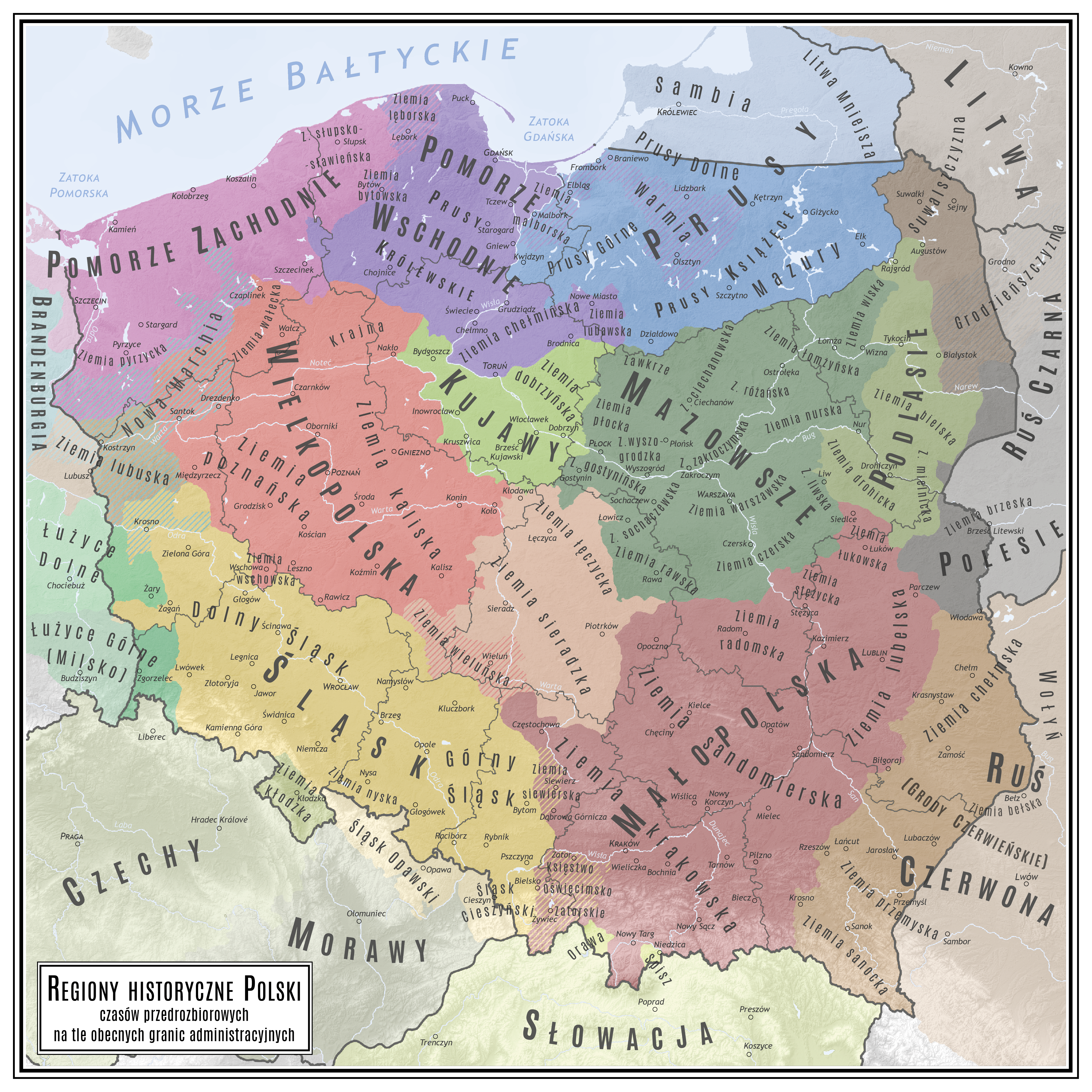
Gorzów Wielkopolski, Wielkopolska, ziemia lubuska i inne krainy historyczne Polski na tle współczesnych granic administracyjnych

Położenie topograficzne Gorzowa charakteryzuje się właściwościami, które w znacznym stopniu zadecydowały o założeniu tutaj w XIII wieku okazałego średniowiecznego miasta, a także miały wpływ na kształtowanie się jego struktury przez kolejne siedem wieków.
Pod względem geograficznym miasto położone jest na wysokości od 19 do 82 m n.p.m., na północnej krawędzi pradoliny toruńsko-eberwaldzkiej na skraju Kotliny Gorzowskiej, leżącej na Równinie Gorzowskiej, nad Wartą u ujścia Kłodawki. Spływając z północy, wyżłobiła ona w krawędzi pradoliny prostopadłą dolinę boczną, a u jej wylotu uformowała stosunkowo rozległy stożek napływowy. Wyniesienie to było otoczone wodą i bagnami od południa, zachodu i północy. Jedynie od wschodu, przez wąskie pasmo suchych i wyżej położonych terenów, łączyło się z południowo-wschodnim załamaniem wzgórz krawędzi pradoliny, które wznoszą się około 50 metrów ponad poziom jej dna. Te wzgórza towarzyszą Warcie przed miastem zarówno od wschodu, jak i od zachodu. Na wysokości obecnych ulic Dzieci Wrzesińskich i Drzymały załamują się ku północy, biegnąc dalej wzdłuż doliny, którą wyrzeźbiła Kłodawa.
Między wzgórzami a wyniesieniem stożka napływowego, od północnego wschodu, jeszcze w połowie XVII wieku przepływała jedna z odnóg Kłodawki, a równolegle do niej rozciągał się wąski, długi Staw Miedziany. Od zachodu biegły dwie równoległe odnogi rzeczki. Jedna z nich, właściwa Kłodawka, płynęła od północy przez staw (prawdopodobnie tzw. Górny) i łagodnym łukiem, okrążając Gorzów od północnego zachodu, przepływała obok Stawu Kłodawskiego, który sąsiadował z miastem. Z tego stawu wypływała druga odnoga, która równolegle z pierwszą kierowała się do Warty, wyznaczającej od południa granicę miasta. W XIII wieku poziom wód był wyższy, dlatego dzisiejsza wąska rzeczka oraz okoliczne zbiorniki wodne miały znacznie większy zasięg, co wpłynęło na rozwój i układ przestrzenny miasta. 
Na przeciwległym, lewym brzegu Warty warunki topograficzne kształtowały się odmiennie. Znaczne oddalenie (ok. 20 km) południowej krawędzi pradoliny rzeki utrudniało dostęp do terenów wysokich i suchych. Warta tworzyła tu gęstą sieć odnóg, rozlewających się na terenie podmokłym, a miejscami bagiennym. Pozostałości odnóg przetrwały do naszych czasów w postaci licznych drobnych stawów i starorzeczy, stopniowo zanikających na skutek osuszania i regulacji. Lasy nie występują tu w ogóle, a gleby są ubogie.
Po podbiciu Lubuszan przez Polan tereny te zostały włączone do Wielkopolski i graniczyły z ziemią lubuską. Obszar dzisiejszego Gorzowa stanowił część kasztelanii santockiej, która była częścią Wielkopolski. Następnie w 1252 ziemia ta została włączona do Marchii Brandenburskiej, stanowiąc zalążek Nowej Marchii. Do 1945 roku miasto związane było z niemiecką Nową Marchią, a po II wojnie światowej znalazło się w granicach Polski, w województwie poznańskim.

### Ukształtowanie terenu i geologia
Gorzów Wielkopolski położony jest na siedmiu wzgórzach. Na jego obszarze można zauważyć dwa poziomy teras holoceńskich, w obrębie których występują liczne zachowane starorzecza. Prawobrzeżna część Gorzowa leży na silnie pofałdowanej północnej krawędzi pradoliny Warty o zróżnicowanych rzędnych od 23,0 do 82,0 m n.p.m. Lewobrzeżna, nizinna część o przeciętnej rzędnej wynoszącej 19 m n.p.m. obejmuje płaską terasę zalewową, przeciętą Kanałem Ulgi.

### Tereny zielone
Miasto ma 9 parków o łącznej powierzchni 138,3 ha (w tym Słowiański, Siemiradzkiego, Kopernika, Wiosny Ludów, 750-lecia, Zacisze) oraz 141 zieleńców zajmujących łączną powierzchnię około 120,5 ha okalające tereny wokół placów, budynków i narożniki ulic. Wszystkie parki, zieleńce i tereny zieleni osiedlowej zajmują łączną powierzchnię 342,7 ha. W granicach miasta występuje też jeden zwarty kompleks leśny stanowiący wschodni fragment Obszaru Chronionego Krajobrazu „Wysoczyzna Gorzowska”, związanego ze strefą krawędziową wysoczyzny morenowej, biegnący od Witnicy, aż po Gorzów Wielkopolski. Drzewostany tego obszaru składają się przede wszystkim z sosny z domieszką drzew liściastych.

### Ochrona przyrody
Na obszarze miasta znajduje się rezerwat przyrody Gorzowskie Murawy chroniący zbiorowiska roślinności kserotermicznej, szczególnie muraw ostnicowych, kłosownicowych i szczotlichowych oraz stanowisk gatunków roślin i zwierząt, m.in. ostnicy włosowatej, pajęcznicy liliowatej, dzwonka syberyjskiego, ostrołódki kosmatej, świergotka polnego i ślimaka żeberkowego.

### Klimat
W Gorzowie Wielkopolskim panuje klimat umiarkowany przejściowy z przewagą wpływów oceanicznych. Opady roczne wynoszą około 550 mm.
| Miesiąc | Sty   | Lut   | Mar   | Kwi  | Maj  | Cze  | Lip  | Sie  | Wrz  | Paź  | Lis   | Gru   | Roczna |
| --- | ----- | ----- | ----- | ---- | ---- | ---- | ---- | ---- | ---- | ---- | ----- | ----- | ------ |
| Rekordy maksymalnej temperatury [°C]                                                                                 | 13,8  | 18,2  | 24,6  | 30,6 | 31,5 | 36,5 | 37,5 | 37,3 | 33,0 | 28,7 | 20,3  | 15,3  | 37,5   |
| Średnie temperatury w dzień [°C]                                                                                     | 2,4   | 4,1   | 8,3   | 14,9 | 19,5 | 22,7 | 24,8 | 24,5 | 19,3 | 13,3 | 6,9   | 3,4   | 13,7   |
| Średnie dobowe temperatury [°C]                                                                                      | -0,1  | 0,9   | 4,1   | 9,5  | 14   | 17,3 | 19,4 | 19   | 14,3 | 9,2  | 4,3   | 1,1   | 9,4    |
| Średnie temperatury w nocy [°C]                                                                                      | -2,4  | -1,7  | 0,6   | 4,5  | 8,8  | 12,2 | 14,3 | 14   | 10,1 | 5,9  | 2,0   | -1    | 5,6    |
| Rekordy minimalnej temperatury [°C]                                                                                  | -24,6 | -27,1 | -19,3 | -5,7 | -2,4 | 1,8  | 5,9  | 4,5  | -0,5 | -6,4 | -15,4 | -22,2 | −27,1  |
| Opady [mm] | 41,9  | 34,6  | 39,4  | 29,5 | 57   | 56,7 | 75   | 56,8 | 45,5 | 40,4 | 38,4  | 41,6  | 556,8  |
| Średnia liczba dni deszczowych                                                                                       | 9     | 8     | 9     | 6    | 8    | 9    | 10   | 8    | 8    | 8    | 8     | 10    | 102    |
| Wilgotność [%] | 88    | 84    | 77    | 68   | 68   | 69   | 70   | 70   | 78   | 84   | 90    | 90    | 78     |
| Średnie usłonecznienie [h]                                                                                           | 50    | 73    | 126   | 206  | 245  | 251  | 254  | 236  | 163  | 110  | 50    | 40    | 1803   |
| Źródło: meteomodel.pl na podstawie danych IMGW, ekstrema dla lat (1951–2021), średnie dla lat (1991–2020) 12.03.2022 |       |       |       |      |      |      |      |      |      |      |       |       |        |

### Struktura użytkowania terenu
| Rodzaj                       | Powierzchnia | %     |
| ---------------------------- | ------------ | ----- |
| Użytki rolne                 | 4 455 ha     | 51,8% |
| Lasy i grunty leśne          | 705 ha       | 8,2%  |
| Pozostałe grunty i nieużytki | 3 440 ha     | 40,0% |
| Razem (Σ)                    | 8 600 ha     | 100%  |

## Nazwa

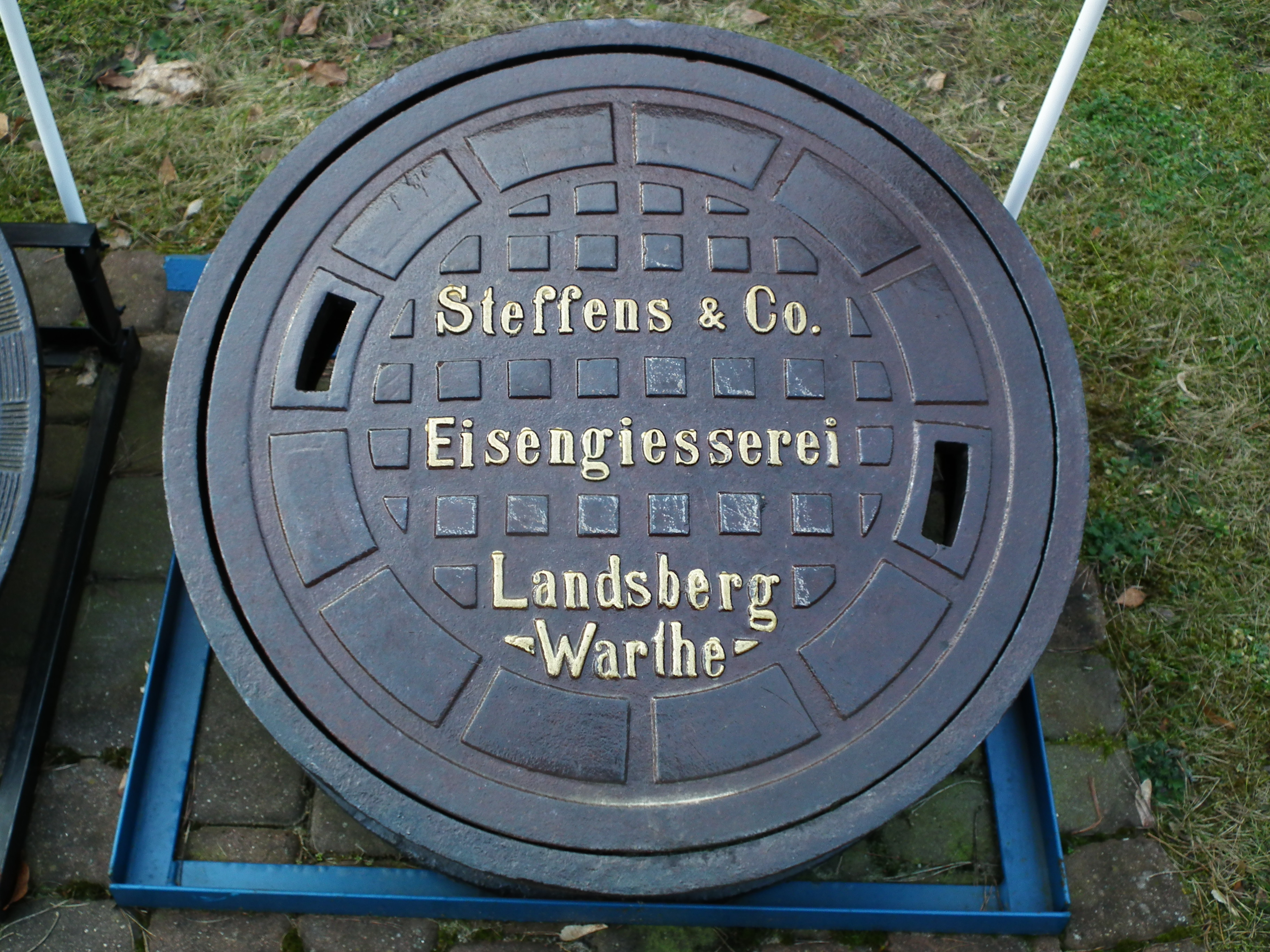
Zabytkowy właz studzienki kanalizacyjnej w Muzeum Wodociągów w Bydgoszczy z pierwotną nazwą miasta

Pierwotna niemiecka nazwa Landsberg an der Warthe pochodzi od słów „Land” (pol. ziemia, kraina) oraz „Berg” (pol. góra), będących częstymi elementami nazewnictwa niemieckich miast. Poza główną nazwą miasto posiadało element lokalizujący miasto, wynikający z dużej liczby miast w ówczesnej Rzeszy Niemieckiej posiadających tę nazwę.
Nazwa przypuszczalnie nawiązywała do brandenburskiego Landsbergu, położonego w ziemi barnimskiej.
W XIV-XVII w. piśmiennictwie polskim nazwa niemiecka była spolszczana i zapisywana jako Lencbark, Landzberk czy Landzberg. W książce „Starożytna Polska pod względem historycznym, jeograficznym [sic!] i statystycznym opisana” z 1843 r. podane są dwie nazwy miejscowości: Landsberg i Gorzew.
Na początku kwietnia 1945 roku zaczęła upowszechniać się nazwa Gorzów. Nazwę tę nadano w analogii do Gorzowa Śląskiego w województwie opolskim, który w czasach niemieckich nazywał się Landsberg in Oberschlesien, będącym miastem pogranicza etnicznego i mającym podwójną (polską i niemiecką) tradycję nazewniczą. W początkowym okresie rządów ludowych polskich stosowana była także nazwa Kobyla Góra, którą wywodzono z „nieprecyzyjnego”, XV-wiecznego opisu granic miasta. Nazwę Kobylagóra przedstawił w 1934 r. Stanisław Kozierowski w swoim Atlasie nazw geograficznych Słowiańszczyzny Zachodniej. Współczesna nauka odrzuca odnoszenie się tej nazwy do dawnego Landsbergu nad Wartą.
Po przyłączeniu Landsbergu an der Warthe do województwa poznańskiego, od 7 lipca 1945 r. w dokumentach urzędowych funkcjonuje nazwa Gorzów nad Wartą. Dodany drugi człon nad Wartą był odzwierciedleniem niemieckiego określenia lokalizacyjnego an der Warthe.
2 marca 1946 roku Komisja Ustalania Nazw Miejscowości podjęła decyzję o urzędowym brzmieniu nazwy Gorzów Wielkopolski. Zgodnie z Zarządzeniem Ministrów: Administracji Publicznej i Ziem Odzyskanych nazwa Gorzów Wielkopolski urzędowo obowiązuje od 19 maja 1946 r. Miasto od jego założenia do czasu włączenia do woj. poznańskiego nie było związane z Wielkopolską, chociaż obszar przed powstaniem miasta należał do kasztelanii santockiej, będącej częścią Wielkopolski. Przymiotnik Wielkopolski pojawia się w Dzienniku Ustaw i Monitorze Polskim dopiero na początku lat 50 XX w., czyli gdy miasto już nie należało do woj. poznańskiego.
Według nazewnictwa Poczty Polskiej do 30 maja 1945 r. nazwa brzmiała Kobylagóra, następnie Gorzów nad Wartą, a od 5 listopada 1946 r. Gorzów Wielkopolski.
W pierwszych dekadach XXI w. próbowano zmienić nazwę miasta poprzez usunięcie przymiotnika Wielkopolski. W pierwszym plebiscytem większość mieszkańców opowiedziała się za dotychczasową nazwą stosunkiem 25 000 do 10 000 głosów. Na początku drugiej dekady XXI wieku miasto wpisało zmianę nazwy do Długoterminowej strategii zarządzania marką Gorzów. Zmianę doradzały agencje zajmujące się public relations i tworzeniem wizerunku. Prezydent miasta zarządził przeprowadzenie konsultacji społecznych w/s zmiany nazwy miasta z Gorzów Wielkopolski na Gorzów, odbyły się one w sierpniu 2024, a większość mieszkańców opowiedziała się przeciwko propozycji.

## Historia

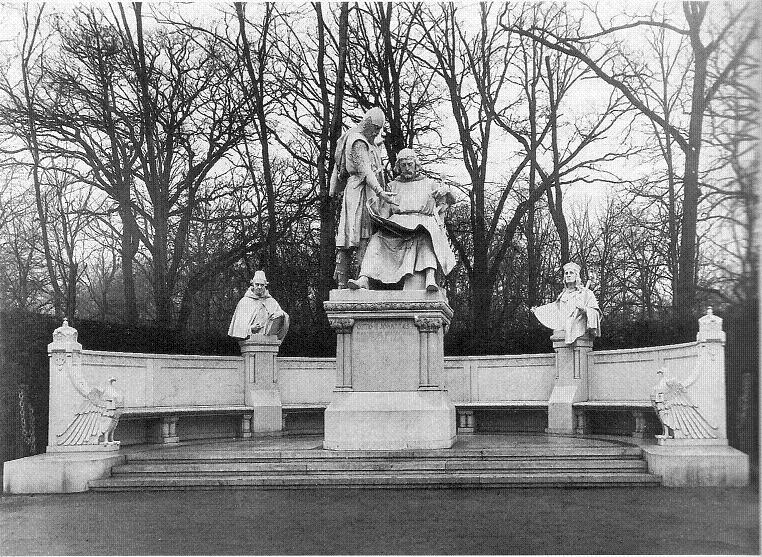
Pomnik Jana I Askańczyka w Berlinie – założyciela miasta

### Okres do uzyskania praw miejskich
Ziemia lubuska, obejmująca region gorzowski, który był częścią dawnej kasztelanii santockiej, przechodziła w pierwszych wiekach istnienia państwa polskiego przez okres szczególnych turbulencji politycznych. Usytuowana w strategicznym punkcie, gdzie łączą się rzeki Warta, Noteć i Odra, stanowiła teren rywalizacji plemion Pomorzan z północy, Polan ze wschodu i Wieletów z zachodu.
W okresie wczesnego średniowiecza, gdy była to osada rzemieślniczo-handlowa (od X wieku), tereny ujścia rzeki Warty znajdowały się pod panowaniem i kontrolą państwa Polan, a następnie w okresie panowania Mieszka I i Bolesława Chrobrego, ziemia lubuska, a wraz z nią region gorzowski, pełniła funkcję kluczowego ośrodka, stanowiąc punkt wyjścia dla procesu jednoczenia ziem nad Odrą pod władzą piastowską. Postępujący proces rozbicia dzielnicowego w państwie piastowskim znacząco osłabił ziemię lubuską, co ostatecznie doprowadziło do jej utraty na rzecz zachodnich sąsiadów. W efekcie tych wydarzeń obszar ten został włączony w skład dzielnicy książąt śląskich. Osłabienie Polski, będące konsekwencją rozbicia dzielnicowego, stworzyło dogodne warunki dla ekspansji zachodnich sąsiadów, którzy rozpoczęli tworzenie potężnych struktur politycznych, takich jak Marchia Miśnieńska, Marchia Łużycka oraz Marchia Północna. Zbliżająca się agresja brandenburska stanowiła poważne zagrożenie dla granic państwa polskiego.
W okresie rozbicia dzielnicowego Polska była zbyt osłabiona, by skutecznie przeciwstawić się ekspansji terytorialnej prowadzonej przez władców Brandenburgii. Na początku silni książęta Śląska wielokrotnie odpierali zakusy ze strony sąsiadów z zachodu i północy. Jednak po śmierci Henryka Pobożnego Śląsk rozpadł się na kilka mniejszych dzielnic, co doprowadziło do utraty jego politycznej i militarnej siły. Ziemia Lubuska, w tym także region dzisiejszego Gorzowa, przechodziła wówczas z rąk do rąk. Już pod koniec życia Henryka Pobożnego północne obszary dolnej Warty, włącznie z grodem santockim, zostały zajęte przez Barnima, księcia pomorskiego. W 1244 roku te same tereny znalazły się pod kontrolą Przemysła I, księcia wielkopolskiego. W 1249 roku ziemia lubuska znalazła się w rękach brandenburskich poprzez zastaw, jaki książę legnicki Bolesław Rogatka uczynił wobec arcybiskupów Magdeburga. Margrabiowie brandenburscy, wykorzystując ciągłe walki o ziemie położone na północ od Noteci i Warty, skierowali swoją ekspansję właśnie w ten rejon. W 1251 roku Przemysł I zdołał odeprzeć ich atak w bitwie pod Zbąszyniem. W odpowiedzi margrabiowie przenieśli swoje działania bardziej na północ, koncentrując się na podboju terenów dolnej Warty. Po zdobyciu tych obszarów w 1257 roku doszło do lokacji Gorzowa, który stał się bazą wypadową do dalszej ekspansji Brandenburgii na wschód. W tym też roku Gorzów Wielkopolski otrzymał prawa miejskie. 2 lipca Jan I Askańczyk – margrabia brandenburski z dynastii askańskiej wydał dokument, upoważniający rycerza Alberta de Luge do założenia niemal na granicy kasztelanii i ziemi lubuskiej miasta nad rzeką i nadania mu nazwy Landisberch Nova (Landsberg Nowy, dla rozróżnienia z Altlandsbergiem koło Berlina – w Niemczech do 1945 r. nazwa Landsberg odnosiła się w sumie do 6 miejscowości). Miasto zostało założone jako przeciwwaga dla polskiego Santoka. 
Gorzów, dzięki swojemu centralnemu położeniu i dogodniejszym warunkom komunikacyjnym, miał znacznie bardziej sprzyjające warunki do skupienia gospodarczego życia regionu niż Santok. Towarzyszące żyznym glebom kamienne kościoły romańskie w Wawrowie, Wojcieszyce, Marwicach i Lubnie tworzyły półkole, którego centrum stanowił właśnie Gorzów Wielkopolski, a nie Santok. Od połowy XIII w. fakt ten zyskiwał szczególne znaczenie, ponieważ podstawą rozwoju osad typu miejskiego w regionie była wytwórczość rzemieślników oraz wymiana lokalna z najbliższym zapleczem w promieniu około 25 km. O gospodarczej roli Gorzowa przedlokacyjnego świadczy skarb srebrny znaleziony na terenie miasta. Jednakże znacznie bardziej wymowny jest fakt, że to Gorzów był miejscem, gdzie znajdowała się chyża – osada skupiająca ludność rolniczą, a być może także rzemieślniczą. Pierwsza wzmianka o niej pochodzi z 1364 roku. W tym czasie Gorzów był już związany z drogą do Wieprzyc (w miejscu, gdzie obecnie znajduje się ulica Wieprzycka), w odległości około 1,5 km od średniowiecznego miasta. Na to miejsce ludność została przeniesiona w 1257 roku, w związku z lokacją miasta. Pierwotnie chyża znajdowała się w pobliżu jednego z grodów, na terenie objętym lokacją. Z chyżą związane jest także cmentarzysko, odkryte w latach międzywojennych na zachód od Stawu Kłodawskiego (u zbiegu obecnych ulic W. Wasilewska i Kosynierów Gdyńskich). Występowanie ceramiki, szczególnie licznej, wskazuje, że służyło ono celom grzebalnym w okresie od około 1000 do 1200 roku, stanowiąc dodatkowy dowód na trwałe wojskowe zasiedlenie przedlokacyjne Gorzowa. Margrabiowie, równolegle z lokacją miasta, nadali Gorzowowi prawo składu, co miało kluczowe znaczenie dla jego rozwoju gospodarczego. Zarówno strategiczne walory osady u zbiegu Warty, jak i jej gospodarcze tradycje oraz perspektywy, a także zalety komunikacyjne, przyciągnęły uwagę Brandenburczyków. To tutaj założyli swoją główną kwaterę, stanowiącą punkt wypadowy dla dalszej agresji. Santok przechodził kolejno z rąk polskich do brandenburskich i odwrotnie. Najeźdźcy posunęli się aż po Gwdę, a na południu poszerzyli zasięg swoich posiadłości po Międzyrzecz i Świebodzin. Kontynuowali także swoje podboje na terenie Pomorza Zachodniego. Gospodarcze możliwości osady skłoniły ich do lokowania tutaj właśnie miasta.

### Od 1257
W 1260 roku Konstancja Przemysłówna – księżniczka, córka księcia wielkopolskiego Przemysła I, wyszła za Konrada, syna margrabiego brandenburskiego Jana I Askańczyka i jako posag wniosła ziemie kasztelanii santockiej bez samego grodu w Santoku. Landisberch szybko stał się ważnym ośrodkiem gospodarczym na wschodnich rubieżach Brandenburgii. Z założeniem miasta zbiegła się budowa okazałej gotyckiej fary (kościoła parafialnego, od 1537 luterańskiego), dziś rzymskokatolickiej katedry pw. Wniebowzięcia NMP. Po wygaśnięciu dynastii Askańczyków w 1319 miasto przeszło we władanie książąt zachodniopomorskich, a w 1325 pod panowanie Wittelsbachów. W 1329 podpisano w mieście traktat pokojowy między Polską i Brandenburgią. Po 1373 miasto przeszło pod kontrolę rodu Luksemburgów (Kraje Korony Czeskiej), którzy w 1402, mimo prowadzonych w tej sprawie negocjacji z Władysławem Jagiełłą, sprzedali Nową Marchię wraz z miastem zakonowi krzyżackiemu. W 1433 przeżył oblężenie husytów. W 1454 zakon krzyżacki sprzedał Nową Marchię Fryderykowi II Hohenzollernowi. W 1626 miasto ucierpiało przez szwedzką okupację.
Po 1648 miasto stało się ważnym punktem w handlu z Polską, który rozwinął się jeszcze w XVII w. przez powstanie licznych warsztatów tkackich i handlu wełną.

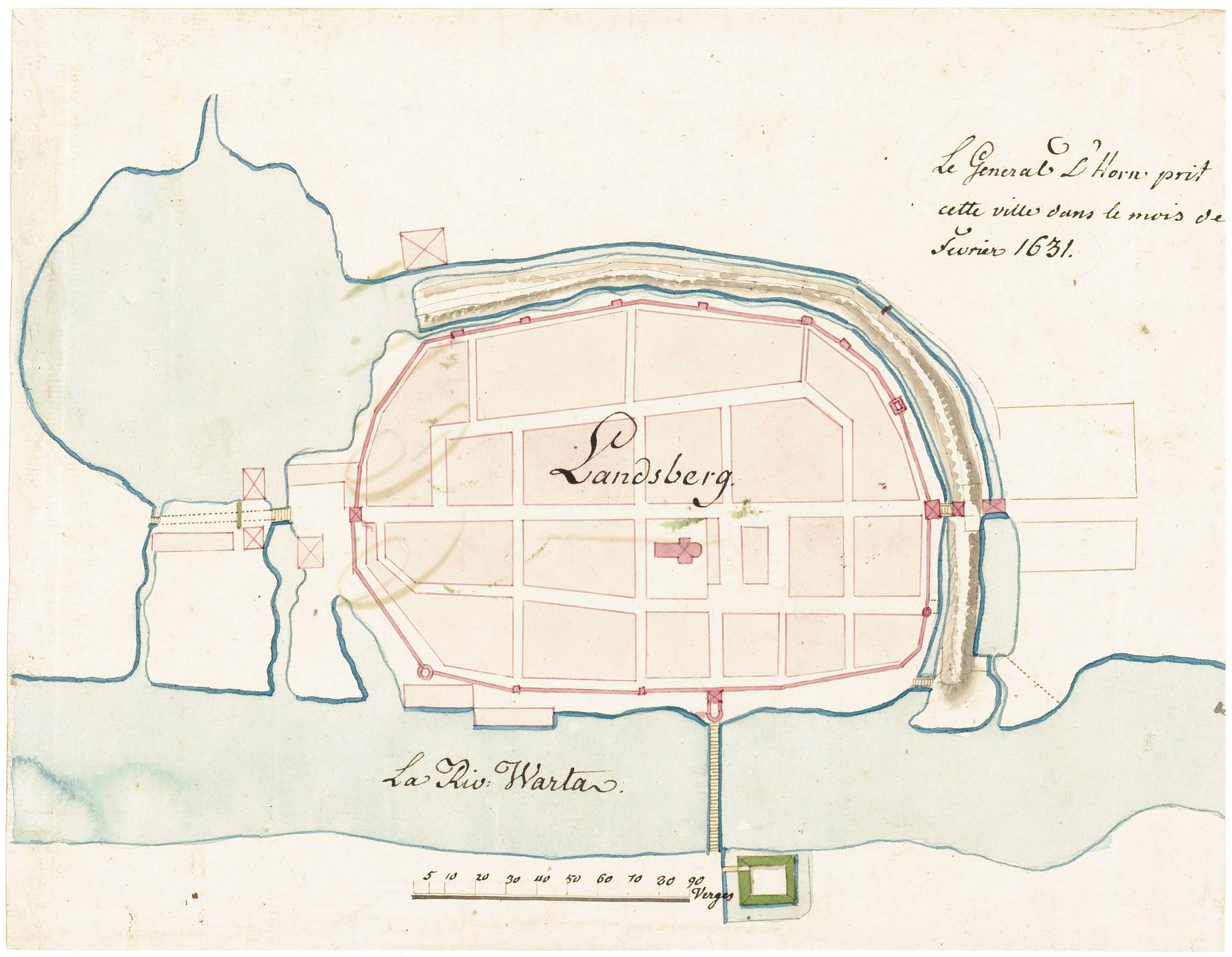
Mapa miasta z 1631 roku

W czasie wojny siedmioletniej miasto utrzymywało wojska rosyjskie, a na początku XIX wieku opłacało kontrybucję armii Napoleona.

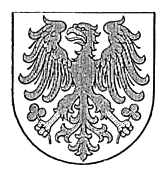
Herb miasta z XIX w.

W 1892 roku miasto zostało wydzielone z powiatu i otrzymało status miasta na prawach powiatu/powiatu grodzkiego (niem. Stadtkreis). Przynależało wówczas administracyjnie do rejencji frankfurckiej w prowincji Brandenburgia. Około 1900 roku w mieście były dwa kościoły protestanckie, katolicki i synagoga.

### Lata 1918–1939
Stały rozwój miasta, zarówno pod względem gospodarczym, jak i demograficznym, został zakłócony przez klęskę Niemiec w I wojnie światowej oraz ustalenie nowej granicy polsko-niemieckiej wskutek traktatu wersalskiego. Spowodowało to powstanie specyficznej sytuacji społeczno-politycznej w Gorzowie w okresie międzywojennym, gdy miasto oddalone o około 35 km od nowej granicy, znalazło się na obszarze niemieckiego wschodu. Niekorzystna dla miasta okazała się też hiperinflacja w latach 1919–1923. Zmiana przebiegu granicy znacząco wpłynęła na gospodarkę Gorzowa, gdy gorzowskie zakłady przemysłowe straciły dostęp do dotychczasowego zaplecza gospodarczego, swoich naturalnych rynków zbytu, źródeł surowców oraz siły roboczej. Do wybuchu I wojny światowej produkowały one głównie dla rynku rosyjskiego oraz wschodnich prowincji Niemiec. W okresie powojennym produkcja przemysłowa spadła o około 30 procent w porównaniu do stanu sprzed wojny. W rezultacie zamknięto wiele zakładów, co było szczególnie widoczne po upadku fabryki maszyn i odlewów H. Pauckscha. W efekcie tej sytuacji pracę straciło około 2000 osób. Porównanie wyników spisów przemysłowych z lat 1907 i 1925 pokazuje spadek liczby zakładów (z 1254 do 1172), przy jednoczesnym wzroście zatrudnienia o 2233 osoby. Spadek zatrudnienia w przemyśle rozpoczął się po 1925 i nasilił w latach kryzysu 1928–1932. W 1933 zatrudnienie w wielu branżach znacząco zmalało, np. w cegielniach ze 138 do 22 osób, a produkcja aparatów i pojazdów została wstrzymana. Spis z 1925 wskazuje, że 26,2% ludności pracowało w przemyśle i rzemiośle, natomiast w 1939 wskaźnik ten spadł do 20,5%c przy wzroście ludności o 10,9%. W okresie 1925–1939 spadek zatrudnienia dotknął większości branż przemysłowych, od 1,4% do 28,9%, z wyjątkiem budownictwa i przemysłu mineralnego. Wzrost w 1939 r. mógł być związany ze zbrojeniami wojennymi.

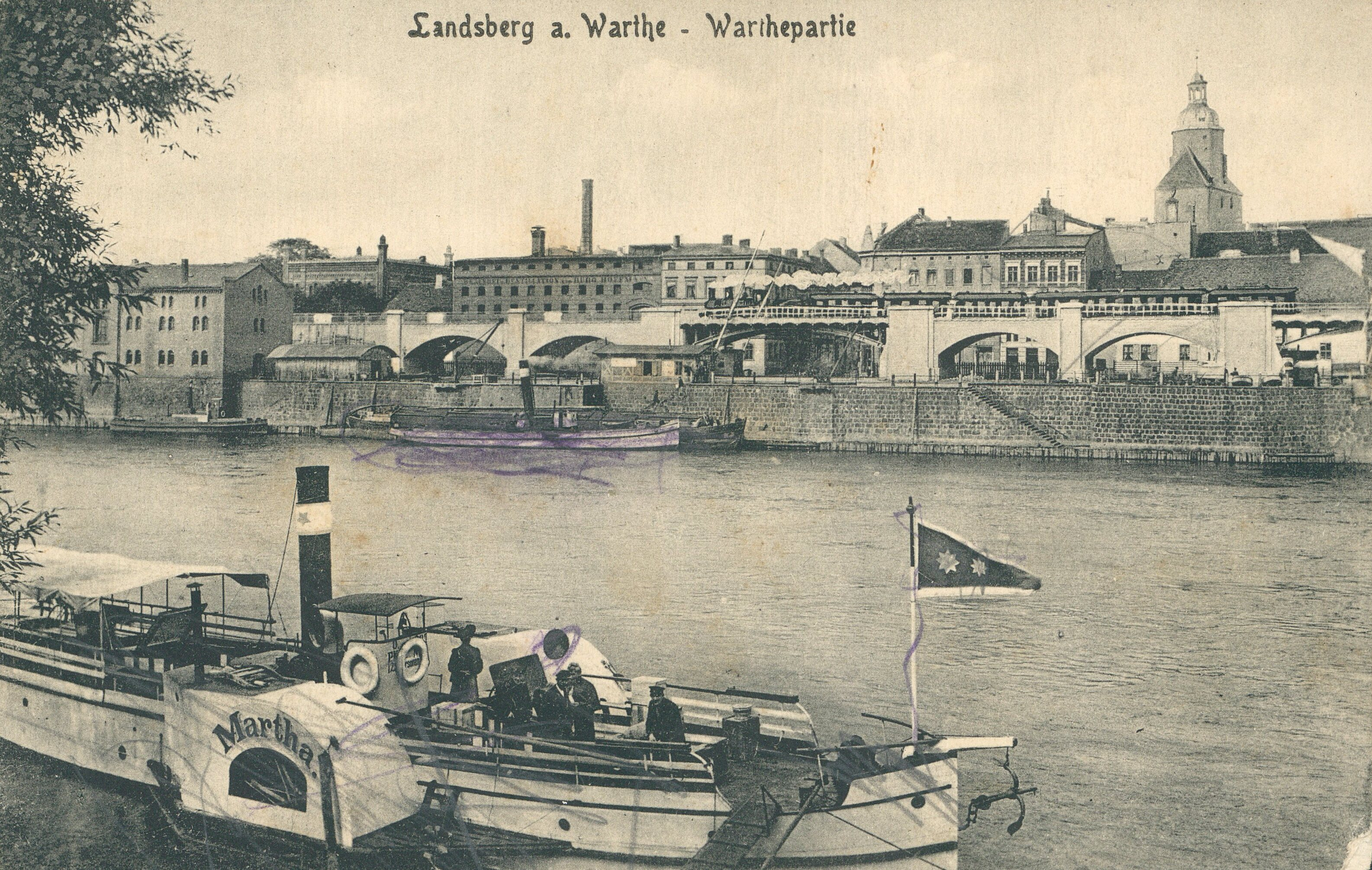
Kartka pocztowa z panoramą miasta z 1918 roku

Po 1918 roku powierzchnia miasta wynosiła 4665,33 ha, co stanowiło niewielki wzrost w porównaniu z rokiem 1892; w 1924 roku powierzchnia ta była nieznacznie większa. W latach dwudziestych XX wieku Gorzów wszedł w kolejny etap rozwoju przestrzennego, obejmujący urbanizację obszaru charakteryzującego się zróżnicowaną morfologią terenu zlokalizowanego na północny zachód od centralnej części miasta. Teren ten rozciągał się między ulicą przebiegającą za Kosynierów Gdyńskich a szosą w kierunku Myśliborza. Nowo powstała dzielnica została zaprojektowana z uwzględnieniem naturalnej rzeźby terenu, co znalazło odzwierciedlenie zarówno w nieregularnym układzie dróg lokalnych, jak i w dominacji zabudowy o charakterze luźnym, jednorodzinnym, często wkomponowanej w otoczenie ogrodowe. Wielokondygnacyjne obiekty powstały jedynie na krawędziach wyżej położonych obszarów, co świadczy o świadomym kształtowaniu przestrzeni w zgodzie z uwarunkowaniami środowiskowymi. Miasto rozwinęło się również w kierunku północno-wschodnim od śródmieścia, na obszarze stosunkowo płaskiej wysoczyzny. Po wytyczeniu obecnej ulicy Pomorskiej w tym rejonie powstało niewielkie osiedle mieszkaniowe, a w roku 1936 rozpoczęto budowę zakładu przemysłu chemicznego IG Farbenindustrie, która została ukończona w czasie II wojny światowej. Na obszarze Zamościa powstało osiedle robotnicze przy fabryce juty oraz dwa osiedla przy ulicy Kobylogórskiej, zlokalizowane za Kanałem Ulgi. W tym okresie kontynuowano także rozbudowę miasta w kierunku północnym. Proces ten obejmował z jednej strony zagęszczenie zabudowy pomiędzy dzisiejszymi ulicami Mickiewicza i Roosevelta, z drugiej zaś wytyczenie dawnej ulicy Dzierżyńskiego wraz z kilkoma równoległymi ulicami. Przy tych arteriach wznoszono domy o charakterze willowym. Ponadto częściowo zabudowano równoległy do ulicy Dzierżyńskiego odcinek dawnej ulicy Świerczewskiego, położony na wschód od rzeki Kłodawki.
Rozwój urbanistyczny miasta był ściśle powiązany z modernizacją infrastruktury komunalnej. W latach 1924–1925 długość sieci wodociągowej wynosiła 44 133 metry, a sieci kanalizacyjnej 27 984 metry. Po 1933 roku nastąpiło znaczne ożywienie inwestycyjne w tej dziedzinie, które związane było z realizacją robót publicznych mających na celu redukcję bezrobocia (wynoszącego w 1932 roku 4445 osób). W ramach tych działań rozbudowano sieć wodociągową, wybudowano studnie dla ujęcia wody, rozbudowano sieć kanalizacyjną, uruchomiono oczyszczalnię ścieków oraz zmodernizowano gazownię poprzez budowę nowego pieca. Dodatkowo wytyczono liczne ulice i place, a na istniejących już drogach dokonano poprawy nawierzchni. Wszystkie te inwestycje wymagały przeprowadzenia intensywnych robót ziemnych.
W demografii miasta widoczne były znaczne wahania, będące efektem migracji wojennych i powojennych, przez co dopiero po sześciu latach liczba ludności przekroczyła poziom z 1914 roku. W latach 1918–1921 liczba mieszkańców miasta zwiększyła się o ponad 10 tysięcy osób, głównie za sprawą migracji ludności z terenów odłączonych od Niemiec. W roku 1918 przybyło do miasta 1112 rodzin: z dawnej Prowincji Poznańskiej (307), Prus Zachodnich (103), Prus Wschodnich (36), Górnego Śląska (39), Alzacji-Lotaryngii (22) oraz 605 osób z innych części Niemiec. Dodając do tej liczby urzędników, którzy przybyli do Gorzowa w 1918 roku, trzeba było zapewnić mieszkania dla 1139 rodzin. Udało się to dzięki Urzędowi Kwaterunkowemu (Wohnungsamt), który przygotował lokale dla 438 rodzin. Pozostałe 701 rodzin musiało szukać mieszkań u innych mieszkańców Gorzowa. W latach 1925–1933 do miasta przybyło 2975 osób, głównie przedstawicieli wolnych zawodów, którzy musieli samodzielnie szukać mieszkań, ponieważ sytuacja mieszkaniowa była dość trudna. Po wojnie do Gorzowa przeniesiono również instytucje takie jak Zakład Doświadczalno-Badawczy Rolnictwa z Bydgoszczy, Instytut Higieny z Poznania i Dom Matki z Gniezna, co przyczyniło się do zwiększenia rangi miasta jako ośrodka o znaczeniu ponadlokalnym. Wśród nowoprzybyłych było także wielu rencistów i emerytów. Przesiedleńcy z terenów byłych Niemiec utworzyli własną organizację – 9 marca 1930 roku odbyło się zebranie Bauern und Flüchtlingssiedler, które sprzeciwiało się ZSRR i traktatowi wersalskiemu, domagając się zwrotu utraconych ziem po I wojnie światowej. W 1932 roku liczba bezrobotnych wzrosła do 4445 osób. W 1934 roku miasto zostało uznane za zagrożone bezrobociem i otrzymało 1,4 miliona marek niemieckich od Ministerstwa Spraw Wewnętrznych, aby przeciwdziałać temu zjawisku. Fundusze te przeznaczone zostały głównie na prace publiczne, takie jak rozbudowa kanalizacji, sieci wodociągowej, oczyszczalni wody i sieci gazowej. W 1932 roku około 1100 osób korzystało regularnie z Kuchni Ludowej (Volksküche), gdzie za 8 fenigów można było otrzymać gorący posiłek.
Już w 1923 roku opracowano program pomocy rodzinom w trudnej sytuacji życiowej, tzw. Familienwochenhilfe, przeznaczając na ten cel 125 100 000 000 marek. Podobne fundusze przewidziano na kolejne lata. W 1933 roku koszty utrzymania bezrobotnych wzrosły do 2 171 000 marek (według danych z 7 kwietnia 1933).

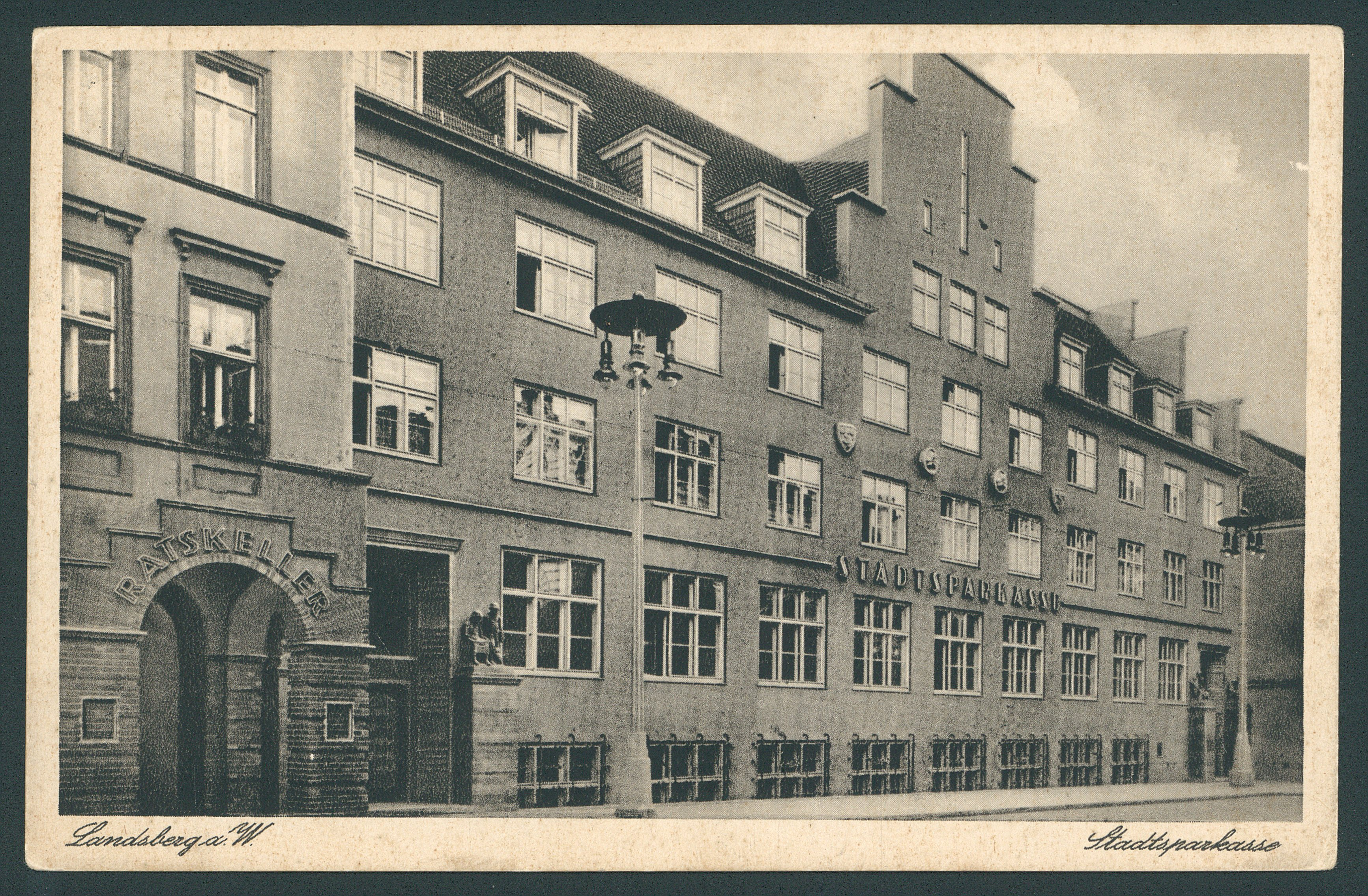
Budynek obecnego ratusza w okresie międzywojennym

Wysokie koszty życia, brak stałej pracy i niedobór mieszkań były kluczowymi czynnikami, które wpłynęły na kształtowanie się nastrojów w Gorzowie przed 1933 rokiem. W latach 1919–1924 zbudowano tam 574 mieszkania, w tym prywatne domy wielorodzinne. W 1925 roku Gorzów liczył 2401 budynków mieszkalnych. Większość nowych budynków powstała wzdłuż obecnych ulic: Matejki, Bohaterów Warszawy, Konstytucji 3 Maja, Nowotki, Moniuszki, Teatralnej, Podmiejskiej i Żwirowej. Były to domy wielorodzinne typu I i II Siedlung Eigenheim.
W 1931 roku zrealizowano budowę 164 nowych mieszkań, ale wciąż brakowało przynajmniej 1000 lokali. W latach trzydziestych rozpoczęto więc budowę osiedli, w tym przy placu Słonecznym, gdzie wzniesiono dwupiętrowe bloki mieszkalne z czerwonej cegły, tworząc osiedle Gewoba, budowane przez spółdzielnię mieszkaniową Gemeinnützige Wohnungsbaugenossenschaft. Pomimo ożywienia gospodarczego po 1933 roku, Gorzów nie odzyskał przedwojennego tempa rozwoju, jakie charakteryzowało jego gospodarkę przed 1914 rokiem, przynajmniej do 1939 roku.
W 1934 roku rozpoczęto w Gorzowie budowę umocnień, których celem było stworzenie warunków do koncentracji wojsk oraz zabezpieczenie terytorium Niemiec przed możliwą ofensywą wroga. Budowa umocnień odbywała się etapami: w latach 1934–1935, 1938–1939 oraz 1944–1945, a ich kształt był dostosowany do bieżącej sytuacji wojskowo-politycznej III Rzeszy. System umocnień na wschodniej granicy Niemiec składał się z trzech głównych elementów obronnych, biegnących z północy na południe: Wału Pomorskiego (Pommernstellung), Międzyrzeckiego Rejonu Umocnionego (Ostwall) i Linii Odrzańskiej (Oderstellung). Wał Pomorski rozciągał się od Szczecinka, przez Krągi, Nadarzyce, Wałcz, Tuczno, wzdłuż zachodniego brzegu rzeki Drawy, aż do ujścia rzeki w rejonie Krzyża, a potem północnym brzegiem Noteci oraz Warty, dochodząc do Gorzowa Wielkopolskiego.
W Gorzowie przed II wojną światową powstało wiele organizacji, które dążyły do obalenia „wersalskiego dyktatu” i odzyskania utraconych ziem. Tego typu nastroje były propagowane przez organizacje skupiające ziemiaństwo i mieszczaństwo. Jednym z najbardziej wpływowych związków był Stahlhelm, Bund der Frontsoldaten, który działał także w Gorzowie. Uczestnicy I wojny światowej założyli tam Miejski Związek Frontowców (Stadtkriegerverband), którego prezesem był kupiec Walter Gross, a honorowym prezesem nauczyciel Karol Lange. Członkowie Stahlhelmu pochodzili z różnych warstw społecznych, w tym z drobnego mieszczaństwa, właścicieli majątków, chłopów, robotników rolnych, rzemieślników i częściowo z robotników. Na czele Stahlhelmu w Gorzowie stał Kreisführer D. Zacharia z Lubiszyna. W mieście funkcjonowała także inna organizacja paramilitarna, Eiserne Front, która organizowała liczne manifestacje i kształtowała młodzież w duchu zemsty. Likwidacja Stahlhelmu miała miejsce 18 grudnia 1935 roku, a większość jego członków wstąpiła do SA lub NSDAP. Jak zauważa Hilde von Laer, organizacja ta początkowo wspierała ruch hitlerowski. W wyborach komunalnych z 12 marca 1933 roku, NSDAP zdobyła 22 mandaty, a pozostałe ugrupowania tylko 17. Podobnie w wyborach powiatowych partia Hitlera uzyskała 14 z 25 mandatów. Po przejęciu władzy przez Hitlera, NSDAP w Gorzowie skoncentrowała się na likwidacji bezrobocia i problemów mieszkaniowych, co miało przyciągnąć szerokie grono zwolenników – tzw. Mitläuferów. Jednak nie wszyscy mieszkańcy poparli faszystów, a nawet wśród tych, którzy oddali głos na NSDAP w 1933 roku, nie wszyscy byli lojalni wobec nowego reżimu.
Pomimo inwestycji gospodarczych, takich jak budowa dwóch koszar wojskowych, modernizacja okolic dworca kolejowego czy rozwój tanich osiedli mieszkaniowych (tzw. osiedli SA), życie przeciętnego gorzowianina nie uległo wyraźnej poprawie. Liczba mieszkań w mieście wzrosła z 13 190 w 1933 roku do 14 319 w 1937 roku, co nie oznaczało jednak istotnej zmiany warunków bytowych. Mieszkańców przedwojennego Gorzowa stopniowo przygotowywano do wojny z Polską, czemu służyła działalność organizacji cywilnych i paramilitarnych, takich jak Hitlerjugend, Bund Deutscher Mädel, Reichsarbeitsdienst, SS czy SA. Organizacje te organizowały liczne demonstracje w przygranicznych miejscowościach, m.in. w Trzcielu, Międzyrzeczu czy Dąbrówce Wielkopolskiej. Gorzów odgrywał aktywną rolę w kampanii na rzecz utrzymania Trzciela w granicach Niemiec.
Gorzów był organizatorem tzw. zlotów granicznych, które obejmowały jeden region lub odbywały się wzdłuż całej granicy polsko-niemieckiej. W 1934 roku zorganizowano takie wydarzenie w Gorzowie pod hasłem „dni niemieckiej ojczyzny”. Zakończeniem tych dni były ogniska ustawione wzdłuż granicy, mające symbolizować rychłe wyzwolenie „spod polskiego jarzma” niemieckich braci, którzy mieszkali po drugiej stronie granicy. Podobne wydarzenia miały miejsce w Gorzowie już wcześniej. 11 maja 1930 roku odbyło się spotkanie NSDAP, w którym uczestniczył gauleiter Marchii Wschodniej (Gau Ostmark) Wilhelm Kube z Frankfurtu nad Odrą. Podczas spotkania ocenił on działalność partii w tym rejonie, zauważając, że w 1920 roku było tylko 7 członków NSDAP, a w 1930 roku już ponad 4000. Kube zaznaczył, że przybył do Gorzowa, by podkreślić wzrost działalności faszystowskiej w regionie, który szczególnie interesuje się wschodnią granicą Niemiec. Głównym wrogiem partii uznał niemiecką socjaldemokrację. W latach 1930–1933 wpływy narodowych socjalistów w Gorzowie znacznie wzrosły. Członkowie NSDAP przejmowali kierownictwo w mieście i powiecie, rozpowszechniając mistyczną wiarę w misję narodu niemieckiego, którą bezkrytycznie akceptowały ugrupowania drobnomieszczańskie, część robotników oraz inne warstwy społeczne, w tym początkowo także ziemiaństwo. Wiele z tych grup miało doświadczenie z I wojną światową i wierzyło, że pod przewodnictwem narodowych socjalistów Niemcy obalą porządek wersalski.
Gorzów był strategicznie położony przy linii kolejowej łączącej Berlin z Królewcem przez Piłę i Tczew, którą w latach 30. XX wieku wykorzystywali organizatorzy antypolskich wydarzeń i działalności. Miasto współpracowało z Piłą i Frankfurtem nad Odrą w organizowaniu takich imprez. Od 1931 roku rozpoczęto masowe szkolenie młodzieży z innych regionów Niemiec. Główne formy antypolskiej propagandy obejmowały „wieczornice”, „dni ojczyźniane”, „dni śpiewów regionalnych”, „święta sportowe”, zjazdy, wiece i demonstracje. Popularne były wycieczki nad „krwawiącą” granicę do Trzciela, gdzie przebywał Herybert Menzel, znany pisarz podkreślający krzywdę Niemców po traktacie wersalskim.
19 stycznia 1933 roku do Gorzowa przybył na oficjalne zebranie SA Standarte 48 Oberführer SS Erich von dem Bach-Zelewski. W spotkaniu uczestniczył także prezes Izby Rolniczej (Landwirtschafts-Kammer) z Piły, Manthey, który wyraził obawę, że Polacy ponownie zaatakują niemiecką granicę wschodnią i zasugerował utworzenie w Gorzowie Grenzschutzu, jak miało to miejsce w innych rejonach przygranicznych. Już w 1927 roku rozpoczęto rozbudowę systemu obronnego. Gorzów, który do tej pory nie miał jednostek wojskowych, po wybudowaniu nowych koszar, takich jak General-Von Stranz- (dzisiaj jest to Akademia im. Jakuba z Paradyża) i Walter Flex-Kaserne (współcześnie komisariat policji przy ul. Zygalskiego), stał się miastem garnizonowym od września 1935 roku. Z tej okazji w lokalnej prasie ukazał się artykuł przedstawiający historię gorzowskich koszar od 1628 do 1935 roku.
Do przedwojennych osobistości Landsbergu należeli: Max Bahr (właściciel fabryki worków jutowych, właściciel willi zajmowanej obecnie przez Pałac Biskupi, inicjator budowy łaźni miejskiej (1928), która działała jeszcze na początku XXI wieku), Hermann Paucksch – fabrykant z Zawarcia (fundator fontanny z 1897 na Starym Rynku, nazwanej od jego nazwiska, odtworzonej w 1997 rękami gorzowian i dawnych niemieckich mieszkańców, właściciel willi Grodzkiego Domu Kultury na Zawarciu), Gustaw Schroeder – założyciel fabryki kabli i sznurów, budowniczy willi, obecnie Muzeum Lubuskie im. Jana Dekerta. W Landsbergu nad Wartą urodziła się w 1929 Christa Wolf, najsławniejsza pisarka NRD, kilkoro literatów, utalentowanych artystów i techników, przebywało tu także kilka ważnych postaci znanych z historii powszechnej np. Friedrich Schleiermacher, Gottfried Benn. Położenie miasta u ujścia Kłodawy (Kłodawki) do Warty na skrzyżowaniu wodnych i lądowych szlaków komunikacyjnych, dawało dogodne warunki do urbanizacji i rozwoju miasta, które rozkwitało dzięki pracy kupców i rzemieślników. Doprowadziło to do rozrośnięcia się miasta i przybrania jeszcze większej wartości ekonomiczno-strategicznej.
Tuż przed wybuchem II wojny światowej Gorzów Wielkopolski zamieszkiwało około 48 tysięcy osób. Niemiecka księga z 1938 roku wymienia 700 polskich nazwisk. Większość ludności polskiej zamieszkiwała lewobrzeżną część miasta — Zamoście. Miasto pełniło rolę kluczowego węzła kolejowego na trasie międzynarodowej Berlin – Królewiec oraz na liniach lokalnych, takich jak Gorzów – Kostrzyn, Gorzów – Myślibórz czy Gorzów – Międzyrzecz. Po roku 1918 rola Gorzowa jako węzła kolejowego uległa ograniczeniu, co wynika z faktu przecięcia granicą polityczną linii kolejowych do Bydgoszczy, Poznania i Zbąszynia. Do 1945 roku Gorzów był również znaczącym ośrodkiem przemysłowym w regionie ziemi lubuskiej, skupiając zakłady z branż: metalowej, włókienniczej, drzewnej, papierniczej, obuwniczej, ceramicznej, farmaceutycznej oraz rolno-spożywczej. Przemysł miał głównie znaczenie lokalne i nie odgrywał istotnej roli w gospodarce III Rzeszy. Do kluczowych zakładów przemysłowych w Gorzowie należały m.in. fabryka maszyn i odlewnia żeliwa Hermanna Pauckscha, kuźnia mechaniczna Stoeckerta, fabryka forniru Vallentina oraz tartaki J. Treischela i F. Enderleina. Większość z tych zakładów, powstałych w XIX wieku, korzystała jednak z przestarzałego parku maszynowego. Na terenie miasta w roku 1936 rozpoczęto budowę nowoczesnej fabryki chemicznej należącej do koncernu IG Farbenindustrie. Dzięki swojemu położeniu Gorzów pełnił funkcję ważnej bazy żeglugi śródlądowej, posiadając port rzeczny z nabrzeżem o długości pół kilometra. Port wyposażony był w parowe i elektryczne dźwigi, transportery oraz inne urządzenia przeładunkowe. Służył m.in. fabryce chemicznej IG Farbenindustrie i przędzalni Maxa Bahra. Z portu eksportowano produkty przemysłowe, takie jak maszyny rolnicze, kotły parowe, odlewy żeliwne oraz wyroby z drutu. Podobnie jak w przypadku kolei jego znaczenie po 1918 roku jako portu rzecznego uległa ograniczeniu przez przecięcie granicą dróg wodnych do Poznania i Bydgoszczy. W rezultacie zmniejszyły się znacznie obroty towarowe i ruch statków w porcie.
W dziedzinie przemysłu skutki wojny zaznaczyły się dopiero po roku 1925, głównie w ograniczeniu liczby zatrudnionych i liczby zakładów. Nowe zakłady nie powstawały prawie wcale. Jedynym ważniejszym wydarzeniem było rozpoczęcie w r. 1936 budowy fabryki chemicznej koncernu IG Farbenindustrie. W porównaniu z okresem przedwojennym struktura branżowa przemysłu nie uległa zmianie, zyskał tylko na znaczeniu przemysł skórzany.

### Gorzów w czasie wojny
Od 28 sierpnia 1939 roku, na cztery dni przed rozpoczęciem wojny, wprowadzono w Gorzowie kartki na podstawowe artykuły spożywcze. Były one gotowe do już od roku 1937, kiedy to zostały wydrukowane. Miasto znajdowało się w strefie działań wojennych jedynie na początku oraz pod koniec II wojny światowej. Mieszkańcy miasta w zasadzie nie doświadczyli bezpośrednich skutków sąsiedztwa frontu. Dopiero po wkroczeniu wojsk radzieckich ludność Gorzowa miała do czynienia z realnymi skutkami wojny.
We wrześniu 1939 roku wojsko niemieckie wyjeżdżało i maszerowało z koszar wojskowych w Gorzowie, a na pojazdach mechanicznych widniały napisy takie jak Zu Weihnachten auf Wiedersehen. Mieszkańcy Gorzowa witali żołnierzy, obdarowując ich kwiatami, papierosami i innymi drobiazgami. W tym czasie, jak informowała Służba Bezpieczeństwa Rzeszy (SD), budynki mieszkalne i publiczne były udekorowane licznymi flagami ze swastyką. Kilka dni po zakończeniu kampanii wrześniowej, w kinach na terenach przygranicznych wyświetlano pełnometrażowy film dokumentalny Feldzug in Polen (Kampania w Polsce). Z kolei Sicherheitsdienst w swoich raportach odnotowywał, że w niemal wszystkich kinach podczas szczególnie drastycznych scen dochodziło do spontanicznych oklasków.

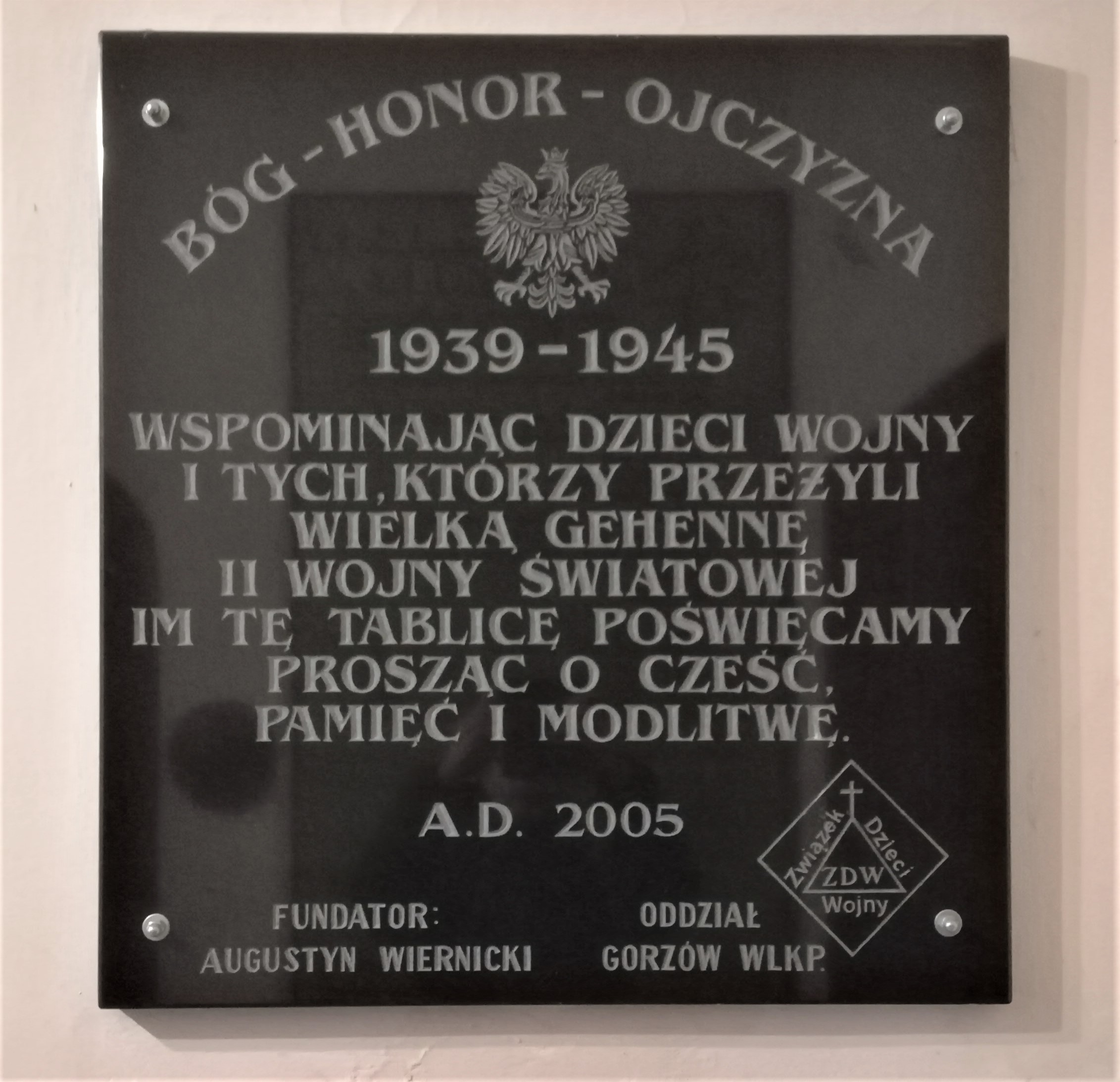
Tablica upamiętniające dzieci-ofiary II wojny światowej w kościele św. Antoniego Padewskiego w Gorzowie Wielkopolskim

Podczas II wojny światowej Gorzów pełnił rolę zaplecza gospodarczego dla Niemiec. Zgodnie z decyzją Ministerstwa Spraw Wewnętrznych Rzeszy z 2 maja 1941 roku, miasto, ze względu na swoje dogodne położenie, strukturę gospodarczą oraz sprawnie działającą obronę przeciwlotniczą, nie było przeznaczone do ewakuacji w razie nalotów. Zamiast tego miało służyć jako miejsce schronienia dla ludności z zagrożonych rejonów Niemiec. Opracowano plan dokwaterowania, który przewidywał przyjęcie dodatkowych 3275 osób, a przy większym zagęszczeniu nawet 5175 osób. Po nalotach bombowych w 1943 roku, z Berlina i Hamburga na teren okręgu Brandenburg (obejmujący również Frankfurt nad Odrą i Poczdam) przesiedlono około 197 000 osób z Berlina i 15 000 z Hamburga. W Gorzowie akcją zakwaterowania ludności kierowało Kreisleitung NSDAP-Amt für Volkswohlfahrt. 5 sierpnia 1943 roku kierownictwo NSDAP w Gorzowie nakazało lokalnym grupom przygotowanie się do przyjęcia przesiedleńców i organizowania dla nich kwater. W działania te zaangażowane były hitlerowskie organizacje młodzieżowe, takie jak Hitlerjugend, Bund Deutscher Mädel, Jungmädelbund, Jungvolk, a także Narodowo-Socjalistyczna Organizacja Opieki Społecznej (NSV). Do 14 września 1943 roku w Gorzowie zakwaterowano 5204 osoby. Na mocy decyzji Ministerstwa Nauki, Wychowania i Oświaty Rzeszy z 14 września 1943 r. przesiedleńców umieszczano również w budynkach gorzowskich szkół, które mogły pomieścić łącznie 3600 osób. W placówce Mädchen Volksschule III (dzisiaj jest to IV Liceum Ogólnokształcące) zakwaterowano młodzież z berlińskich szkół średnich. Plany zakładały także przeniesienie części biur Naczelnego Dowództwa Wehrmachtu do Gorzowa i przygotowanie 50 pomieszczeń na potrzeby administracji wojskowej. Na zakwaterowanie osób ewakuowanych z zagrożonych miast Rzeszy przeznaczono również restauracje, sale wystawowe, gimnastyczne oraz inne obiekty. Również wille w Gorzowie miały być udostępniane przesiedleńcom, a sprzeciw właścicieli skutkował przymusem oraz grzywną w wysokości 150 marek. Często dochodziło do konfliktów między miejscową ludnością a przybyszami z innych regionów Niemiec.
W miarę pogarszania się sytuacji na froncie wschodnim nastroje mieszkańców przedwojennego Gorzowa ulegały zmianie. Wpływały na to m.in. problemy z zaopatrzeniem w żywność w latach 1943–44. Od 10 stycznia 1944 roku miejskie kuchnie nie mogły wydawać posiłków z powodu braku ziemniaków. W mieście pojawiały się ulotki podważające sens prowadzenia wojny przez reżim hitlerowski, a 17 stycznia 1944 roku na bramie przy dzisiejszej ul. Walczaka zawieszono plakat z hasłem „Michel, nadchodzą nowe czasy” (Michel es kommt anders). Od 20 grudnia 1944 roku policja w Gorzowie nasiliła kontrole osób podejrzanych o działalność antypaństwową, monitorując korespondencję mieszkańców z żołnierzami na froncie wschodnim i ich rodzinami. W okresie świąt Bożego Narodzenia władze hitlerowskie starały się podtrzymywać morale społeczeństwa, wysyłając rodzinom poległych i rannych żołnierzy kartki świąteczne, kalendarze i paczki. Jeszcze 21 grudnia 1944 roku próbowano przekonywać mieszkańców o możliwości zwycięstwa, rozpoczynając uroczystości słowami: „Niech się palą świece na cześć naszej ojczyzny i naszego zwycięstwa” (Die Lichter sollen brennen für unser Vaterland — Deutschland und unseren Sieg). Propaganda niemiecka nieustannie przekonywała mieszkańców ówczesnego Gorzowa o możliwości obrony miasta przed nadciągającą Armią Czerwoną. Osoby planujące wcześniejszą ewakuację były zastraszane, jeśli próbowały wysłać swoje rodziny w głąb Niemiec. Jeszcze 27 stycznia 1945 roku takie postępowanie było kontynuowane. Pomimo tego część ludności opuściła miasto w sposób chaotyczny i niezorganizowany. W gorzowskich wsiach nie przeprowadzono żadnej zorganizowanej ewakuacji ludności niemieckiej. Mieszkańcy czekali na tzw. Trockbefehl (rozkaz wyjazdu), który jednak nigdy nie został wydany. W ostatniej chwili wydano rozkaz: „Każdy może robić, co chce” (Jeder kann machen, was er will).
1 kwietnia 1941 r. miasto zajmowało powierzchnię około 4 680 ha (46,8 km²) i liczyło 46 558 mieszkańców. W jego granicach znajdowało się 3 159 budynków mieszkalnych, w których mieściło się 14 748 mieszkań.

#### Obrona i zdobycie miasta

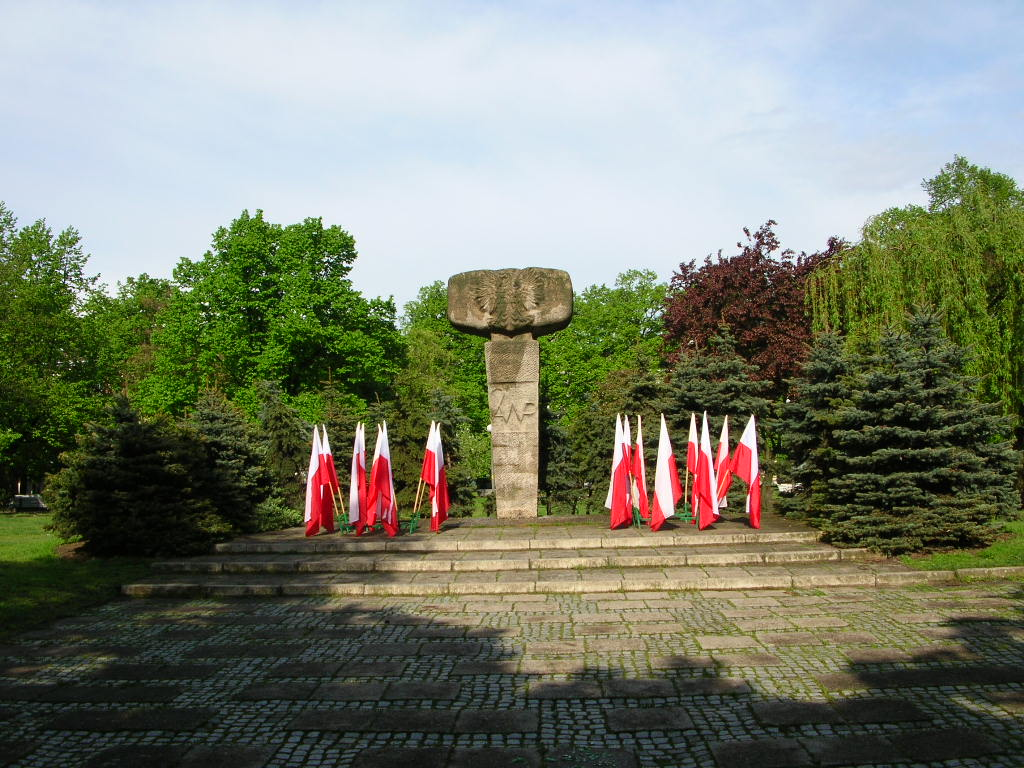
Pomnik 2. Armii Wojska Polskiego

Za obronę Gorzowa przed wojskami radzieckimi odpowiadał Stabsleiter Obersturmbannführer Hildebrandt, który już 19 października 1944 roku zorganizował w mieście Volkssturm. Od 24 stycznia 1945 roku władze niemieckie rozpoczęły przygotowania do obrony, tworząc dwa punkty oporu: w rejonie Friedebergerstrasse (obecnie ul. Walczaka) oraz przy moście na Warcie. W Gorzowie znajdował się garnizon, jednak jego rola w obronie miasta była marginalna. 25 stycznia 1945 roku, w celu wzmocnienia obrony miasta, przybył oficer Walter Neumann z 4. Brygadą Narciarską (4. Ski-Jäger Bataillon). Jego kompania rezerwowa miała bronić Gorzowa w rejonie tzw. Obrabunkrów. Do obrony rejonu umocnionego Odra-Warta-Obra wyznaczone zostały dwie dywizje zapasowe. W Gorzowie grupa bojowa złożona z różnych jednostek pod dowództwem majora Keglera prowadziła obronę na linii rzek Warty i Noteci.
Operacja wojskowa Wisła-Odra, mająca na celu wyzwolenie Ziemi Lubuskiej i Gorzowa Wielkopolskiego, rozpoczęła się 14 stycznia 1945 roku. Była częścią zimowej ofensywy armii radzieckiej w 1945 roku, a główną rolę w tej operacji odegrały wojska 1 Frontu Białoruskiego, dowodzone przez marszałka Żukowa, które miały za zadanie przeprowadzić uderzenie na kierunek Łódź, Poznań i Frankfurt nad Odrą. Dowództwo radzieckie zleciło 1 Frontowi Białoruskiemu zadanie przyspieszenia dotarcia wojsk nad Odrę oraz pokonania pośrednich linii obronnych przeciwnika w trakcie marszu. 1 Front Białoruski miał skoncentrować swoje działania na kierunku Poznania, osiągnąć linię Poznań-Bydgoszcz oraz dotrzeć nad Odrę najpóźniej do 30 stycznia 1945 roku. 18 stycznia wojska 1 Frontu Białoruskiego rozpoczęły intensywny pościg w kierunku warszawsko-poznańskim, przełamując z marszu drugą i trzecią linię obrony przeciwnika. Charakterystycznym elementem działań 1 Frontu Białoruskiego, podobnie jak całej zimowej ofensywy Armii Radzieckiej, był dynamiczny i nieprzerwany pościg. W dalszej fazie operacji, po przełamaniu oporu nieprzyjaciela na podejściach do czwartej linii obrony – tzw. rubieży poznańskiej – wojska 1 Frontu Białoruskiego pokonały w ciągu dwóch dni około 140 km, docierając tam 22 stycznia. 26 stycznia 1945 roku pierwsze jednostki 1 Frontu Białoruskiego dotarły na przedpola Ziemi Lubuskiej, zbliżając się do Wału Pomorskiego. Obie armie, 2 Gwardyjska Armia Pancerna i 5 Armia Uderzeniowa, niemal równocześnie osiągnęły przedpola Wału Pomorskiego w rejonie tworzącym łuk wyznaczony przez Drawę i Noteć – obszar trudny do obrony. Działając wspólnie, wojska te rozpoczęły z marszu natarcie i 28 stycznia, po ciężkich walkach, przełamały pozycje Wału Pomorskiego. Podczas gdy prawe skrzydło 1 Frontu Białoruskiego walczyło o Wał Pomorski, lewe skrzydło podjęło ofensywę na umocnienia Międzyrzeckiego Rejonu Umocnionego. W skład tego zgrupowania wchodziły 8 Gwardyjska Armia generała Czujkowa, 1 Gwardyjska Armia Pancerna generała Katukowa, 69 Armia generała Kołpakcziego oraz 33 Armia generała Cwietajewa. 5 Armia Uderzeniowa dowodzona przez generała Bierzarina, po przełamaniu Wału Pomorskiego w okolicach Drezdenka, rozszerzyła wywalczony przełom w stronę Santoka. 29 stycznia stosując manewr okrążający, zbliżyła się do Gorzowa od strony północnej i południowej.
W nocy z 29 na 30 stycznia czołowe oddziały brygady dowodzonej przez pułkownika Gusakowskiego jako pierwsze w marszu na Berlin przełamały umocnienia linii obronnych w międzyrzeckim rejonie obronnym. 30 stycznia 5 Armia Uderzeniowa generała Bierzarina, po pokonaniu oporu w Kotlinie Gorzowskiej, przeprawiła się przez Noteć i lewym skrzydłem dotarła na północno-wschodnie przedpola Gorzowa. Gorzów Wielkopolski był jednym z kluczowych punktów oporu na linii Warty. Zarówno pierścień fortyfikacji wokół miasta, jak i ono samo, były częścią systemu obronnego Wału Pomorskiego i stanowiły najdalej na południe wysunięty element tego systemu. Miasto pełniło także funkcję północnej blokady międzyrzeckiego rejonu umocnionego. Około 10 km na wschód od miasta znajdował się punkt połączenia Wału Pomorskiego z Międzyrzeckim Rejonem Umocnionym. Linia obronna w tym rejonie zaczynała się w Santoku i biegła wzdłuż prawego brzegu Warty. To strategiczne położenie Gorzowa wpłynęło na decyzję generała Bierzarina o zastosowaniu manewru oskrzydlającego, co umożliwiło skuteczne przeprowadzenie działań ofensywnych, oraz miało to zminimalizować straty w ludziach i sprzęcie. Oddziały 5 Armii Uderzeniowej, po przekroczeniu Wału Pomorskiego w rejonie Drezdenka i Santoka oraz zdobyciu Strzelec Krajeńskich, ruszyły na południe, przełamując pierścień umocnień i wkraczając do miasta od północy. Równocześnie inne oddziały tej armii, prowadząc natarcie w rejonie Santoka i Skwierzyny, zdołały przełamać Międzyrzecki Rejon Umocniony i wkroczyły do miasta od południa, pokonując opór przeciwnika. Piechota wspierana przez czołgi wdarła się do miasta z kierunku północnego i południowego. Walki w samym Gorzowie, pomimo ukształtowania terenu spowalniającego natarcie, były krótkie. Oddziały 5 Armii Uderzeniowej szybko opanowały przedmieścia i przystąpiły do eliminacji garnizonu gorzowskiego, który próbował bronić się w okrążeniu. Zdając sobie sprawę z braku możliwości utrzymania miasta, Neumann wycofał swoje oddziały i czołgi w kierunku Kostrzyna nad Odrą. Niemcy, widząc beznadziejną sytuację 30 stycznia 1945 około godz. 18 wysadzili most na Warcie. Już pół godziny później radzieckie wojska przekroczyły zamarzniętą rzekę pieszo i wkroczyły do Gorzowa. Zniszczeniu uległ również most kolejowy, a ostatnie pociągi opuściły dworzec towarowy około godziny 20:30. Wkraczające od północy i wschodu oddziały 5 Armii Uderzeniowej Armii Czerwonej gen. płk. Nikołaja Bierzarina począwszy od 30 stycznia 1945 r., spaliły Stare Miasto (Śródmieście Gorzowa uległo zniszczeniu w około 60%), dokonując też gwałtów na kilku tysiącach niemieckich kobiet (są to dane szacunkowe opracowane na podstawie wielu publikacji) spośród około 30 tys. jego mieszkańców, którzy znajdowali się w jego granicach w chwili przejścia frontu. W trakcie zażartych walk ulicznych, pod nieustannym ostrzałem, oddziały 5 Armii przebijały się w stronę centrum. Garnizon Gorzowa Wielkopolskiego, mimo prób obrony w okrążeniu, został pokonany. 31 stycznia 1945 roku miasto zostało zdobyte. Na przedmieściach pozostały niewielkie oddziały niemieckie, które zabezpieczały odwrót. W trakcie obrony miasta zginęło 17 członków Volkssturmu, którzy próbowali powstrzymać natarcie w rejonie kanału mostowego na Zawarciu.
Jednak walki o Gorzów nie zakończyły się na tym etapie. W pierwszych dniach lutego, mimo strategicznie beznadziejnej sytuacji Niemiec, dowództwo niemieckie podjęło próbę odbicia miasta. Zmodyfikowany plan generała Guderiana zakładał odzyskanie części umocnień Wału Pomorskiego i Międzyrzeckiego Rejonu Umocnionego, traktując to jako kluczowy element działań mających na celu zatrzymanie natarcia 1 Frontu Białoruskiego i stabilizację frontu w kierunku warszawsko-berlińskim. 16 lutego z niemieckiego rejonu koncentracji Grupy Armii Wisła wyruszyła do przeciwnatarcia 3 Armia Pancerna pod dowództwem generała pułkownika Rausa, kierując się w stronę Barlinka Wielkopolskiego. Udało się jej osiągnąć 10 km głębokości od podstawy operacyjnej. Jednak już 18 lutego niemieckie przeciwnatarcie zostało całkowicie zniweczone przez przeważające siły liczebne i techniczne wojsk radzieckich. Była to ostatnia desperacka próba niemieckiego dowództwa, mająca na celu za wszelką cenę opanowanie sytuacji strategicznej w rejonie Gorzowa oraz zakłócenie radzieckiej ofensywy Wisła-Odra.
Podczas przejmowania miasta przez Armię Czerwoną nie doszło do większych zniszczeń infrastruktury ani zasobów materialnych w wyniku działań bojowych, choć radzieccy żołnierze ostrzeliwali budynki z broni maszynowej. Niemieckie władze zdawały sobie sprawę z trudnej sytuacji na froncie wschodnim i zbliżania się wojsk radzieckich, jednak mieszkańców Gorzowa nie informowano o prawdziwym stanie rzeczy. Jeszcze 29 stycznia podawano komunikaty o skutecznej obronie miasta, choć tylko nieliczni mieli dostęp do rzeczywistych informacji. Podobna dezinformacja była powszechna wzdłuż całej granicy polsko-niemieckiej, gdzie ostrzeżenia przed nadchodzącym zagrożeniem pojawiały się na 1–2 dni przed wkroczeniem Armii Czerwonej. Władze niemieckie nie spodziewały się tak szybkiego upadku miasta. Do 29 stycznia 1945 roku zakłady pracy funkcjonowały normalnie, sklepy były otwarte, działały banki, poczta oraz dostawcy prądu, wody i gazu. Wydawano żywnościowe kartki na luty, a lokalna gazeta „General-Anzeiger” ukazała się jeszcze w ograniczonym nakładzie. Rano 30 stycznia sprzedawano bilety kolejowe, a w fabryce IG Farben (później Stilon) wygaszono piec. W tym samym czasie przez miasto przemieszczały się resztki oddziałów Wehrmachtu wycofujące się na zachód. Stałym mieszkańcom miasta zakazano jego opuszczania, a rozkaz ten odwołano dopiero rankiem 30 stycznia.

##### Jeńcy w Gorzowie
Wybuch II wojny światowej w 1939 roku oraz konieczność mobilizacji mężczyzn do służby w Wehrmachcie zmusiły Niemcy do poszukiwania alternatywnych źródeł przymusowej siły roboczej, obejmujących także inne kraje. „Cudzoziemskie siły robocze” rekrutowano głównie spośród jeńców wojennych oraz tzw. robotników cywilnych. Złamały one postanowienia międzynarodowych umów, w tym konwencji haskich oraz genewskich, przymuszając jeńców wojennych do pracy, w tym także w przemyśle zbrojeniowym, co miało bezpośredni wpływ na szkodę ich własnych krajów i sojuszników.
Podczas wojny Niemcy utworzyli w mieście 9 obozów pracy przymusowej oraz 4 pododdziały robocze obozu jenieckiego Stalag III C, w których przetrzymywano jeńców francuskich, włoskich i radzieckich. Jeńcy, organizowani w drużyny robocze, pochodzili głównie ze Stalagu III A w Fürstenberg oraz ze Stalagu III C w Starych Drzewic (dziś jest to dzielnica Kostrzyna), ale także z innych obozów. Ich zatrudnienie miało miejsce w licznych zakładach pracy w Gorzowie, gdzie pozostawali pod stałym nadzorem. Jeńcy byli poddawani najbardziej niebezpiecznym pracom i zamykani w specjalnie zabezpieczonych pomieszczeniach w nocy, które były budowane zgodnie z obowiązującymi w III Rzeszy standardami.
Dokładna liczba Polaków przebywających w mieście podczas okupacji pozostaje trudna do ustalenia, jednak szacuje się, że w miejscowym przemyśle było zatrudnionych około 800 polskich jeńców wojennych.

### Miasto po II wojnie światowej

#### Zniszczenia
Podczas II wojny światowej Gorzów doznał znacznych zniszczeń, które wynikały głównie wskutek długotrwałych pożarów, a nie bezpośrednich działań wojennych. Pożary wybuchły po 31 stycznia 1945 roku i trwały do połowy lutego, niszcząc budynki mieszkalne, administracyjne oraz zakłady pracy, zwłaszcza w centrum miasta, a brak sił gaśniczych i wody pogłębił katastrofę. Palące miasto pozostawiono bez interwencji, co sprawiło, że większość pożarów wygasła samoistnie. Bombardowania lotnictwa radzieckiego, które poprzedziły walki o miasto, zniszczyły część budynków, ale prawdziwe zniszczenia spowodowało zastosowanie przez Niemców tzw. taktyki spalonej ziemi przy wycofywaniu się. Osadnicy, którzy dotarli do miasta 3 lutego relacjonowali, że miasto wciąż płonęło. Pożary zniszczyły niemal całe śródmieście, w tym ulice Sikorskiego, Dąbrowskiego i Walczaka. Dodatkowe zniszczenia po wyzwoleniu, w lutym 1945 roku, spowodowały bombardowania Luftwaffe oraz działalność dywersyjna rozbitych oddziałów Wehrmachtu i Waffen-SS. Straty obejmowały 1123 budynki mieszkalne, co stanowiło 35,5% całkowitego zasobu mieszkaniowego. Poza domami mieszkalnymi zniszczeniu uległy również liczne budynki użyteczności publicznej, w tym muzeum krajowe i archiwum, co było szczególnie dotkliwe z powodu utraty cennych zbiorów dokumentalnych i historycznych.
W wyniku działań wojennych przemysł Gorzowa poniósł straty sięgające 50–60% stanu sprzed 1945 roku. Wśród zakładów przemysłu drzewnego, papierniczego i ceramicznego zniszczeniu uległy: fabryka sklejki i forniru Vallentin, fabryka torebek i wyrobów papierniczych przy dzisiejszej ulicy Sikorskiego oraz wapienniki zlokalizowane przy obecnej ulicy Cegielnianej. Pożar niemal doszczętnie strawił fabrykę obuwia oraz dwie cegielnie znajdujące się przy obecnej ulicy Warszawskiej. Straty dotknęły także przemysł farmaceutyczny – zakłady produkujące szczepionki i surowice, które w czasie wojny specjalizowały się głównie w wytwarzaniu preparatów przeciw tężcowi, gangrenie oraz zakażeniom ran. Rzeźnia gorzowska, będąca nowoczesnym, zmechanizowanym przedstawicielem przemysłu rolno-spożywczego i największym tego typu obiektem na Ziemi Lubuskiej, została niemal całkowicie zniszczona. Zrujnowano również magazyny zbożowe przy dzisiejszych ulicach Spichrzowej i Grobli. W 80% uszkodzona została infrastruktura komunalna miasta: wodociągi, gazownia oraz elektrownie. Sieć wodociągowa oraz kanalizacyjna (sanitarna i deszczowa) zniszczona została w 80%. Gazownia miejska poniosła znaczne straty – piecownia została zniszczona w 80%, a pozostałe budynki w 35%. Uszkodzeniu uległa także sieć gazowa o długości ponad 63 km, a wysadzenie rurociągu wraz z mostem kolejowym na Warcie spowodowało długotrwałe przerwy w dostawie gazu do lewobrzeżnych dzielnic miasta. Elektrownia fabryki maszyn Jaehne oraz elektrownia wodna w Bledzewie doznały drobnych uszkodzeń. Budynki elektrowni w Gorzowie były częściowo zniszczone, a wszystkie zespoły turbin parowych oraz maszyny tłokowe z generatorami były unieruchomione i miały liczne poważne awarie. W styczniu 1945 roku Niemcy zdemontowali dźwigi portowe oraz inne urządzenia w porcie, a sprzęt ten, oraz tabor rzeczny, został wywieziony do Niemiec. Dalszych zniszczeń dokonały walki w mieście. Bombardowania spowodowały zatopienie jednostek pływających i zatarasowanie koryta rzeki, a portowe nabrzeża zostały zniszczone przez wysadzone mosty. W rezultacie cały obszar portu nie nadawał się do użytku.
W wyniku działań wojennych z 31 stycznia 1945 roku doszczętnie spłonął główny dworzec kolejowy, a linie kolejowe oraz urządzenia odpowiedzialne za bezpieczeństwo ruchu pociągów uległy poważnym uszkodzeniom. Wysadzono również most kolejowy nad Wartą oraz żelbetowy most przeznaczony dla ruchu kołowego i pieszego, co doprowadziło do całkowitego zerwania połączeń kolejowych, drogowych i pieszych między lewobrzeżnymi dzielnicami miasta a prawobrzeżnym centrum. Znacznym zniszczeniom uległy budynki publiczne, w tym główna poczta przy dzisiejszej ulicy Marchlewskiego, stacja radiofonii przewodowej oraz, w niewielkim stopniu, miejski szpital przy ulicy Warszawskiej. Kompletnie zniszczone zostały natomiast budynki muzeum krajowego i archiwum, które straciły większość swoich zbiorów. Śródmiejska dzielnica handlowa Gorzowa legła w gruzach, poważne szkody poniosły także obiekty instytutu higieny, zakładów badawczo-doświadczalnych rolnictwa, a także liczne kościoły, szkoły, kina oraz niektóre obiekty sportowe.
Znacznym zniszczeniom uległy arterie komunikacyjne miasta, zwłaszcza trasa poznańsko-berlińska. Około 20 km dróg betonowych i bitumicznych zostało uszkodzonych przez bomby i pociski, a ulice zatarasowały gruzy, przewrócone latarnie i maszty sieci tramwajowej oraz trolejbusowej.
Sieć napowietrzna komunikacji miejskiej została prawie całkowicie zniszczona, a pozostałe wozy tramwajowe były uszkodzone. Tabor autobusowy wykorzystano na początku stycznia 1945 roku do ewakuacji mieszkańców Gorzowa za Odrę, gdzie pozostały.

### Objęcie miasta
W pierwszych miesiącach 1945 roku miasto było opustoszałe, pozbawione dostępu do wody, elektryczności, gazu i komunikacji. Po zdobyciu Gorzowa władze administracyjne objęła radziecka komendantura wojenna. Pierwszym komendantem wojennym miasta był radziecki dowódca płk Josif Dragun. Przy niej powołano tymczasowy samorząd złożony z miejscowych Niemców, który wspierał radzieckie władze w przeprowadzaniu spisu ludności niemieckiej pozostałej w mieście. Szacuje się, że 1 czerwca 1945 roku w Gorzowie mieszkało jeszcze 28 927 Niemców. Do czasu ewakuacji za Odrę pracowali oni w mieście i okolicznych majątkach, pozostających głównie pod kontrolą radziecką. Dzięki temu byli chronieni przed samosądami i mieli zapewnione minimalne racje żywnościowe. Pułkownik Dragun podejmował działania mające na celu ograniczenie samowoli wobec ludności niemieckiej. Surowo karano wszelkie próby naruszenia porządku, a samosądy były stanowczo zwalczane.
W marcu 1945 roku miasto przyjęło nazwę Gorzów nad Wartą, a później dodano przymiotnik Wielkopolski. Pierwszymi polskimi osadnikami spoza miasta byli kolejarze, którzy przybyli tu 3 lutego 1945 roku z radzieckim transportem wojskowym z wielkopolskiego Wągrowca.
Dragun władzę sprawował do 26 marca 1945, po czym przekazał ją polskiej administracji – pierwszemu prezydentowi miasta Piotrowi Wysockiemu . Równocześnie powołana została w Gorzowie delegatura poznańskiego urzędu wojewódzkiego, w celu zapewnienia sprawnej polskiej administracji na zachodnim pograniczu. Ludność niemiecką, która nie opuściła miasta przed nadejściem 1 Frontu Białoruskiego, przesiedlono  do radzieckiej strefy okupacyjnej w Niemczech. Do Gorzowa przybywali jednocześnie liczni Polacy wysiedleni z Kresów Wschodnich.
W okresie powojennym następował ponowny szybki rozwój miasta. Od 1945 do 1950 roku Gorzów Wielkopolski pełnił rolę głównego ośrodka administracyjnego zachodnich powiatów województwa poznańskiego. Jednocześnie w Gorzowie rozpoczęła działalność administracja kościoła katolickiego, obejmująca tereny północno-zachodniej Polski.

Alternatywna wersja herbu miasta z okresu PRL

Od 1950 roku miasto należało do nowo utworzonego województwa zielonogórskiego. Już w połowie lat 60 XX w. liczba ludności w mieście sięgnęła 50 tys. osób, przekraczając stan sprzed wojny. W końcu lat 60 XX wieku Gorzów Wielkopolski przeżył drugi w swych dziejach boom budowlany, stając się miastem średniej wielkości, następuje dynamiczny rozwój przemysłu. W latach 70 XX w. powstały pierwsze publiczne placówki szkolnictwa wyższego. W 1975 r. stał się miastem wojewódzkim nowo utworzonego województwa gorzowskiego. W 1979 r. urodziła się stutysięczna gorzowianka. 19 lipca 1975 r. odsłonięto pomnik Polsko-Radzieckiego Braterstwa Broni. W latach 80 XX w. wybudowany został nowoczesny szpital wojewódzki.

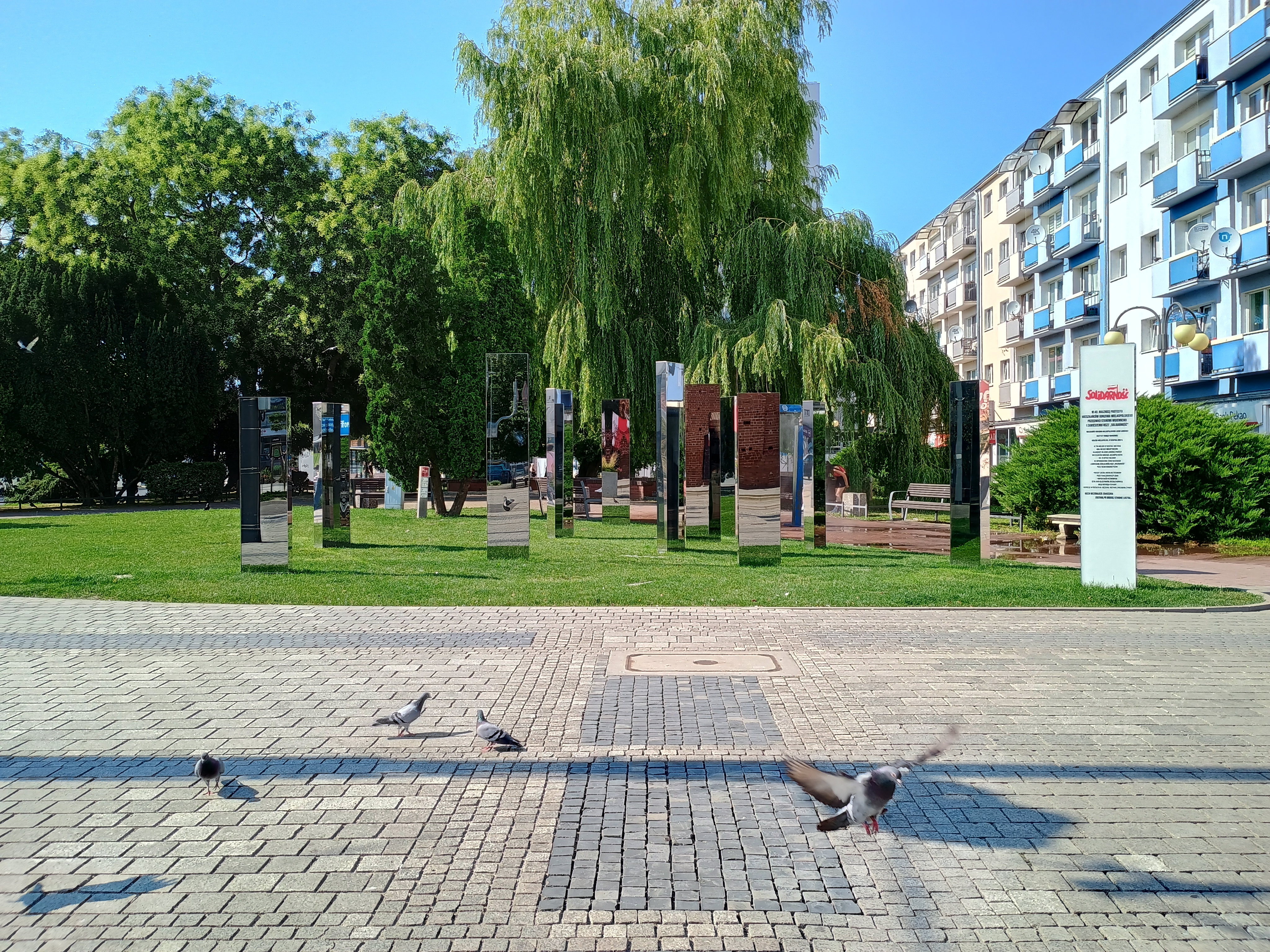
Instalacja artystyczna upamiętniająca wydarzenia gorzowskie

Po pacyfikacji przez ZOMO strajku w Zakładach Mechanicznych „Ursus” 16 grudnia 1981 w Gorzowie powstała silna organizacja NSZZ „Solidarność”. Pierwszym demokratycznie wybranym przewodniczącym Zarządu Regionu Gorzowskiego Solidarności został Edward Borowski (pełnił tę funkcję aż do śmierci 4 sierpnia 1987). Po wprowadzeniu stanu wojennego 13 grudnia 1981 zastrajkowały największe gorzowskie zakłady przemysłowe: ZWCh Stilon, Silwana, ZM Ursus, Zremb. 16 grudnia 1981 Zmotoryzowane Odwody Milicji Obywatelskiej brutalnie rozbiły strajk w Ursusie. Solidarność w Gorzowie zeszła do podziemia. W 1982 rozpoczęto wydawanie biuletynu „Feniks” (do dziś organ ZR Gorzowskiego NSZZ Solidarność). W tym samym roku powstał w Gorzowie Młodzieżowy Ruch Oporu (MRO) zrzeszający antykomunistyczną młodzież gorzowskich szkół średnich. 31 sierpnia 1982, w drugą rocznicę podpisania porozumień sierpniowych, w centrum miasta miały miejsce wielogodzinne demonstracje solidarnościowe, nazwane później wydarzeniami gorzowskimi. W 1983 w miejsce MRO powstał Ruch Młodzieży Niezależnej (RMN). Pierwszym przewodniczącym RMN był Marek Rusakiewicz. RMN wydawał własne pismo podziemne „Szaniec” (łącznie w latach 1983–1989 ukazało się prawie 200 numerów) rozprowadzane wśród młodzieży szkół średnich. Wiosną 1989, z inspiracji Solidarności i RMN, odbyła się w Gorzowie Wielkopolskim kilkunastotysięczna manifestacja mieszkańców protestujących przeciwko planom budowy elektrowni jądrowej w niedalekim Klempiczu.
Od 1999 roku Gorzów Wielkopolski jest siedzibą wojewody lubuskiego.
Miasto w 2007 roku obchodziło jubileusz 750-lecia lokacji oraz od 2013 roku ma hejnał – skomponowany przez Jana Kupczyńskiego, który odtwarzany jest każdego dnia o godzinie 12:00 z budynku Urzędu Miasta, a także okolicznościowo podczas uroczystości miejskich.
W 2016 roku w Gorzowie Wielkopolskim odkryto jedyne w Europie niemal kompletne szczątki prehistorycznego nosorożca Stephanorhinusa.

### Przynależność państwowa
Gorzów, jako osada i następnie miasto, był kolejno częścią:
- do 1252:  Polski[33]
  - do 1252:  Księstwa wielkopolskiego
- 1252–1701:  Świętego Cesarstwa Rzymskiego
  - 1252–1319:  Marchii Brandenburskiej
  - 1319–1325:  Księstwa pomorskiego[42]
  - 1325–1373:  Marchii Brandenburskiej
  - 1373–1402:  Krajów Korony Czeskiej
  - 1402–1454:  Zakonu krzyżackiego
  - 1454–1701:  Marchii Brandenburskiej
- 1701–1871:  Królestwa Prus
- 1871–1918:  Cesarstwa Niemieckiego
  - 1892–1918:  prowincji Brandeburgii
- 1918–1933:  Republiki Weimarskiej
- 1933–1945:  III Rzeszy
- od 1945:  Polski

## Architektura i urbanistyka
Układ historyczny Starego Miasta w ciągu ostatnich 50 lat uległ znacznemu przekształceniu ze względu na niemal całkowite jego zniszczenie w wyniku działań II wojny światowej oraz w sposób jego odbudowy w latach 60. XX w., który zignorował średniowieczną strukturę działek i dokonał zmian w układzie ulic. Zachowany został jedynie zewnętrzny, historyczny obrys Starego Miasta z fragmentami murów obronnych oraz czytelność większości ulic. Natomiast charakter nowej zabudowy – w większości mieszkaniowej wprowadzonej w jego obszar, nie nawiązał do historycznych wartości. Dużą wartość historyczną ma jednak kompleks Nowego Miasta – w większości kamienic z przełomu XIX i XX w., którego układ wpisany został do rejestru zabytków.
Obszar miasta rozdziela dolina rzeki Warty. W Gorzowie Wielkopolskim ponad Wartą wzniesiono 3 mosty drogowe: most Staromiejski, most Lubuski i most na Warcie oraz most kolejowy, natomiast nad Kanałem Ulgi – 2 mosty drogowe oraz most kolejowy.
W mieście znajduje się również 10 mostów nad rzeką Kłodawką oraz kładki dla pieszych.

## Demografia
Struktura demograficzna mieszkańców Gorzowa Wielkopolskiego według danych z 31 grudnia 2024 roku:
| Opis                  | Ogółem          | Mężczyźni       | Kobiety         |
| --------------------- | --------------- | --------------- | --------------- |
| Opis                  | 114 567 (100%)  | 53 833 (46,99%) | 60 734 (53,01%) |
| Wiek przedprodukcyjny | 18 674 (16,30%) | 18 674 (16,30%) | 18 674 (16,30%) |
| Wiek produkcyjny      | 65 418 (57,10%) | 65 418 (57,10%) | 65 418 (57,10%) |
| Wiek poprodukcyjny    | 30 475 (26,60%) | 30 475 (26,60%) | 30 475 (26,60%) |

Wykres liczby ludności miasta na przestrzeni ostatnich 4 stuleci:
Największą populację Gorzów Wielkopolski odnotował 30 czerwca 1999 roku – 126 172 mieszkańców. Według danych GUS z 30 czerwca 2014 roku liczba mieszkańców kształtowała się na poziomie 124 274 mieszkańców, pięć lat później odnotowano 123 691 mieszkańców.
Według danych GUS z 31 grudnia 2024 roku miasto liczyło 114 567 mieszkańców, co lokuje je na 29. pozycji w kraju pod względem liczby ludności, oraz na 171. pod względem gęstości zaludnienia – 1 336 os./km².

### Pochodzenie
Powojenna ludność Gorzowa Wielkopolskiego w przeważającej mierze była ludnością napływową. Przedwojenni niemieccy mieszkańcy miasta zostali po 1945 roku wysiedleni, a na ich miejsce napłynęli w zdecydowanej większości Polacy. Według profesora Leszka Kosińskiego, struktura ludnościowa miasta w 1950 roku pod względem pochodzenia terytorialnego przedstawiała się następująco:
| Pochodzenie              | Liczba mieszkańców | Procentowo |
| ------------------------ | ------------------ | ---------- |
| Obszary w granicach ZSRR | 13 103             | 39,92%     |
| Woj. poznańskie          | 7 537              | 22,96%     |
| Woj. bydgoskie           | 2 451              | 7,47%      |
| Miasto Warszawa          | 1 728              | 5,26%      |
| Woj. warszawskie         | 1 554              | 4,73%      |
| Woj. łódzkie z Łodzią    | 1 338              | 4,08%      |
| Woj. lubelskie           | 981                | 2,99%      |
| Woj. kieleckie           | 625                | 1,90%      |
| Woj. krakowskie          | 601                | 1,83%      |
| Zagranica oprócz ZSRR    | 538                | 1,64%      |
| Woj. rzeszowskie         | 478                | 1,46%      |
| Woj. białostockie        | 364                | 1,11%      |
| Woj. katowickie          | 329                | 1,00%      |
| Woj. gdańskie            | 235                | 0,72%      |
| Pozostali                | 747                | 2,27%      |
| Ludność napływowa ogółem | 32 609             | 99,34%     |
| Autochtoni               | 216                | 0,66%      |
| Ogółem                   | 32 825             | 100%       |

## Gospodarka
Wydatki budżetu samorządu Gorzowa Wielkopolskiego w 2024 roku wynosiły 1 239 mln zł, a dochody budżetu 1 128 mln zł. Zadłużenie (dług publiczny) samorządu według danych na 2025 rok ma wynieść 419 mln zł, co stanowi 37% dochodów.
Miasto Gorzów Wielkopolski dostała nagrodę jako Gmina Fair Play – w kategorii dużych miast w Polsce, w konkursie organizowanym przez Instytut Badań Nad Gospodarką Rynkową 2009 roku.
W sierpniu 2014 roku stopa bezrobocia w mieście wynosiło 6,3%, a w powiecie gorzowskim 9,6%.

### Przemysł

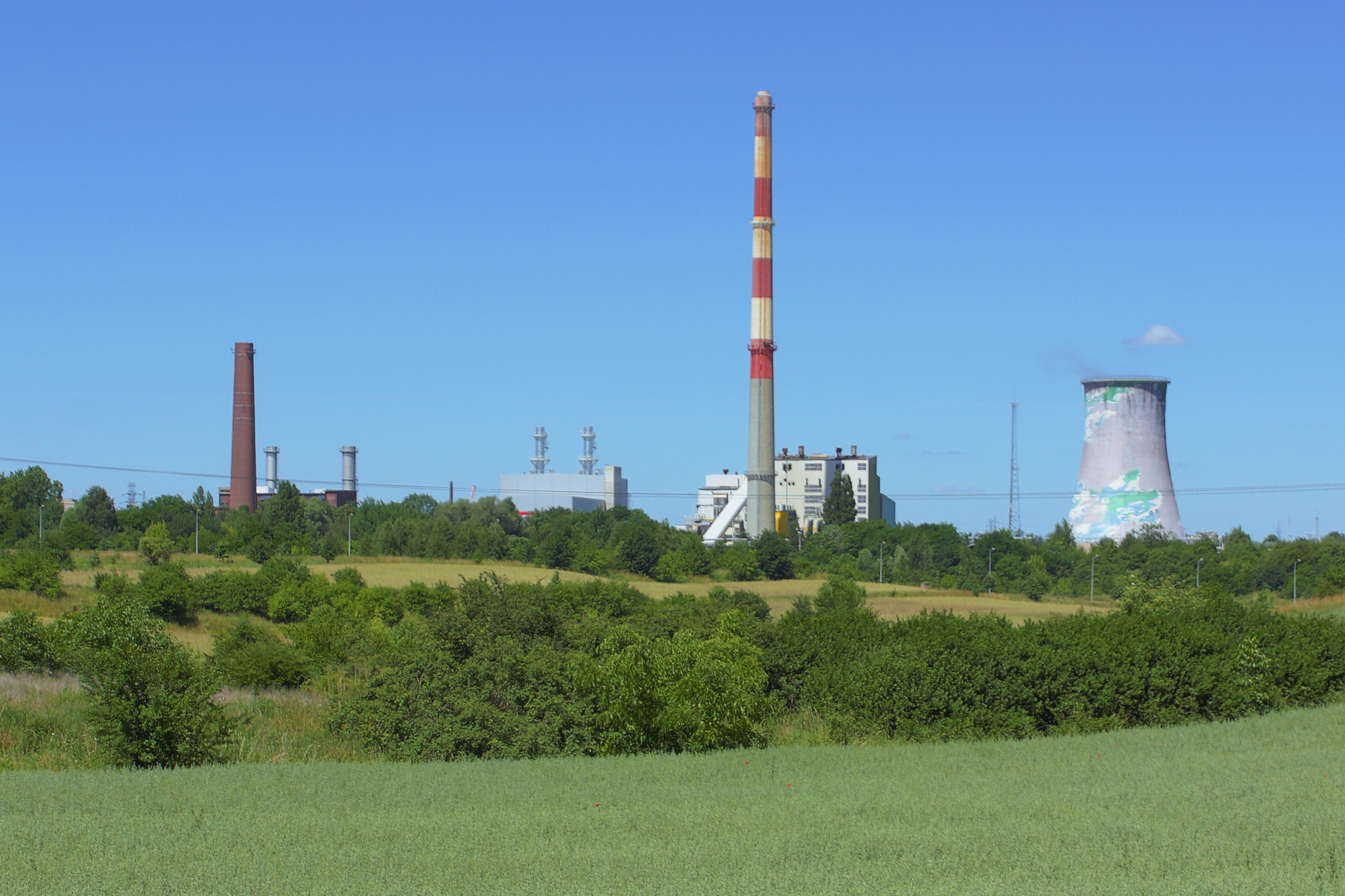
Widok na Elektrociepłownię Gorzów

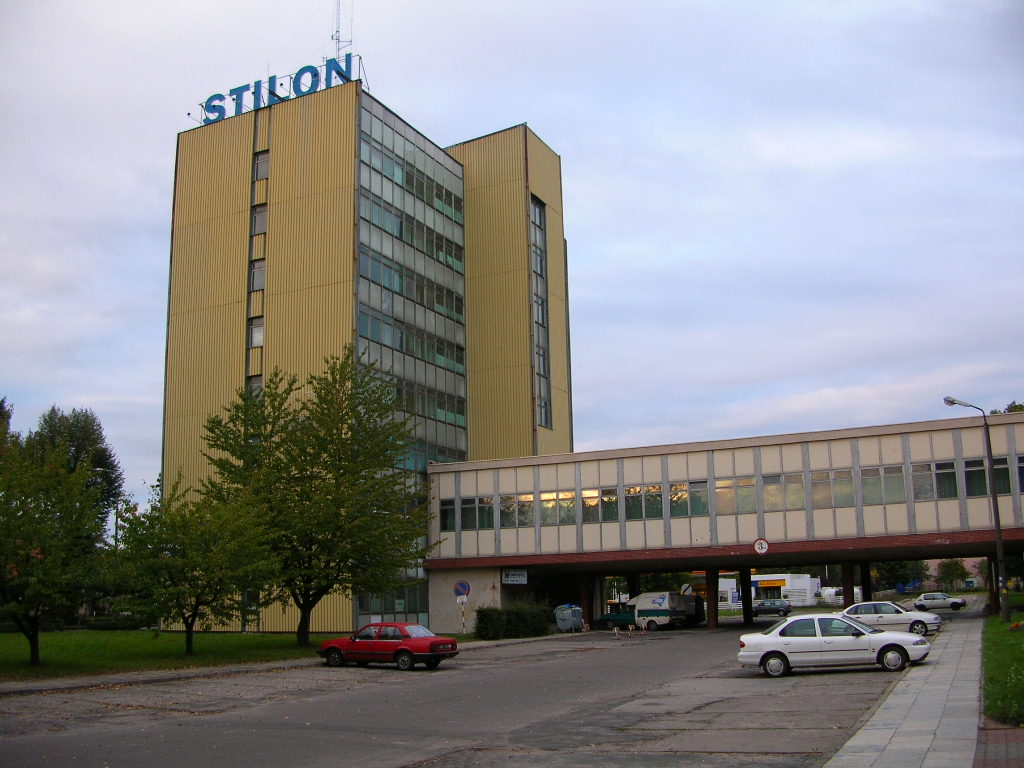
Dawny biurowiec ZWCh Stilonu

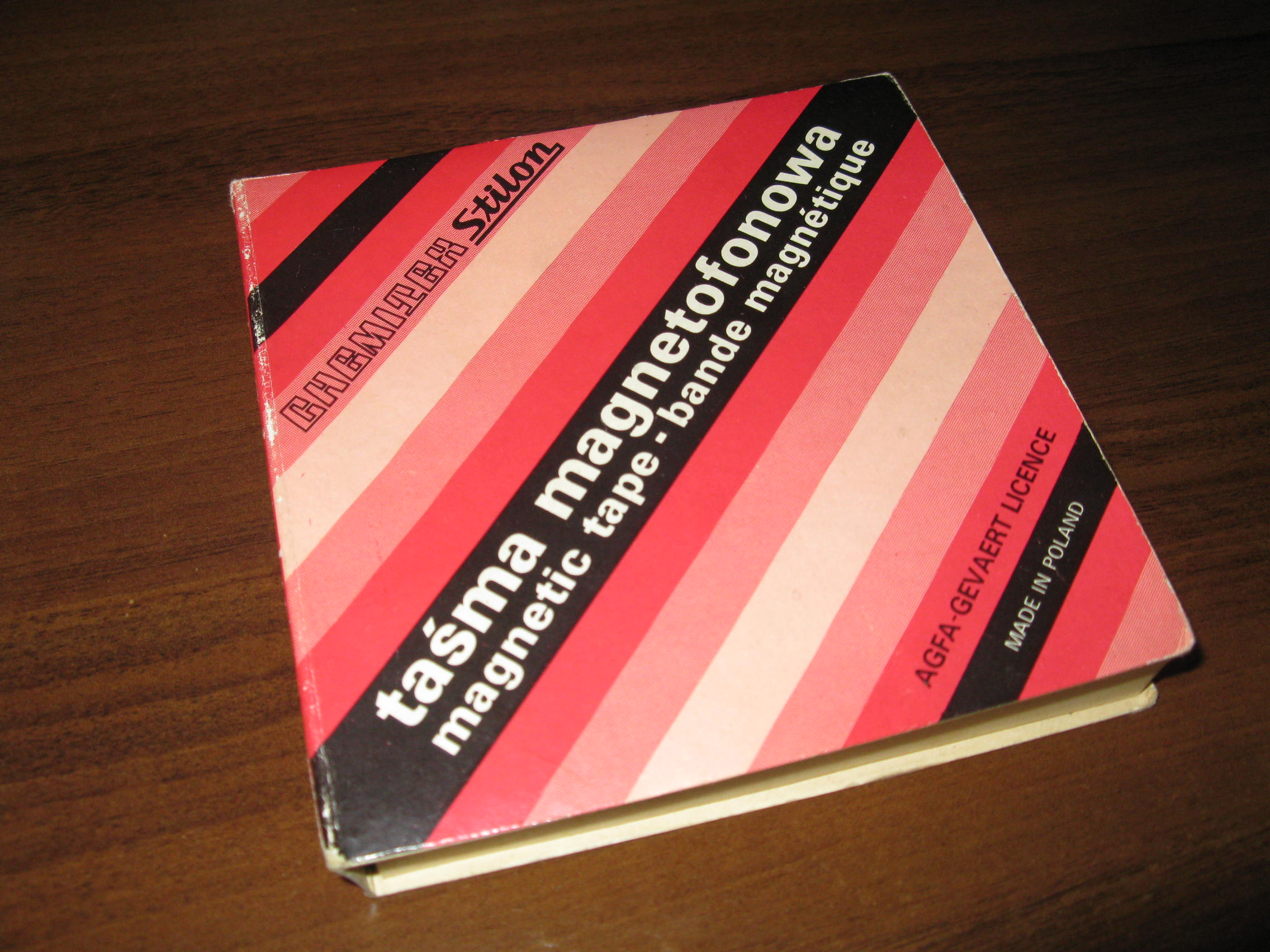
Taśma magnetofonowa tzw. Stilonka, produkowana w drugiej połowie XX w. przez ZWCh Stilon

Miasto jest ważnym ośrodkiem przemysłowym, którego początki sięgają czasów przedwojennych. Obecny jest przemysł chemiczny, energetyczny, elektroniczny, lekki, mechaniczny, farmaceutyczny, motoryzacyjny, metalowy, materiałów budowlanych i spożywczy.
W latach 50. XX wieku zostały w Gorzowie Wielkopolskim uruchomione: Elektrociepłownia Gorzów (współcześnie zakład należący do PGE Energia Ciepła S.A.), spółdzielnia mleczarska (współcześnie zakład należący do SM „Mlekpol”), Zakłady Włókien Chemicznych Stilon, Gorzowskie Zakłady Przemysłu Jedwabniczego Silwana, Gomad, Zakład Napraw Taboru Kolejowego (Gorzów Wagony), Zakłady Mechaniczne „Ursus” oraz weterynaryjne Zakłady Farmaceutyczne Biowet (współcześnie należące do francuskiej grupy Vétoquinol), a w latach 70. utworzono fabrykę prefabrykatów Prefadom. W październiku 1958 roku wyprodukowano pierwsze partie taśmy magnetofonowej. Od 1959 roku do końca lat 80. XX wieku miasto za sprawą kasety magnetofonowej stało się znane miłośnikom muzyki. Wraz z wprowadzeniem na początku lat 90 XX w. reform gospodarczych Planu Balcerowicza gospodarka gorzowska weszła w okres dużych przeobrażeń, gdyż konieczność konkurowania z firmami zagranicznymi spowodowała trudności największych gorzowskich zakładów produkcyjnych, skutkując ich upadkiem lub prywatyzacją: zamknięto Zakłady Mechaniczne Ursus, Wojewódzkie Przedsiębiorstwo Rolno-Przemysłowe (rzeźnię miejską), Silwanę oraz wytwórnię makaronów; z kolei znaczne zmniejszenie zamówień zachwiało finansami Stilonu, wskutek czego jego załoga, licząca w latach 70. ok. 20 tys. osób, zmniejszyła się do kilku tysięcy, a ostatecznie zakład przejęty został przez francuskie przedsiębiorstwa Nylstar i Rhodia, niemniej ani liczba zatrudnionych w nim osób, ani jego produkcja, nie zbliżyły się nigdy do historycznych rekordów.
Zarazem Gorzów zaczął jednak przyciągać nowe inwestycje, zarówno polskie, jak i zagraniczne, szczególnie od 1997 roku, kiedy w mieście utworzona została podstrefa Kostrzyńsko-Słubicka Specjalna Strefa Ekonomiczna. W 1993 r. zakład produkcyjny uruchomiła Volkswagen Elektrosystemy Sp. z o.o., która w 2006 została wykupiona przez japoński koncern Sumitomo Electric Bordnetze. Jest to obecnie drugi pod względem wielkości pracodawca w mieście, zatrudniający ok. dwóch tysięcy pracowników. Do innych powstałych po 1990 r. przedsiębiorstw produkcyjnych w Gorzowie należą: tajwański TPV Displays, amerykański S. C. Johnson, francuska Faurecia, Yetico, Autogaleria, Simatra, Gamaplast, Goma, Kaskat i Inter-Sicherheits-Service.

### Handel i usługi
W mieście działa wiele stacji benzynowych, serwisów, warsztatów, hurtowni, sklepów, punktów usługowych, istnieją oddziały większości działających w Polsce banków i towarzystw ubezpieczeniowych, dealerzy popularniejszych marek samochodowych. Istnieje wiele centrów handlowych oraz marketów wielkopowierzchniowych. W latach 90. XX w. w miejsce upadających spółdzielni szybko powstała sieć sklepów. Rozwijały się również targowiska. Miasto w latach 90 XX w. otworzyło się na handel wielkopowierzchniowy, a pierwszym sklepem tego typu był Hit, który kilka lat później został wykupiony przez Tesco, które posiadało w Gorzowie dwa hipermarkety. Rozwijają się również galerie handlowe. Pierwszym dużym przedsięwzięciem tego typu było Centrum Handlowe Panorama w dzielnicy Górczyn otwarte na początku tego wieku. Kolejno powstawały m.in. Park 111, Galeria Młyńska, Kupiec Gorzowski, Galeria Askana, a w międzyczasie odnowiony został Dom Towarowy Rolnik. W 2008 r. irlandzka firma Caelum Development rozpoczęła budowę największego obiektu handlowego w województwie – NoVa Park, który został otwarty 18 kwietnia 2012 r. W 2015 roku otwarto Centrum Handlowe Feeria (wcześniej Galeria Manhattan) z wielosalowym kinem (Multikino, pierwotnie Cinema 3D). Lata 20. XXI wieku to okres, w którym powstały w mieście liczne parki handlowe. W 2021 roku otwarto N-Park na Osiedlu Dolinki, w 2023 roku Vendo Park na Osiedlu Europejskim oraz Park Handlowy S1 w miejscu dawnego hipermarketu Tesco na Osiedlu Górczyn z pierwszym w mieście hipermarketem Carrefour. W 2024 roku przy ulicy Walczaka otwarto największy w regionie park handlowy BIG Gorzów (pierwotnie planowany jako Silwana).

## Administracja

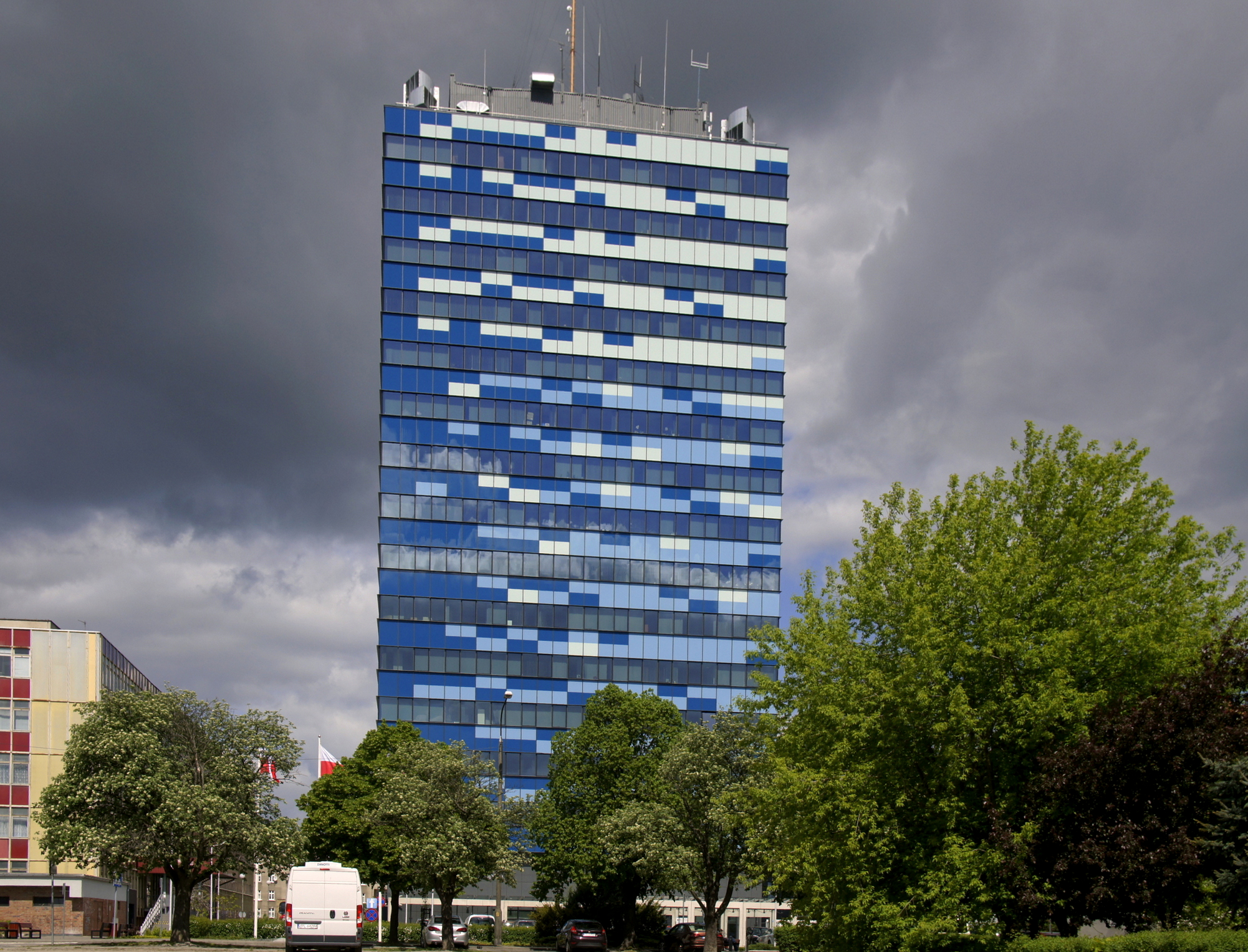
Lubuski Urząd Wojewódzki przy ul. Jagiellończyka

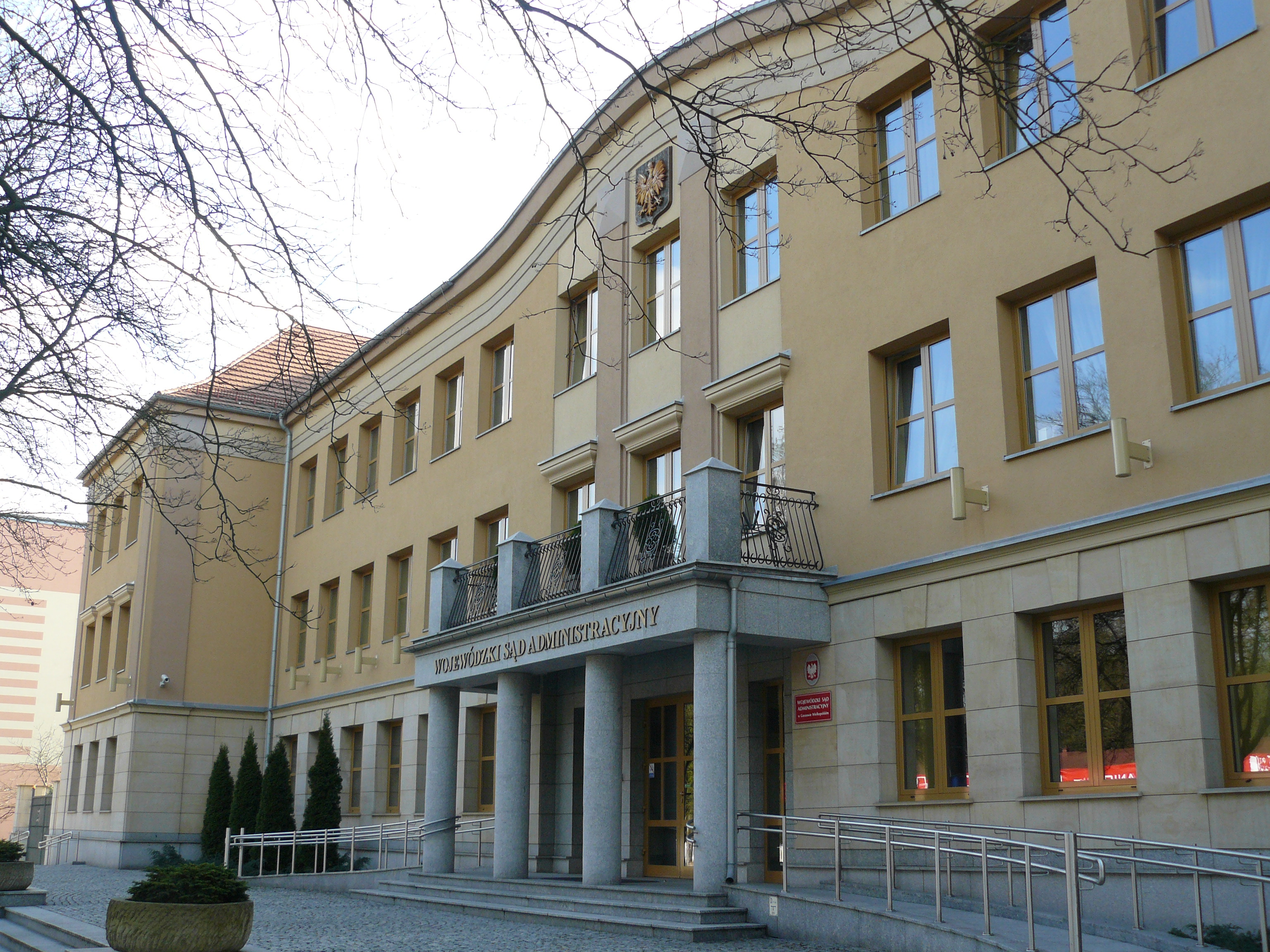
Wojewódzki Sąd Administracyjny przy ul. Dąbrowskiego

Gorzów Wielkopolski jest członkiem Związku Miast Polskich i od czasu reformy administracyjnej z 1999 roku – centrum administracyjnym dla północnej części województwa lubuskiego. Zlokalizowane są w nim urzędy o zasięgu regionalnym.
Miasto jest siedzibą wojewody lubuskiego, który jest przedstawicielem administracji rządowej w regionie. Od 22 grudnia 2023 roku urząd wojewody sprawuje Marek Cebula.
Mieszkańcy Gorzowa Wielkopolskiego wybierają posłów na Sejm z okręgu wyborczego nr 8, senatora z okręgu wyborczego nr 21, posłów do Parlamentu Europejskiego z okręgu wyborczego nr 13, a radnych do sejmiku województwa w okręgu wyborczym nr 1.

### Samorząd

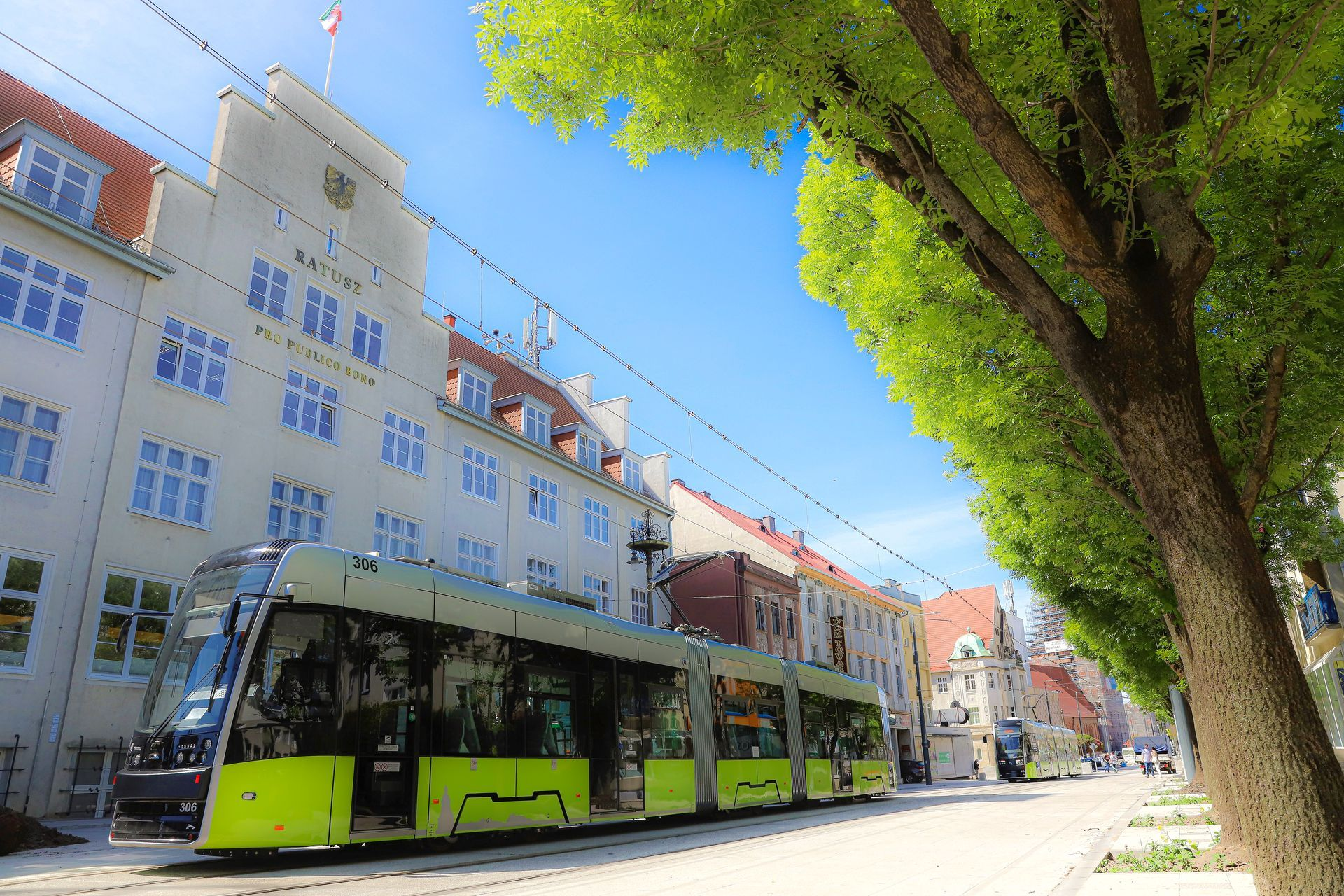
Ratusz przy ul. Sikorskiego

Gorzów Wielkopolski ma status miasta na prawach powiatu. Oznacza to, że gmina miejska wykonuje zadania powiatu. Organem stanowiącym samorządu terytorialnego jest rada miasta w której zasiada 25 radnych, wybieranych w wyborach bezpośrednich co 5 lat – w 5 okręgach wyborczych. Pracami rady kierują wybierani spośród jej członków przewodniczący – którym obecnie jest Robert Surowiec, oraz 3 wiceprzewodniczących. Organem wykonawczym samorządu jest prezydent miasta, którym od 1 grudnia 2014 jest Jacek Wójcicki. 
Urząd miasta ma siedzibę przy ul. Sikorskiego 4. Skład rady miasta IX kadencji (2024–2029):
| Komitet wyborczy | Komitet wyborczy       | Liczba mandatów |
| ---------------- | ---------------------- | --------------- |
|                  | Koalicja Obywatelska   | 13              |
|                  | KWW Jacka Wójcickiego  | 6               |
|                  | Prawo i Sprawiedliwość | 5               |
|                  | Trzecia Droga          | 1               |

W mieście w 2019 roku reaktywowana została młodzieżowa rada miasta – działająca wcześniej w latach 2003–2013. Zasiada w niej 34 radnych – po dwóch z każdej gorzowskiej szkoły ponadpodstawowej, wybieranych co 3 lata.
W 2024 roku Gorzów Wielkopolski zajął 35. miejsce w rankingu najlepszych samorządów miast w Polsce na prawach powiatu.

### Podział administracyjny
Dzielnice i osiedla mieszkaniowe nie stanowią oficjalnego, prawnego podziału administracyjnego miasta. Nie są zgodnie z art. 5 Ustawy o samorządzie gminnym z dnia 8 marca 1990 roku jednostkami pomocniczymi gminy. W 2015 roku prezydent miasta wystąpił z propozycją formalnego ustanowienia ośmiu dzielnic.
Dotychczasowe nazwy osiedli i dzielnic funkcjonują jako nazwy potoczne poszczególnych obszarów miasta:

- Baczyna
- Chróścik
- Chwalęcice
- Górczyn
- Janice
- Karnin
- Małyszyn
- Nowy Dwór
- Piaski
- Siedlice
- Śródmieście
- Wieprzyce
- Zakanale
- Zawarcie
- Zieleniec

### Współpraca międzynarodowa
W związku z lokalizacją na obszarze pogranicza miasto uczestniczy w strukturach euroregionu i jest największym ośrodkiem Euroregionu Pro Europa Viadrina. Gorzów Wielkopolski ponadto utrzymuje kontakty z wieloma innymi miastami za polską granicą, m.in.: włoskim Monopoli, niemieckim Poczdamem oraz amerykańskim Hazleton.
Obecnie Gorzów Wielkopolski współpracuje z 7 miastami partnerskimi z 4 państw:
- Frankfurt nad Odrą,  Niemcy (od 1975)
- Cava de’ Tirreni,  Włochy (od 1992)
- Herford,  Niemcy (od 1995)
- Teramo,  Włochy (od 1996)
- Eberswalde,  Niemcy (od 2001)
- Jönköping,  Szwecja (od 2001)
- Sumy,  Ukraina (od 2005)

## Transport

### Publiczny transport zbiorowy

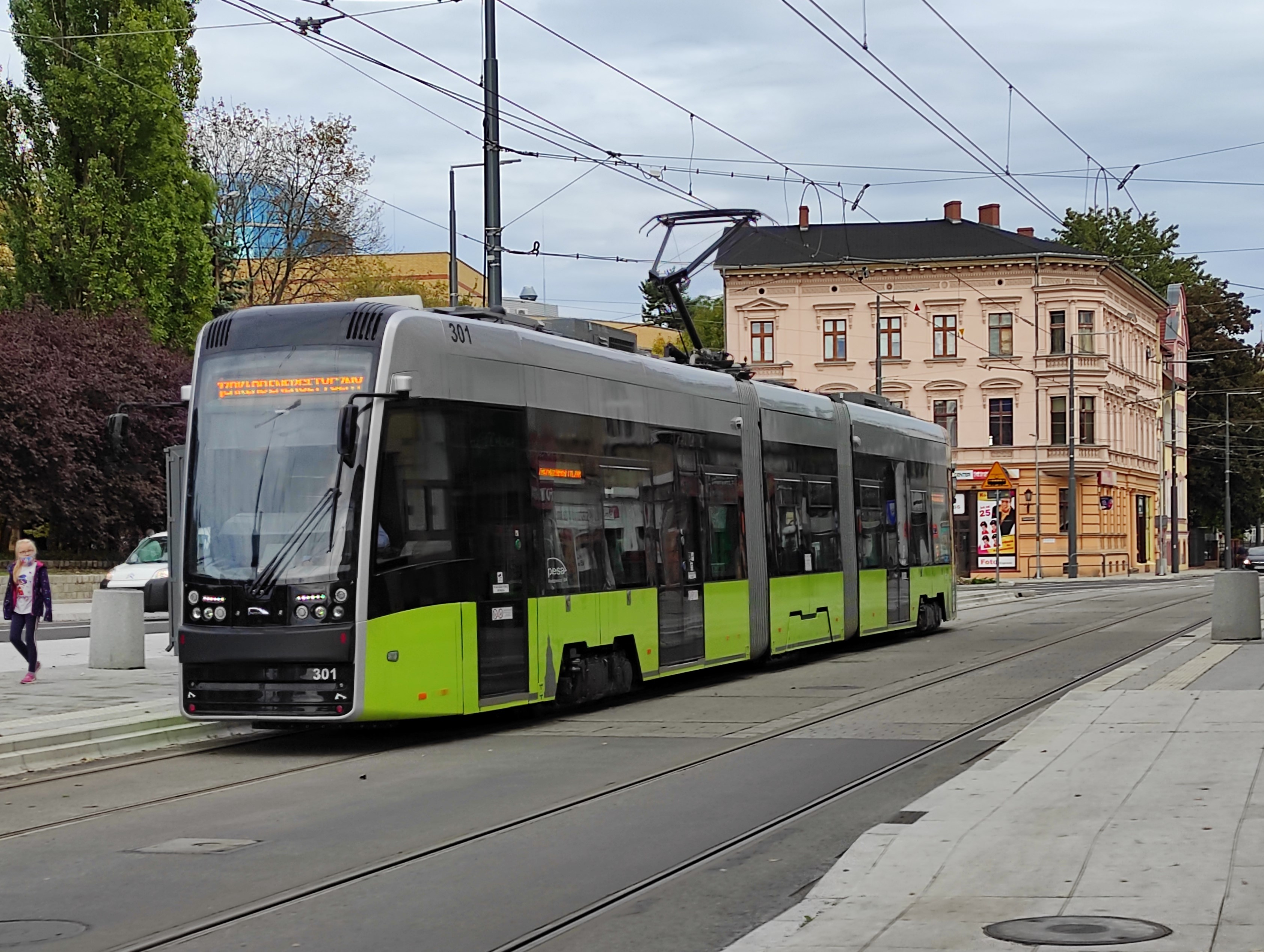
Tramwaj Pesa Twist 2015N na linii tramwajowej nr 1

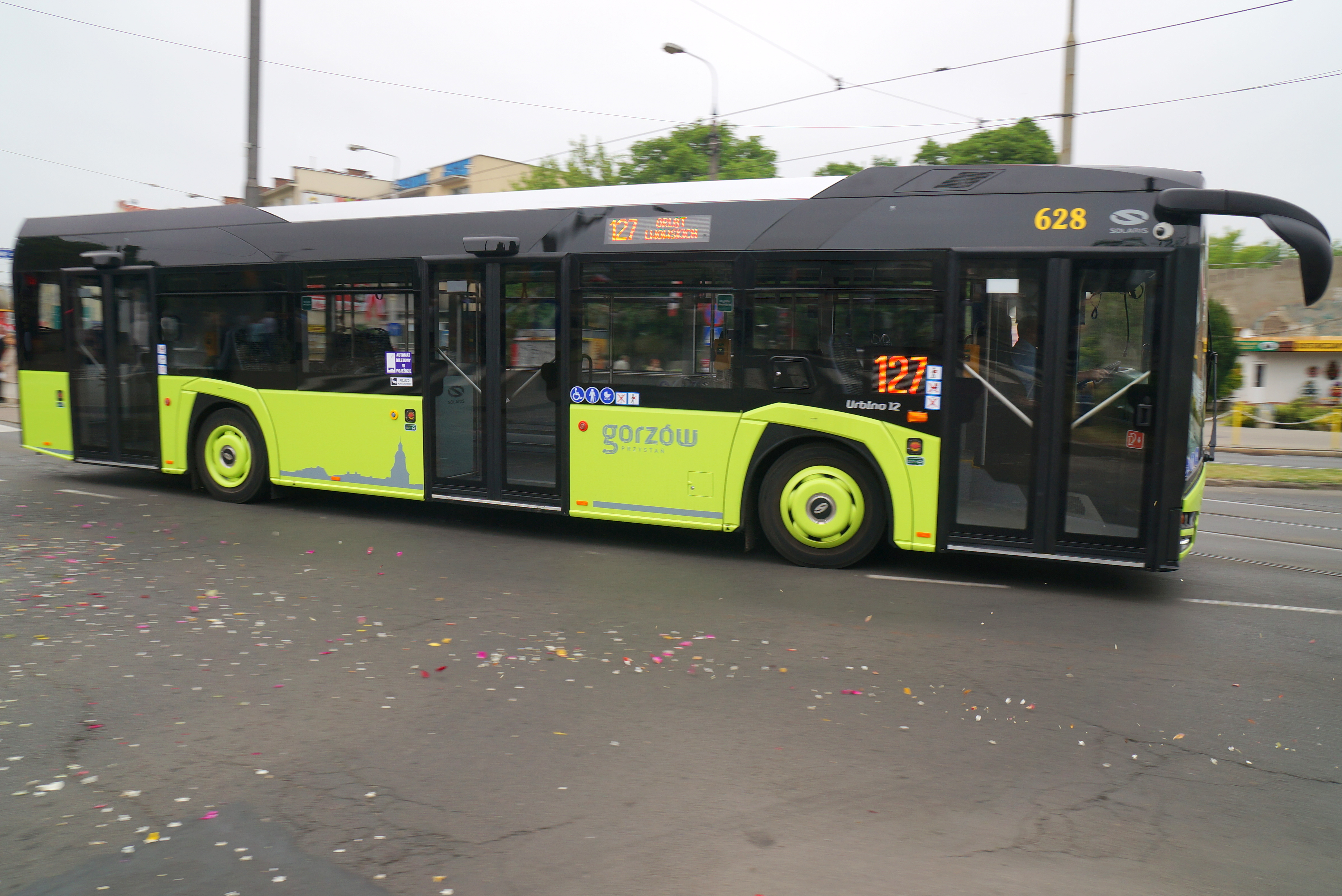
Autobus Solaris Urbino 12

Komunikacja miejska obsługiwana jest przez autobusy kursujące na 35 liniach dziennych i 3 nocnych, oraz tramwaje jeżdżące na 4 liniach. Przewozy na zlecenie Wydziału Transportu Publicznego Urzędu Miasta Gorzowa Wielkopolskiego wykonuje Miejski Zakład Komunikacji.
Wszystkie autobusy MZK są pojazdami niskopodłogowymi, są to głównie Solaris Urbino 12 i MAN NL 2x2. W 2011 roku zakupiono 11 nowych autobusów MAN Lion’s City NL283, a w 2014 roku zakupiono sześć używanych 15-metrowych autobusów MAN Lion’s City LL NL313-15. Do 2014 roku planowana była również wymiana przestarzałych tramwajów, których wiek dochodził do 50 lat na nowy tabor, co też nastąpiło.
Komunikacja miejska operuje zarówno na terenie miasta, jak i okolicznych gmin, a w lecie dowozi również ludzi na wybrane kąpieliska. Od 2011 roku wszystkie autobusy i tramwaje wyposażone są w automaty do sprzedaży biletów. Dokupionych zostało również kilkanaście autobusów niskopodłogowych, Zakład zainstalował również nowe wiaty przystankowe. W lutym 2013 roku komunikację miejską obsługiwało 36 dziennych linii autobusowych, 4 linie tramwajowe i 5 linii autobusowych nocnych.
W 2022 roku z komunikacji miejskiej w przeciętny dzień powszedni korzystało 63 980 pasażerów, w sobotę 32 849 pasażerów, a w niedzielę średnio 21 923 osób. W skali całego miesiąca z MZK korzystało 1 584 591 pasażerów, podczas gdy w 2014 było to 1 903 909 osób, co oznacza spadek o 16,8% w ciągu ośmiu lat. 29,8% pasażerów podróżuje na podstawie biletów jednorazowych, 29% ma bilet okresowy, 1,1% kupuje karnety, a 0,1% bilety dobowe. 32% posiadało uprawnienia do przejazdów bezpłatnych (w grupie tej w czasie badań znaleźli się uchodźcy wojenni z Ukrainy), a 8,1% pasażerów podróżowało bez biletu, pozbawiając miasto wpływów w wysokości 800–900 tys. zł. W 2021 wartość sprzedaży biletów sięgnęła kwoty 10,723 mln zł. Najbardziej popularnymi liniami wiosną 2022 były 1 (tramwajowa; 17,7% wszystkich pasażerów), 124 (12,1% pasażerów), 104 (10,3% pasażerów), 126 (9,9% pasażerów), 101 (9,0% pasażerów) i 125 (6,9% pasażerów), a najmniej popularną wykonująca 1 kurs dziennie linia 127, z której przez miesiąc korzysta 743 pasażerów wobec 192 139 na linii 124.
Od 2026 roku komunikacja miejska będzie bezpłatna dla mieszkańców.

### Transport drogowy

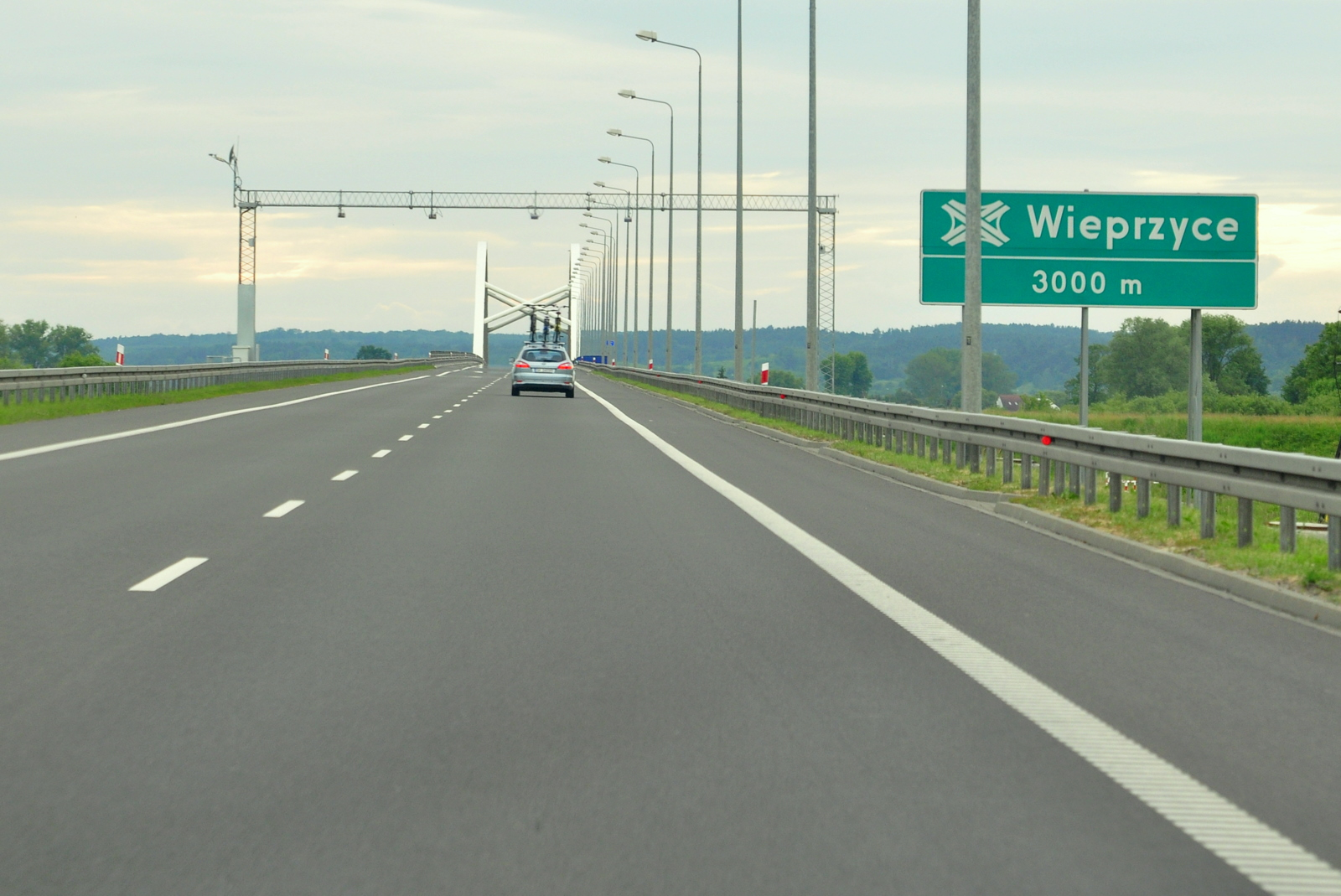
Zachodnia obwodnica miasta, zlokalizowana w ciągu drogi ekspresowej S3

Gorzów Wielkopolski leży na ciągu komunikacyjnym drugiego paneuropejskiego korytarza transportowego przebiegającego z zachodu kraju na wschód. Poza tym przez miasto przebiegają 2 drogi krajowe i 5 dróg wojewódzkich.
Wykaz dróg:
- S3E65  w kierunku Szczecina i Zielonej Góry, której fragment stanowi zachodnia obwodnica Gorzowa Wielkopolskiego
- 22 w kierunku przejścia granicznego Kostrzyn-Kietz i Wałcza
- 119 w kierunku Szczecina
- 151 w kierunku Świdwina
- 132 w kierunku Kostrzyna nad Odrą
- 158 w kierunku Drezdenka
- 130 w kierunku Barnówka

### Transport kolejowy

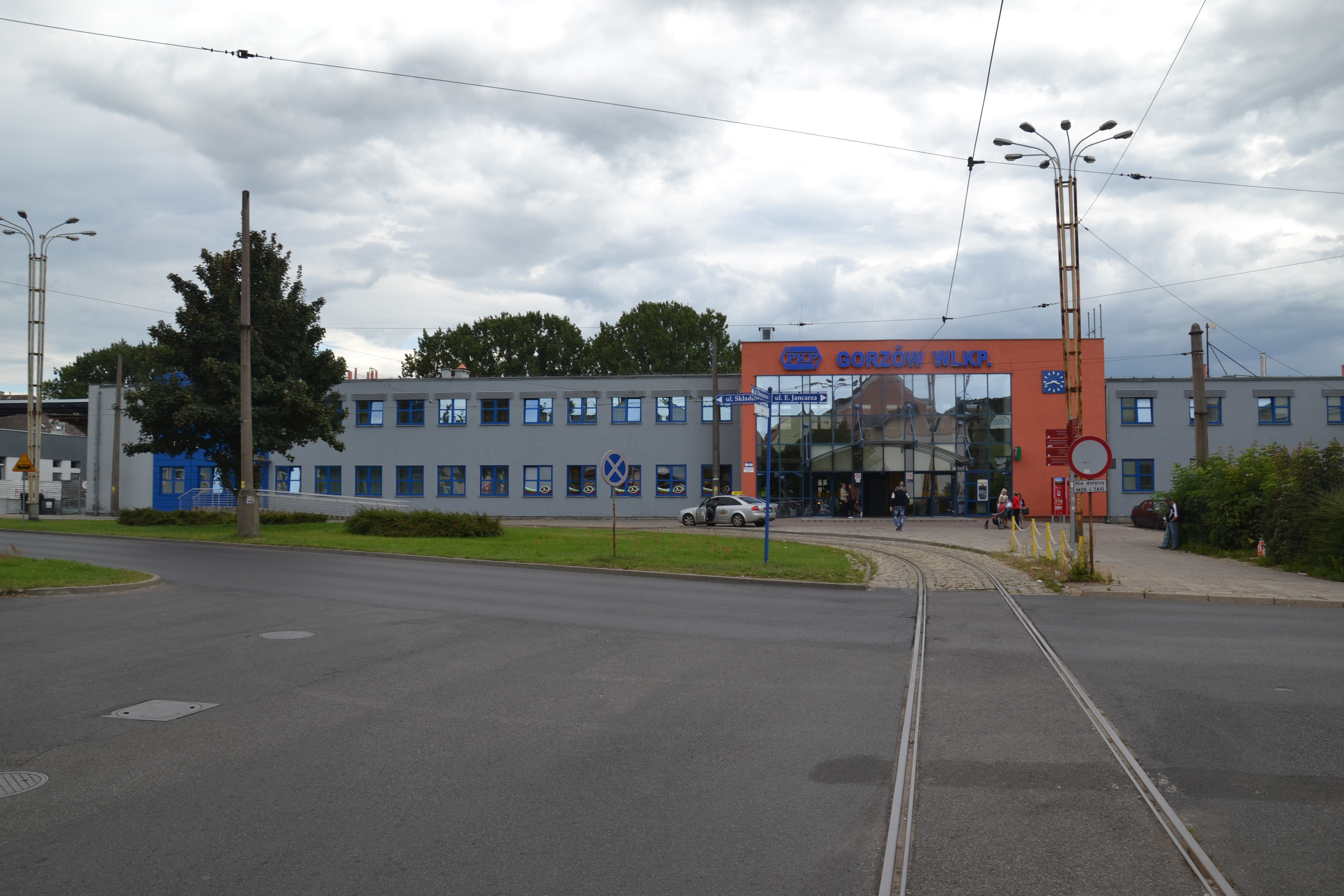
Dworzec kolejowy przy ul. Dworcowej

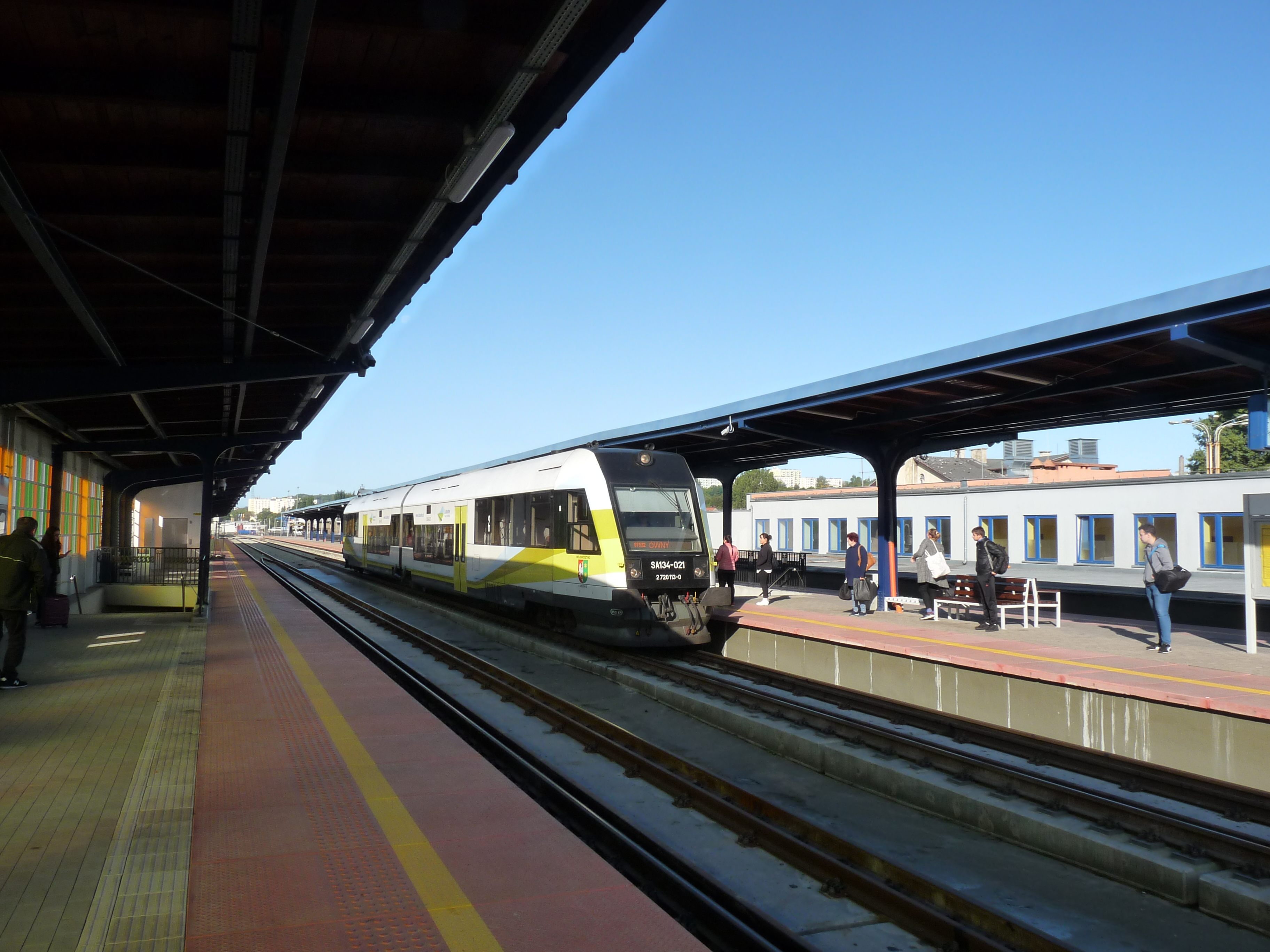
Perony 2 i 3 gorzowskiej głównej stacji kolejowej przy linii nr 203

Miasto uzyskało pierwsze połączenie kolejowe 12 października 1857 roku, dzięki uruchomieniu 102,4 km jednotorowej linii na trasie: Krzyż Wielkopolski – Gorzów Wielkopolski – Kostrzyn nad Odrą. Kolejnym połączeniem wybudowanym w latach 1885–1896 była 67,6 km jednotorowa linia na trasie: Dąbrówka Wielkopolska – Gorzów Wielkopolski.
Obecnie przez miasto przebiegają 2 czynne linie kolejowe:
- 203 w kierunku Kostrzyna nad Odrą i Krzyża Wielkopolskiego, która dzięki stacji węzłowej łączy miasto ze Szczecinem i Poznaniem, a stacji Kostrzyn – z Berlinem
- 367 w kierunku Zbąszynka, która dzięki tamtejszej stacji kolejowej łączy Gorzów Wielkopolski z Zieloną Górą

Na terenie miasta poprowadzona jest również 415 w kierunku Myśliborza. Aktualnie w dokumentach PKP PLK jest skreślona z ewidencji. W 2020 roku pojawił się pomysł reaktywacji tej linii w ramach programu Kolej+, jednak żaden z samorządów nie zdecydował się współfinansować tej inwestycji. Planowane jest za to uruchomienie niewielkiego odcinka tej linii do strefy przemysłowej w mieście i stworzenie tam przystanku „Gorzów Strefa Ekonomiczna”.
Na terenie miasta znajdują się poniższe stacje i przystanki osobowe:
- Gorzów Wielkopolski
- Gorzów Wielkopolski Karnin
- Gorzów Wielkopolski Wieprzyce
- Gorzów Wielkopolski Zamoście
- Gorzów Wielkopolski Zieleniec
- Gorzów Wielkopolski Wschodni
- Gorzów Wielkopolski Chróścik (na nieczynnej linii kolejowej w kierunku Myśliborza)

Gorzów Wielkopolski jest największym miastem w Polsce bez dostępu do zelektryfikowanej linii kolejowej.

### Transport wodny śródlądowy
W Gorzowie Wielkopolskim na trasie międzynarodowej drogi wodnej E70 znajdują się port rzeczny – Port Gorzów, port jachtowy – Marina Gorzów i Przystań Sportów Wodnych. W mieście ponadto działa stocznia rzeczna oraz Stowarzyszenie Wodniaków Gorzowskich „Kuna”, które opiekuje się zabytkowym lodołamaczem „Kuna” (o tej samej nazwie) i remontuje holownik „Kormoran”.

## Bezpieczeństwo publiczne

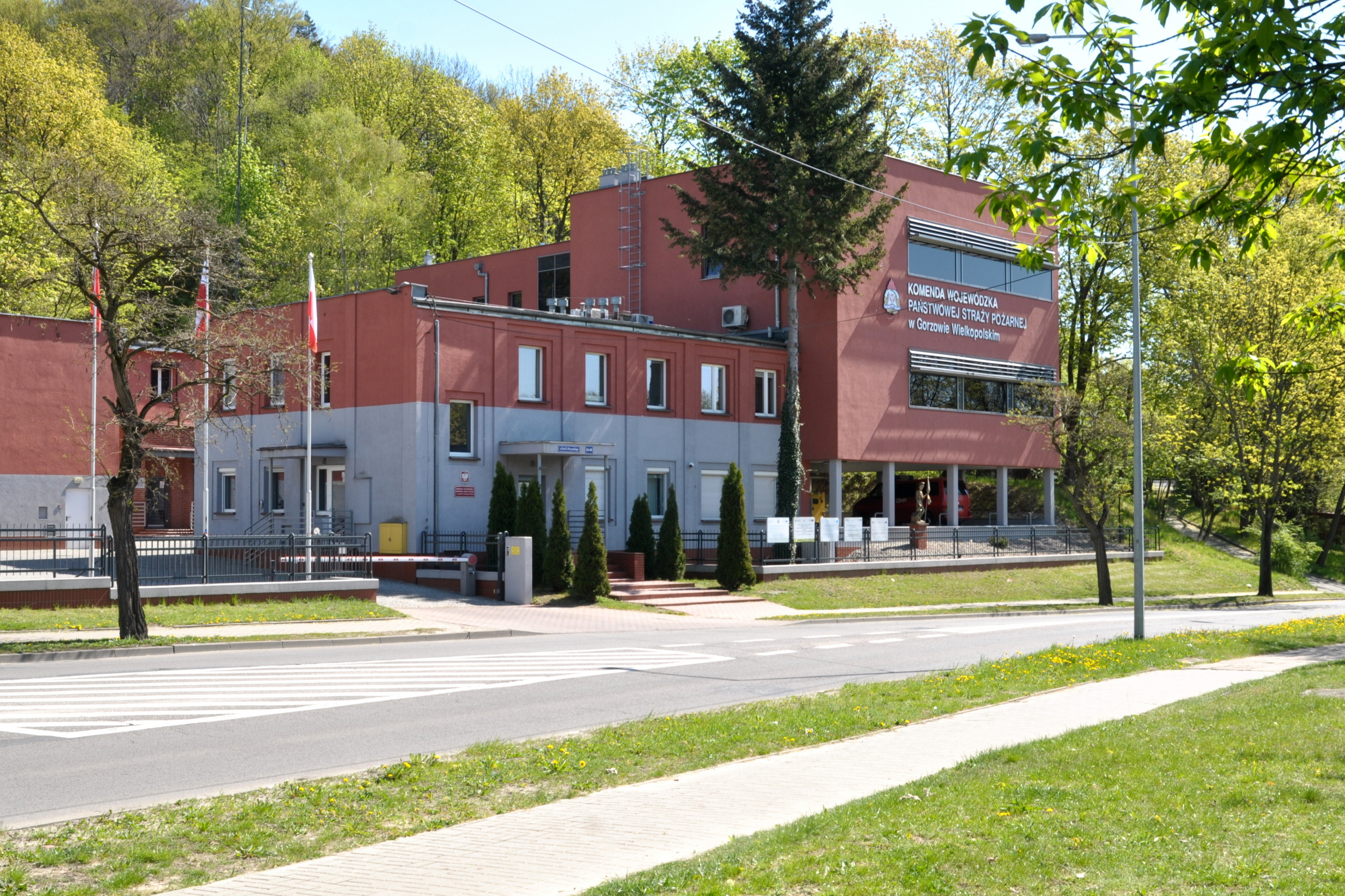
Budynek Komendy Wojewódzkiej Państwowej Straży Pożarnej

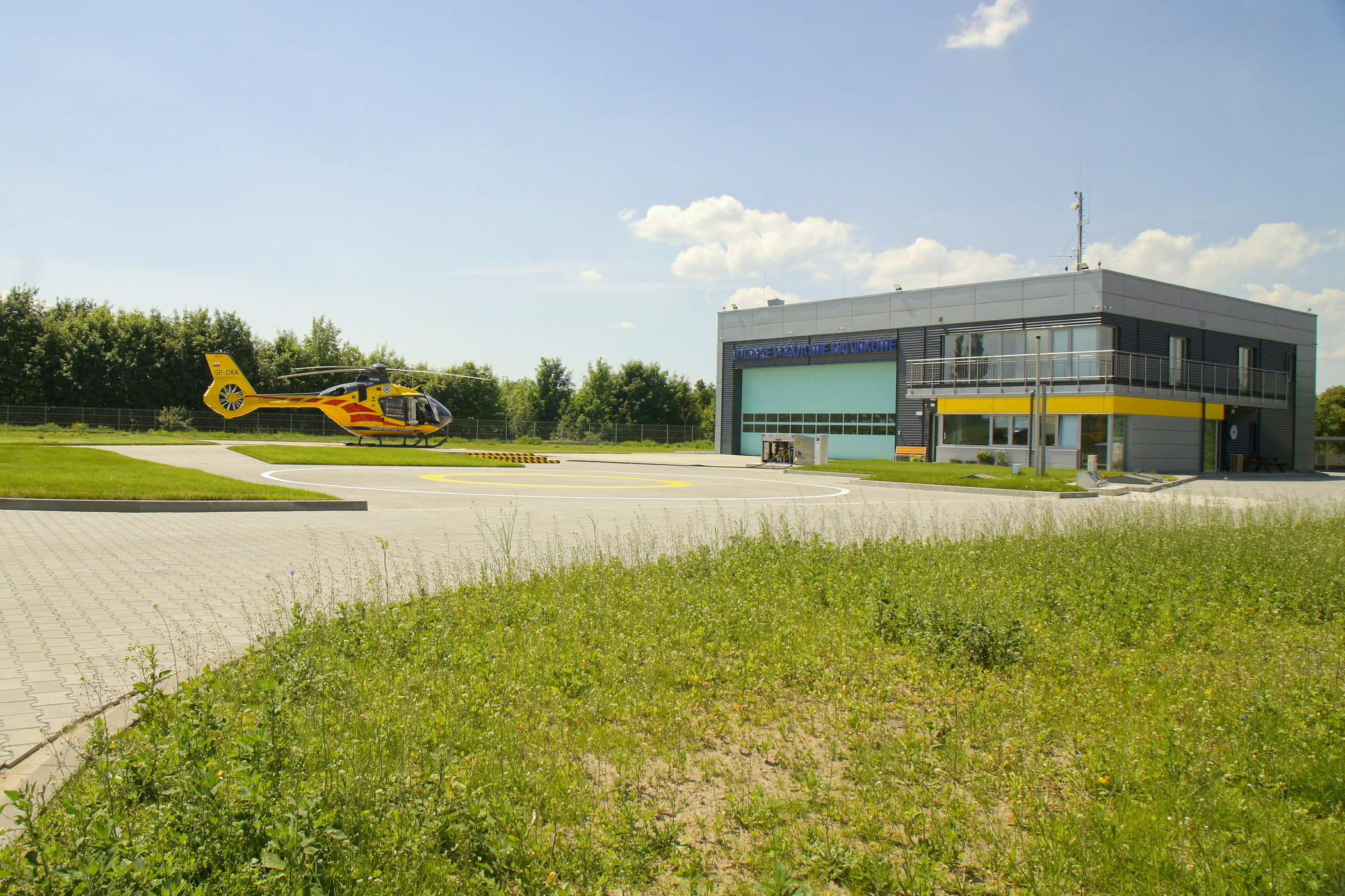
Baza Lotniczego Pogotowia Ratunkowego

W Gorzowie Wielkopolskim znajduje się centrum powiadamiania ratunkowego, które obsługuje zgłoszenia alarmowe kierowane do numerów alarmowych: 112, 997, 998 i 999.
Główną instytucją bezpieczeństwa i porządku publicznego w mieście jest Komenda Miejska Policji, do której przyporządkowane są 2 komisariaty. Każdy obszar działania komisariatów dzieli się na rewiry, do których przyporządkowany jest dzielnicowy. W Gorzowie Wielkopolskim znajduje się 19 wydziałów Komendy Wojewódzkiej Policji, laboratorium kryminalistyczne, a także sztab lubuskiej policji.
Gorzów Wielkopolski jest położony w strefie nadgranicznej i zasięgiem służbowym obejmuje je placówka Straży Granicznej w Gorzowie Wielkopolskim.
Miasto jest siedzibą Komendy Wojewódzkiej Państwowej Straży Pożarnej i podzielone jest na obszary działania 2 jednostek ratowniczo-gaśniczych, wchodzących w skład Komendy Miejskiej Państwowej Straży Pożarnej.
Gorzów Wielkopolski posiada straż miejską, która jest zorganizowana w jednym oddziale obejmującym 5 rejonów. Jej podstawowym zadaniem jest ochrona spokoju i porządku w miejscach publicznych.
Przy Wielospecjalistycznym Szpitalu Wojewódzkim zlokalizowane jest lądowisko dla śmigłowców Lotniczego Pogotowia Ratunkowego. Jego budowa rozpoczęła się w 2013 roku, a rok później zostało ono oddane do użytku.
W mieście znajdował się garnizon wojsk pruskich – w 1783 roku stacjonowały w nim cztery szwadrony. Po utworzeniu Rzeszy Niemieckiej, w garnizonie stacjonowały: 54 Pułk Artylerii Polowej, a następnie 50 Pułk Piechoty. Obecnie po rozformowaniu dwóch jednostek w mieście w 1999 roku, pozostałe w mieście instytucje wojskowe zostały przyporządkowane do Garnizonu Skwierzyna, są to m.in.: Wojskowe Centrum Rekrutacji w Gorzowie Wielkopolskim i Wojskowa Specjalistyczna Przychodnia Lekarska.
Planowane jest przywrócenie gorzowskiego garnizonu, poprzez sformowanie jednostek wojskowych w ramach 17 Wielkopolskiej Brygady Zmechanizowanej oraz 12 Wielkopolskiej Brygady Obrony Terytorialnej.

## Edukacja

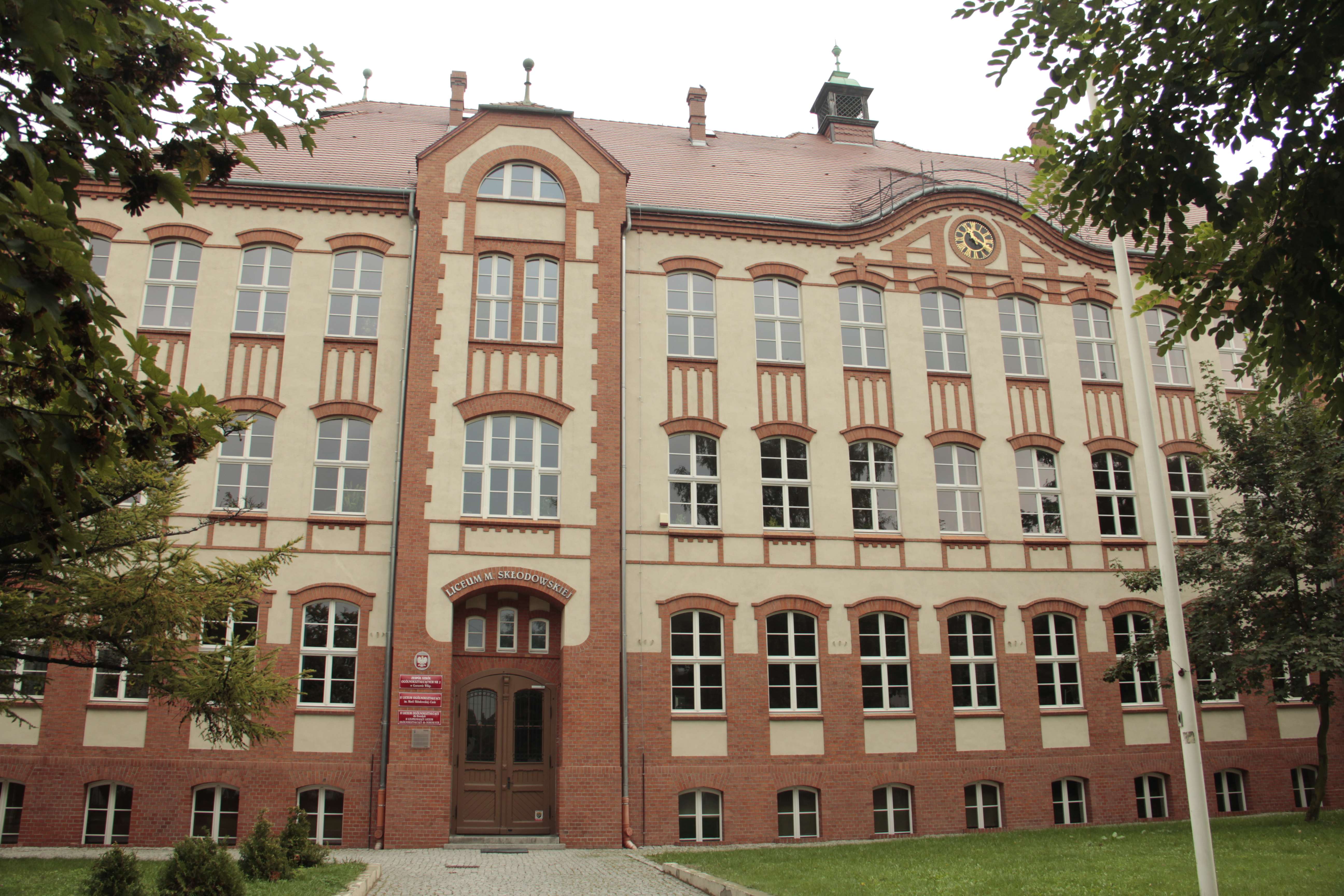
II Liceum Ogólnokształcące im. M. Skłodowskiej-Curie przy ul. Przemysłowej

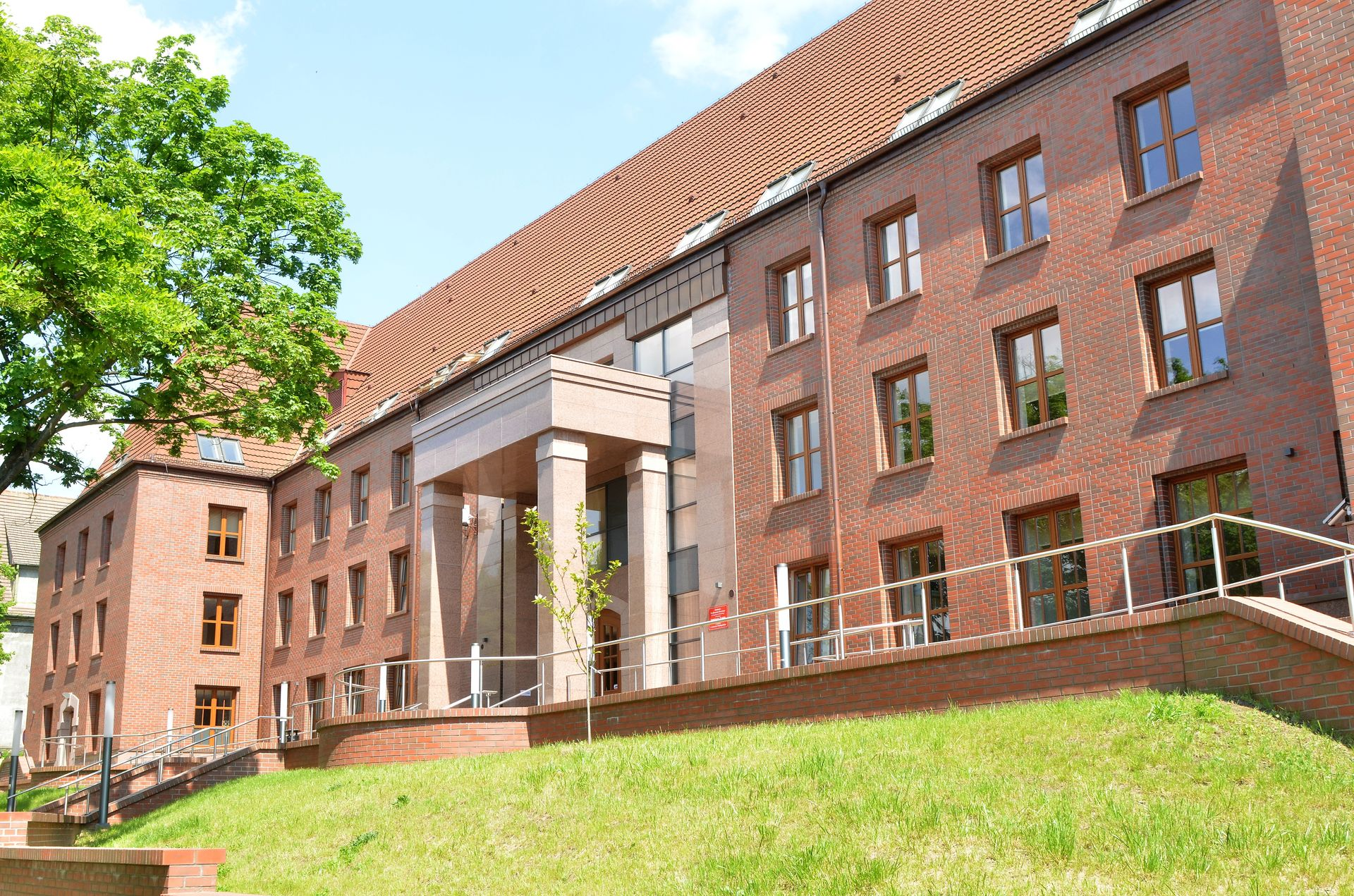
Zamiejscowy Wydział Kultury Fizycznej przy ul. Estkowskiego

Gorzów Wielkopolski jest organem prowadzącym 50 publicznych placówek oświatowych: 20 szkół podstawowych, 28 szkół ponadpodstawowych – w tym 9 liceów ogólnokształcących, 8 techników, 3 szkoły artystyczne i 8 szkół branżowych (I i II stopnia), oraz 2 szkół policealnych.
W mieście funkcjonują dwie instytucje nadzorujące i wspomagające oświatę na obszarze województwa: Lubuski Kurator Oświaty przy ul. Jagiellończyka 10 oraz Wojewódzki Ośrodek Metodyczny przy ul. Łokietka 23.
W 2024 roku Gorzów Wielkopolski zajął 10. miejsce w rankingu poziomu edukacji w miastach w Polsce na prawach powiatu.
Miasto jest rozwijającym się ośrodkiem studiów wyższych w zachodniej Polsce. Pierwszą uczelnią w Gorzowie Wielkopolskim było utworzone w 1947 roku Wyższe Seminarium Duchowne, które w 1961 roku przeniesiono do Paradyża. Obecnie w mieście działają 3 uczelnie – 2 publiczne i jedna niepubliczna:
- Akademia im. Jakuba z Paradyża, założona w 1998 roku i przekształcona w uczelnię akademicką w 2016 roku,
- Zamiejscowy Wydział Kultury Fizycznej będący filią Akademii Wychowania Fizycznego w Poznaniu, założony w 1971 roku
- Wyższa Szkoła Biznesu, założona w 1997 roku

### Centrum Edukacji Zawodowej i Biznesu
W 2016 roku w Gorzowie Wielkopolskim ruszyła realizacja programu „Zawodowcy w Gorzowie”. Jednym z jego głównych elementów była budowa Centrum Edukacji Zawodowej i Biznesu, która ruszyła w lutym 2020 roku – w poszpitalnych obiektach przy ul. Warszawskiej. Placówka rozpoczęła działalność w 2023 roku. Swoją siedzibę mają tam 2 technika, 2 branżowe szkoły I stopnia i jedna II stopnia, szkoła policealna oraz Centrum Kształcenia Zawodowego.

## Kultura i sztuka
Na terenie Gorzowa Wielkopolskiego działa wiele miejskich oraz niezależnych instytucji kultury, których zaangażowana działalność tworzy różnorodną ofertę kulturalną miasta. W mieście działają m.in.: Miejski Ośrodek Sztuki przy ul. Pomorskiej 73 – działający od 2002 roku, prowadzący edukację artystyczną w różnych dziedzinach sztuki, oraz Miejskie Centrum Kultury – działające od 1994 roku, które prowadzi: obiekt użyteczności publicznej „Zawarcie” (wyremontowany po dawnym Domu Kultury „Metalowiec”) z salą widowiskową na 170 osób, służącą zajęciom tanecznym i turniejom, kluby kultury: „Jedynka” przy ul. Chrobrego 9 i „Zodiak” przy ul. Słonecznej 62a, oraz „Inkluzywną Pracownię Edukacji Artystycznej” powstałą w 1987 roku przy ul. Chrobrego 13.

### Biblioteki

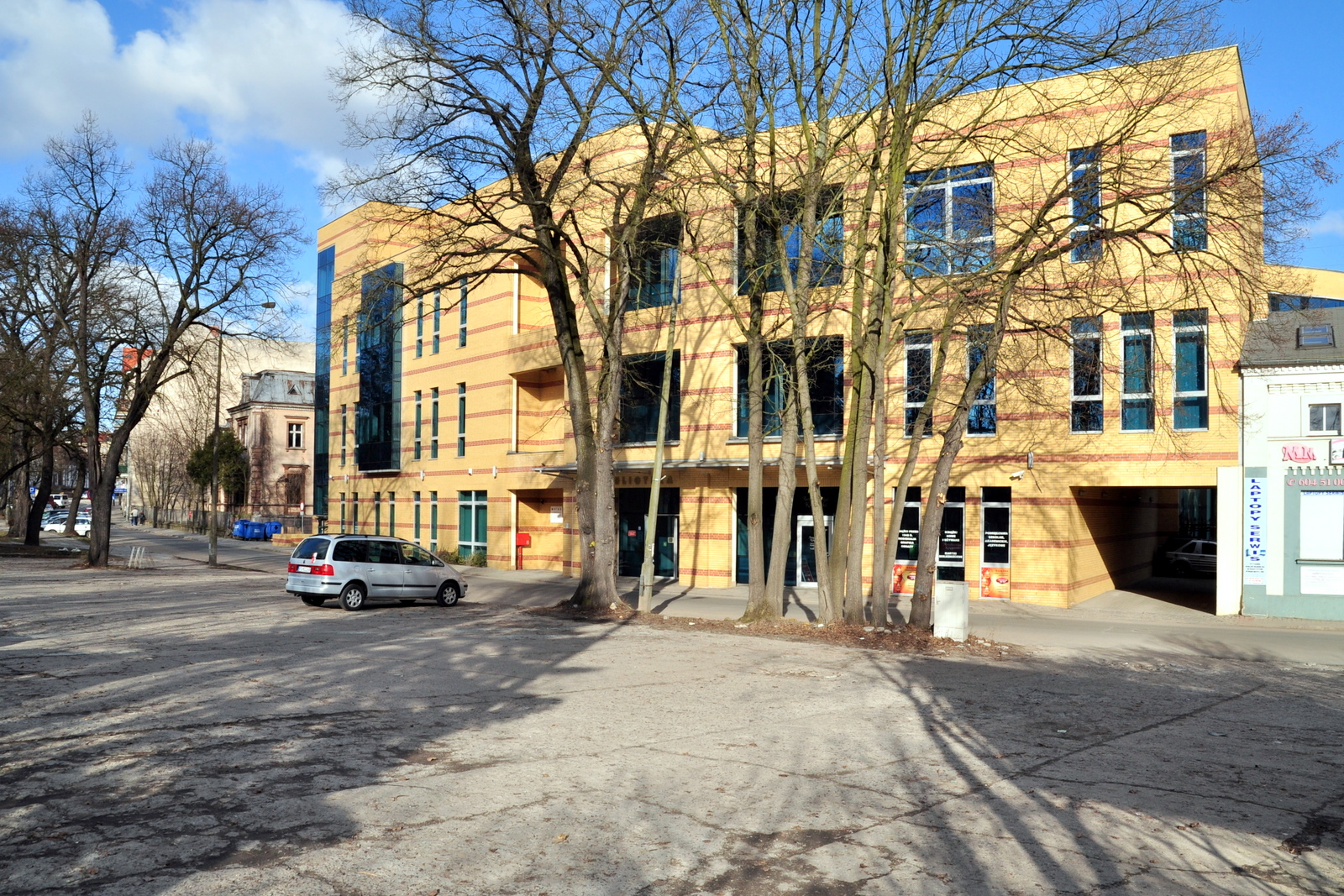
Wojewódzka i Miejska Biblioteka Publiczna im. Zbigniewa Herberta przy ul. Sikorskiego

W Gorzowie Wielkopolskim znajduje się kilka bibliotek, w tym największa Wojewódzka i Miejska Biblioteka Publiczna im. Zbigniewa Herberta – powołana w 1992 roku i od 2022 roku posiadająca status biblioteki naukowej, która prócz wypożyczalni głównej posiada 3 oddziały oraz 12 filii. W styczniu 2008 roku otwarta została jej nowa siedziba przy ul. Sikorskiego.
W mieście działa ponadto biblioteka uczelni Akademii im. Jakuba z Paradyża – Biblioteka Główna AJP im. Elizy Orzeszkowej.

### Kina
Pierwsze kina uruchomiono w Gorzowie Wielkopolskim w latach 1946–1948. Do 2007 roku w mieście funkcjonowały 4 stałe kina. Obecnie w Gorzowie Wielkopolskim działają 3 kina: dwa multipleksy sieci kin: Helios z 5 salami znajdującym się w Galerii Askana i Multikino – również z 5 salami, w Centrum Handlowym Feeria oraz kino studyjne „Kino 60 krzeseł”.

### Muzea i galerie

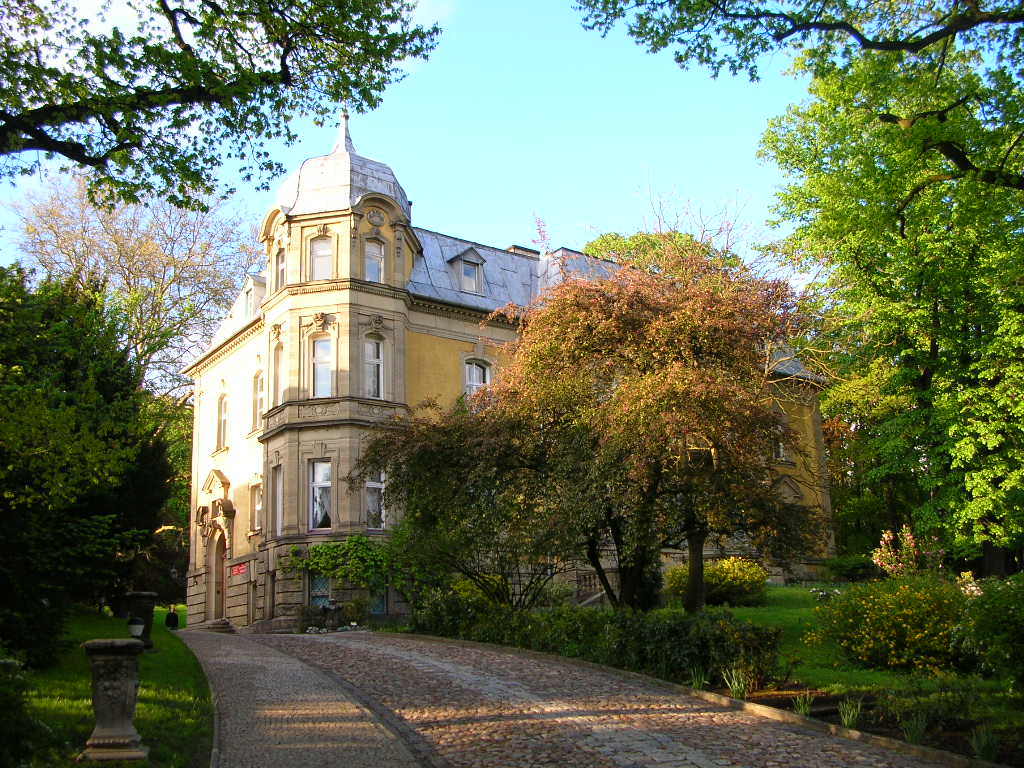
Muzeum Lubuskie im. Jana Dekerta przy ul. Warszawskiej

W mieście działa od 8 września 1945 roku najstarsze muzeum w województwie lubuskim – Muzeum Lubuskie im. Jana Dekerta, składające się z czterech oddziałów: „Muzeum Sztuk Dawnych”, „Muzeum Grodu Santok”, Muzeum Warty „Spichlerz” oraz „Muzeum Kultury i Techniki Wiejskiej”. Muzeum zostało w 2024 roku laureatem Nagrody im. Oskara Kolberga.
MCK w Gorzowie Wielkopolskim prowadzi „Małą Galerię” Gorzowskiego Towarzystwa Fotograficznego powstałą w 1972 roku przy ul. Chrobrego 4, MOS posiada drugą największą w Polsce kolekcję prac Władysława Hasiora składającą się 31 dzieł sztuki i organizuje wystawy sztuki współczesnej kontynuując tradycję Biura Wystaw Artystycznych, natomiast WiMBP im. Zbigniewa Herberta – prowadzi od 2016 roku na II piętrze zabytkowej willi Hansa Lehmanna „Galerię Sztuki Regionalnej” i od 2008 w nowym gmachu biblioteki „Galerię Pod Kopułą”.

### Muzyka

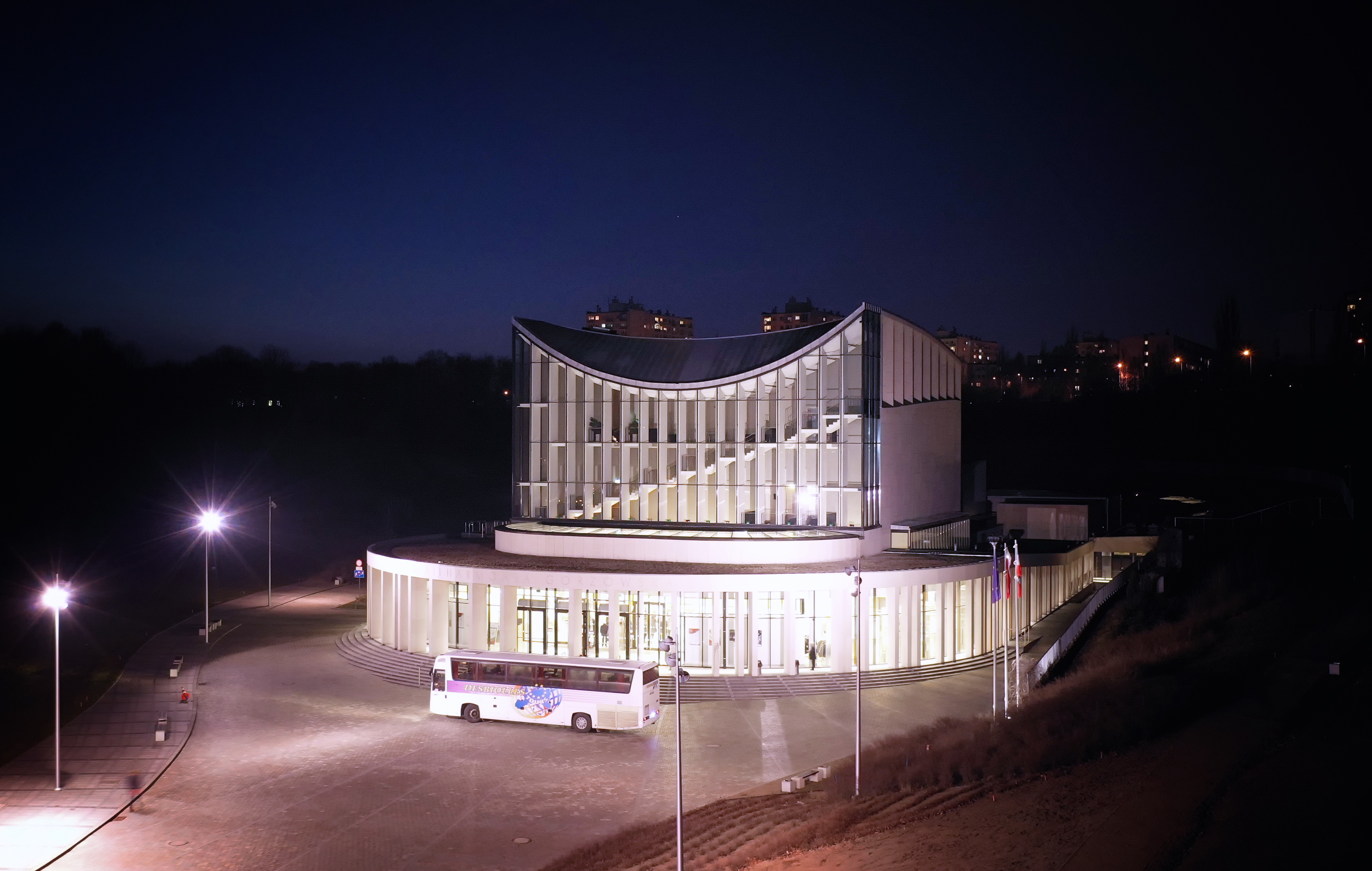
Filharmonia Gorzowska przy ul. Dziewięciu Muz

W Gorzowie Wielkopolskim od 18 maja 2011 roku funkcjonuje Filharmonia Gorzowska z główną salą koncertową na 598 miejsc – pierwszą w Polsce o zmiennym scenariuszu dźwiękowym. W mieście znajduje się również Amfiteatr – wybudowany w latach 1975–1980 w parku im. Siemiradzkiego, po przebudowie w latach 2010–2011 z widownią na 4 604 miejsc.
Gorzów Wielkopolski organizuje m.in. festiwale: muzyki reggae – reaktywowanego w 2012 roku Reggae nad Wartą, muzyki hip-hopowej „Gorzów Hip Hop Festiwal”, międzynarodowy festiwal tańca „Folk Harbour”, „Getting Out Festival” i od 1988 roku muzyki cygańskiej w ramach Międzynarodowych Spotkań Zespołów Cygańskich „Romane Dyvesa”. Ponadto od 2021 roku w okresie wakacyjnym organizowany jest cykl darmowych koncertów i imprez tzw. Wartownia.
W świecie muzyki dużą renomę w kraju posiada Jazz Club „Pod Filarami”, który co roku gości wielu artystów jazzowych zarówno z Polski, jak i zagranicy podczas Gorzów Jazz Celebrations. Działalność muzyczną w Gorzowie Wielkopolskim prowadzi – założony w 1955 roku z inicjatywy Edwarda Dębickiego, Cygański Teatr Muzyczny „Terno”. Z miasta wywodzi się również zespół Kawałek Kulki.

### Teatry

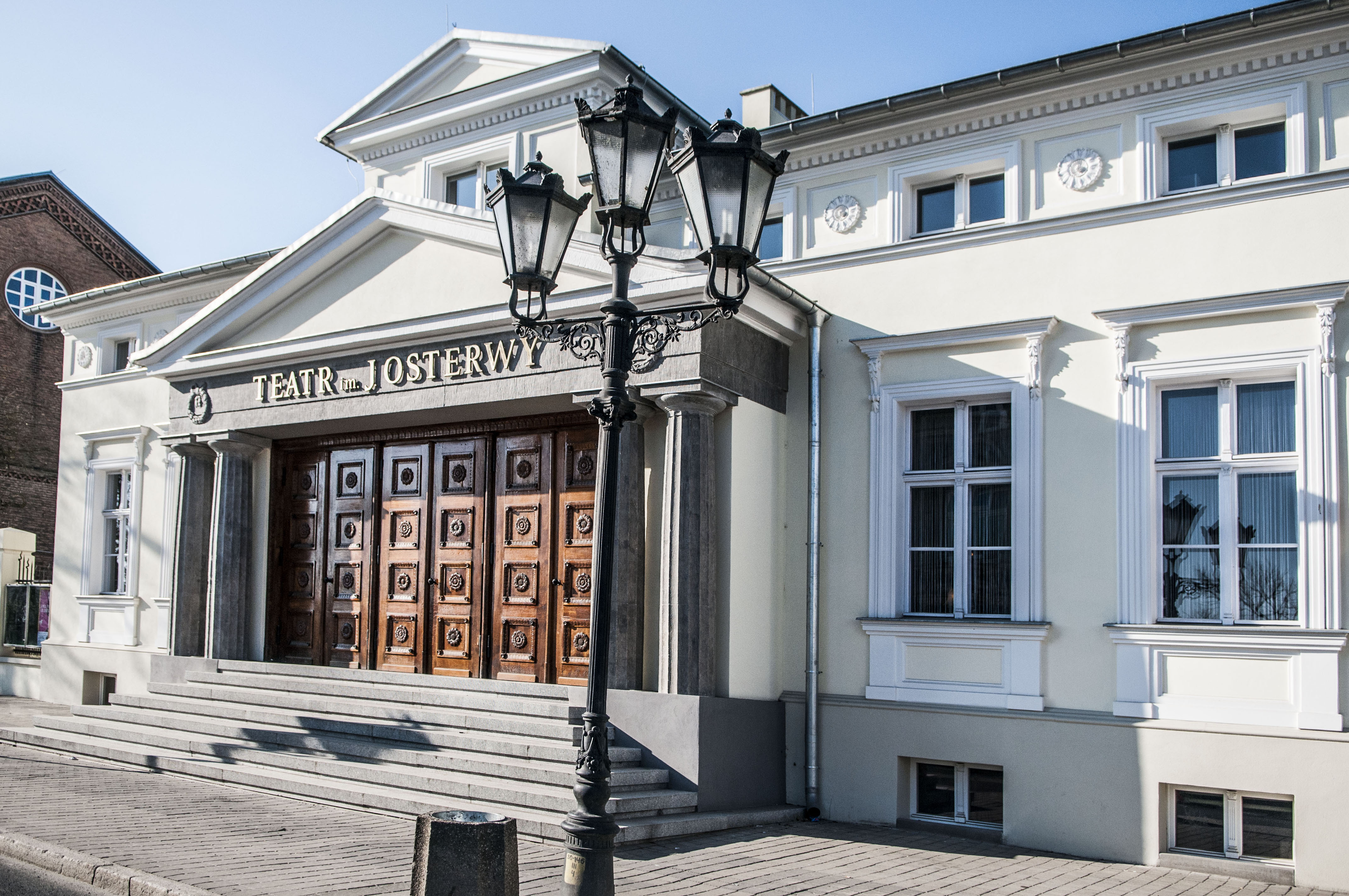
Teatr im. Juliusza Osterwy przy ul. Teatralnej

Od 1946 roku w Gorzowie Wielkopolskim działa Teatr im. Juliusza Osterwy, na którego tyłach od 2003 roku odbywają się również przedstawienia tzw. Sceny Letniej, a od 2007 roku – wewnątrz budynku teatru, tzw. Sceny Kameralnej. Teatr jest także współorganizatorem reaktywowanych w 1983 roku „Gorzowskich Spotkań Teatralnych”.
Od września 1992 roku w mieście funkcjonuje Teatr Kreatury, natomiast do 1990 roku działał „Amatorski Teatr Dramatyczny”.

## Rekreacja i turystyka

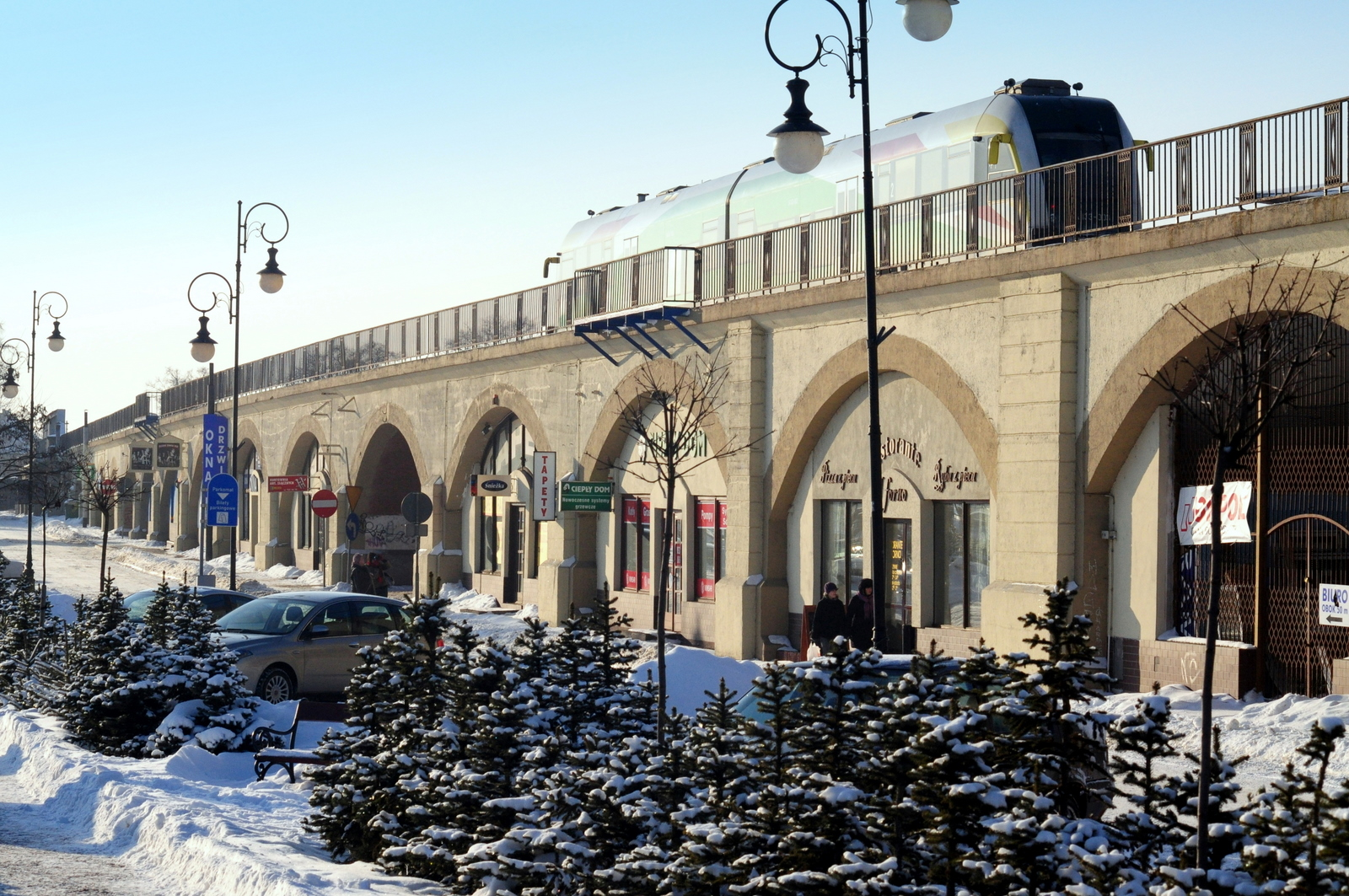
Betonowo-stalowa estakada kolejowa, widok od ul. Nadbrzeżnej

Na terenie Gorzowa Wielkopolskiego znajduje się 621 zabytków. Rejestr zabytków obejmuje 118 zabytków nieruchomych, wśród których znajdują się m.in. fragment dawnego ceglano-kamiennego muru obronnego z XIV wieku, obiekt katedralny pw. Wniebowzięcia NMP z XIII wieku oraz estakada kolejowa – najdłuższy zabytek techniki w Polsce.
Miasto posiada 12 obiektów hotelowych – w tym jeden sieci Qubus Hotel, które łącznie dysponowały 1 119 miejscami noclegowymi. Na terenie miasta jest łącznie 17 turystycznych obiektów z bazą noclegową. W 2023 roku skorzystało z nich łącznie 114,7 tys. turystów (co stanowiło 8,4% ogólnej liczby noclegów udzielonych w województwie lubuskim), z czego 6,3% stanowili turyści zagraniczni.
Przez Gorzów Wielkopolski przebiegają szlaki turystyczne: piesze, rowerowe i kajakowe:
- Szlak Hetmana Stefana Czarnieckiego
- rozpoczyna się w Kostrzynie nad Odrą, biegnie przez Gorzów Wielkopolski, Barlinecko-Gorzowski Park Krajobrazowy i kończy się w Strzelcach Krajeńskich. Ma długość ponad 80 km
- rozpoczyna się na krańcach miasta, przebiega przez Kotlinę Gorzowską i kończy się w Santoku. Ma długość ok. 17 km
- (Gorzowski Zielony Szlak Rowerowy) rozpoczyna i kończy się w Gorzowie Wielkopolskim, wiedzie przez Puszczę Gorzowską – w dużej części terenami Barlinecko-Gorzowskiego Parku Krajobrazowego. Ma długość ok. 46 km
- rozpoczyna i kończy się w Gorzowie Wielkopolskim, wiedzie w dużej części wałem przeciwpowodziowym nad Wartą. Trasa rowerowa ma długość 47 km
- rozpoczyna się w mieście, wiedzie przez Buki Zdroiskie i kończy się w Brzezince
- rozpoczyna się w gorzowskim Górczynie, a następnie prowadzi przez Wawrów do Czechowa. Trasa rowerowa ma długość 7,6 km
- rozpoczyna się w gorzowskim Parku Słowiańskim i prowadzi do Marwic. Trasa rowerowa ma długość 17,3 km
- szlak kajakowy (U1) będący spływem Notecią od ujścia Drawy do Gorzowa Wielkopolskiego. Spływ ma długość 50 km
- szlak kajakowy (U1) będący spływem Wartą od Międzychodu, przez Gorzów Wielkopolski do Kostrzyna nad Odrą. Spływ ma długość 137 km

Oddziały PTTK w Gorzowie Wielkopolskim mieszczą się przy ul. Mieszka I 15/1 i ul. Piłsudskiego 47 pok. 6.

## Sport

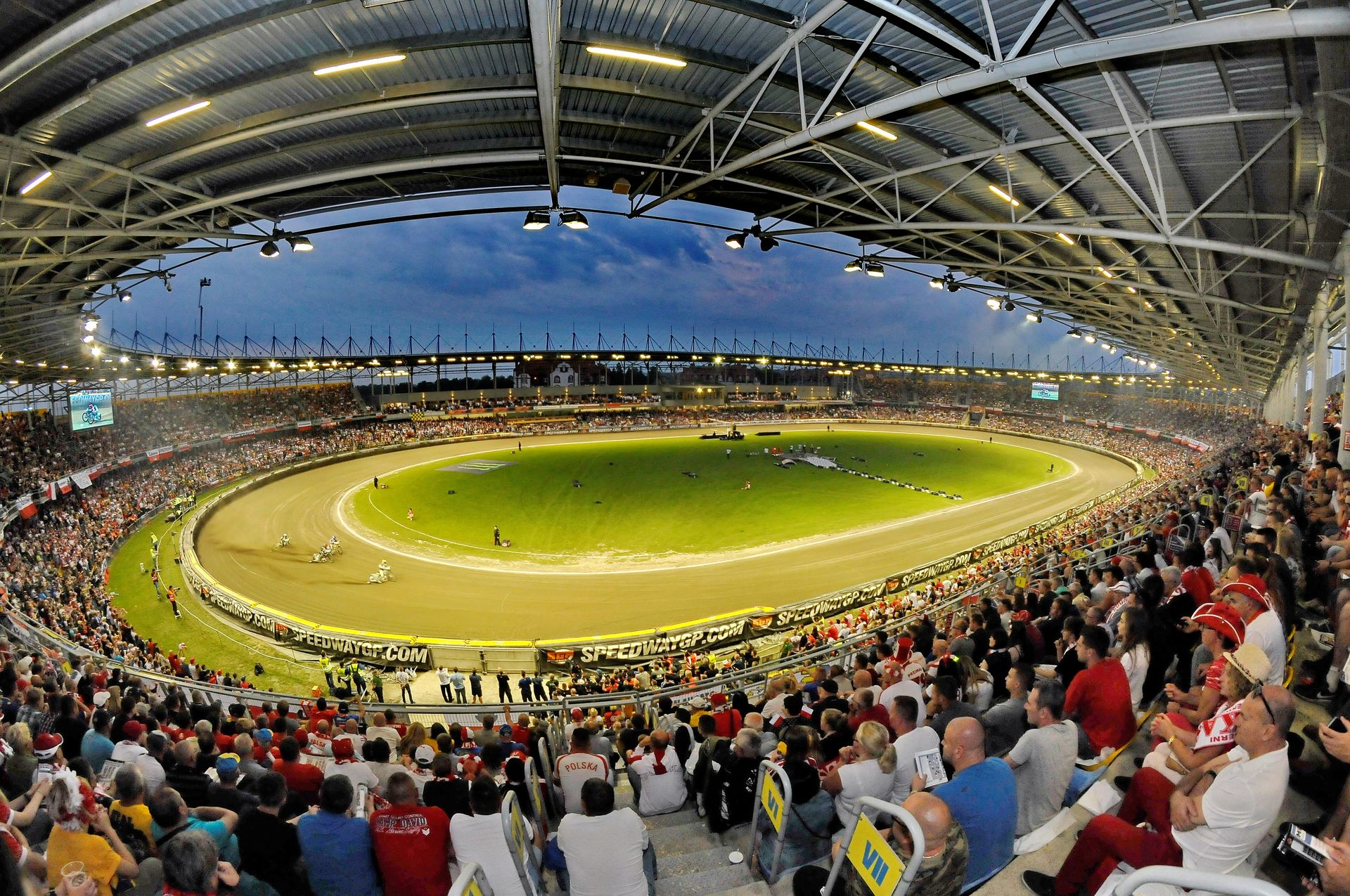
Zawody żużlowe z cyklu Grand Prix na stadionie im. Edwarda Jancarza

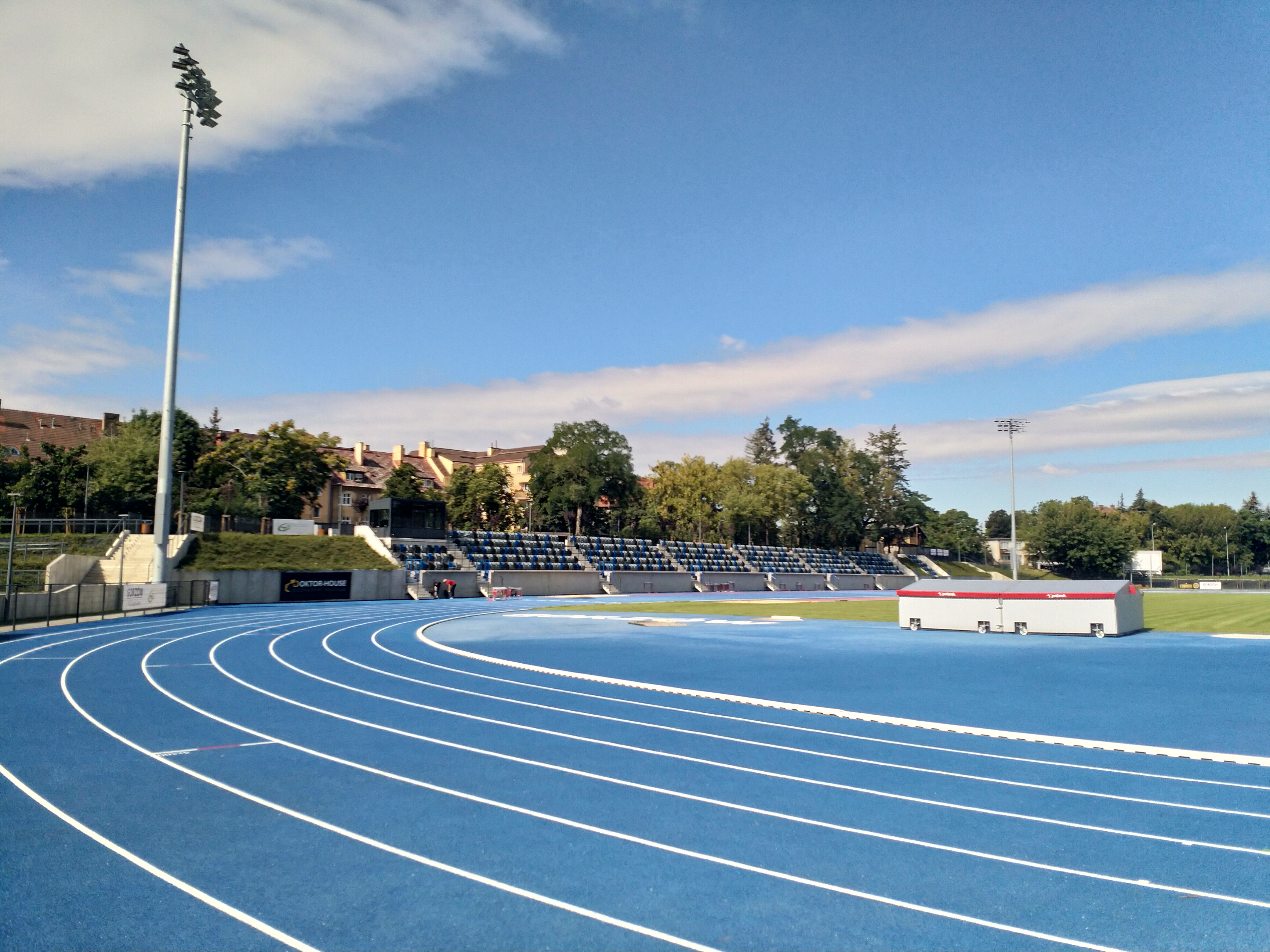
Stadion lekkoatletyczny im. Lubuskich Olimpijczyków

W Gorzowie Wielkopolskim istnieje rozbudowana infrastruktura sportowa, a działalność prowadzi wiele klubów w różnorodnych dyscyplinach sportu. Miasto jednak najbardziej kojarzy się ze sportem żużlowym. Od 1947 roku w mieście działa klub sportowy Stal Gorzów Wielkopolski, którego wychowankiem jest 5-krotny mistrz świata na żużlu Bartosz Zmarzlik.
Najpopularniejsze dyscypliny sportu w mieście obok żużla to koszykówka – reprezentowana przez żeński AZS AJP oraz piłka siatkowa – reprezentowana przez Cuprum Stilon.
Gorzów Wielkopolski posiada także bogate tradycje w sportach wodnych: kajakarstwie, piłce wodnej i wioślarstwie.
Od 1945 do 2024 roku gorzowscy sportowcy i reprezentanci gorzowskich klubów zdobyli łącznie 12 medali igrzysk olimpijskich: 8 w kajakarstwie, 3 w wioślarstwie i 1 w kolarstwie szosowym, oraz 5 medali igrzysk europejskich – wszystkie w kajakarstwie.

### Kluby sportowe
Obecnie w Gorzowie Wielkopolskim działają 44 kluby sportowe. W 2025 roku w najwyższych klasach rozgrywkowych w Polsce występuje 5 gorzowskich drużyn:
- AZS AJP (koszykówka kobiet)
- Cuprum Stilon (piłka siatkowa mężczyzn)
- KS Alfa (piłka wodna)
- KSz Stilon (szachy)
- Stal (żużel)

W 2024 roku Gorzów Wielkopolski zajął 15. miejsce w rankingu najlepszych miast w Polsce w sportach drużynowych.

### Obiekty sportowe
W mieście znajdują się m.in. takie obiekty sportowe jak: Stadion im. Edwarda Jancarza (użytkowany przez drużynę żużlową), Stadion piłkarski OSiR, Stadion lekkoatletyczny im. Lubuskich Olimpijczyków, Arena Gorzów (hala widowiskowo-sportowa, w której odbywają się mecze rozgrywek ligowych na szczeblu centralnym), hale sportowe CEZiB i ZS nr 20 (w których odbywają się mecze rozgrywek ligowych na szczeblu okręgowym), Centrum Sportowo-Rehabilitacyjne Słowianka oraz przystanie kajakowe i wioślarskie.

## Media
W Gorzowie Wielkopolskim znajduje się oddział terenowy Telewizji Polskiej – TVP3 Gorzów Wielkopolski, z nową siedzibą przy ul. Piłsudskiego.

## Wspólnoty wyznaniowe
W Gorzowie Wielkopolskim znajduje się katedra diecezji zielonogórsko-gorzowskiej, która jest jego głównym kościołem rzymskokatolickim. Miasto posiada 14 parafii, które są podzielone pomiędzy 3 dekanaty: Gorzów Wielkopolski – Katedra, Chrystusa Króla i Trójcy Świętej. W gorzowskiej parafii Najświętszej Maryi Panny Królowej Polski mieści się sanktuarium św. Weroniki Giuliani.
2 czerwca 1997 roku w Gorzowie Wielkopolskim papież Jan Paweł II podczas VI pielgrzymki do Polski wygłosił liturgię słowa i modlił się w katedrze przy grobie biskupa Wilhelma Pluty.
Na terenie Cmentarza Świętokrzyskiego znajduje się kaplica wiernych parafii obrządku greckokatolickiego. W Gorzowie Wielkopolskim mieści się także prawosławna cerkiew Narodzenia Przenajświętszej Bogurodzicy (parafialna), polskokatolicki kościół św. Józefa Oblubieńca Najświętszej Maryi Panny (parafialny) oraz kościół luterański Świętej Trójcy (parafialny).
Swoje zbory w Gorzowie Wielkopolskim posiadają adwentyści dnia siódmego (zbór adwentystyczny w Gorzowie Wielkopolskim), baptyści (Zbór Kościoła Chrześcijan Baptystów w Gorzowie Wielkopolskim, II Zbór Kościoła Chrześcijan Baptystów w Gorzowie Wielkopolskim), Kościół Zielonoświątkowy (zbór zielonoświątkowy w Gorzowie Wielkopolskim), wierni Kościoła Bożego w Polsce (Kościół Boży „Dla Ciebie Niebo”), Kościoła Bożego w Chrystusie (Wspólnota „Górna Izba”), Kościoła Ewangelicko-Reformowanego w RP (diaspora w Gorzowie, miejscowi ewangelicy reformowani są otoczeni opieką duszpasterską przez parafię ewangelicko-augsburską), reformowanych baptystów (Reformowany Zbór Baptystów „Łaska” w Gorzowie Wielkopolskim), Mesjańskich Zborów Bożych (punkt misyjny w Gorzowie Wielkopolskim podległy zborowi w Warszawie) oraz Mesjańskiej Społeczności Wywołanych.
W Gorzowie Wielkopolskim działalność kaznodziejską prowadzi również 9 zborów Świadków Jehowy z dwoma Salami Królestwa.
Poza kościołami chrześcijańskimi, w mieście istnieją także miejsca spotkań modlitewnych muzułmanów, ośrodek filialny Związku Buddyjskiego „Zen Rinzai” oraz centrum buddystów Diamentowej Drogi. Do 1939 roku istniała w Gorzowie Wielkopolskim synagoga.

## Ludzie związani z miastem
- W Gorzowie Wielkopolskim urodził się Kazimierz Marcinkiewicz – premier Polski w latach 2005–2006, Marek Jurek – Marszałek Sejmu w latach 2005–2007, oraz Paweł Szałamacha – minister finansów w latach 2015–2016
- Z miasta pochodzi wielu ludzi ze świata polskiej muzyki m.in. Adam Bałdych, Cyrko, Marek Konarski, bracia Dawid i Michał Kwiatkowscy, Krystyna Prońko i Smarki Smark
- W mieście urodziło się wielu sportowców, reprezentantów Polski m.in. Paulina Dudek, Edward Jancarz, Michał Jeliński, Dawid Kownacki, Tomasz Kucharski, Michał Olejniczak, Beata Sokołowska-Kulesza, Agnieszka Szott-Hejmej i Katarzyna Zaroślińska-Król
- Z Gorzowa Wielkopolskiego pochodzi Katarzyna Zawidzka – Miss Polonia z 1985 roku

### Honorowi obywatele miasta
Do końca 2024 roku honorowe obywatelstwo Gorzowa Wielkopolskiego otrzymało 20 osób.